# 北陸本線
北陸本線（ほくりくほんせん）は、福井県敦賀市の敦賀駅から滋賀県米原市の米原駅までを結ぶ西日本旅客鉄道（JR西日本）の鉄道路線（幹線）である。
元々は新潟県上越市の直江津駅から米原駅までを結んでいた路線であった。2015年および2024年に北陸新幹線延伸開業に伴って、第三セクター鉄道に移管された区間については「概要」節で挙げた各記事も参照。
区間表記については、『鉄道要覧』では敦賀駅が起点、米原駅が終点となっているが、JR西日本が発行している『データで見るJR西日本』では米原駅を起点とする記載であり、市販の『JR時刻表』などでも米原駅から敦賀駅に向かう方向を「下り」として扱っている。距離を示すキロポストも米原起点である（後節も参照）。
本項では後者にならって、区間表記順を「米原駅→敦賀駅（→金沢駅→直江津駅）」とし、上下方向も「米原駅→敦賀駅」を下り、「敦賀駅→米原駅」を上りとして記述する。

## 概要
北陸本線は、滋賀県の米原市から北上して福井県敦賀市に至る路線であり、米原駅では東海道新幹線と東海道本線ならびに近江鉄道本線に、敦賀駅では北陸新幹線と小浜線ならびに第三セクター鉄道のハピラインふくい線に接続している。
ハピラインふくい線、IRいしかわ鉄道線、あいの風とやま鉄道線、えちごトキめき鉄道日本海ひすいライン、東日本旅客鉄道（JR東日本）の信越本線・羽越本線・奥羽本線とともに、日本海に沿って近畿と北陸・東北を結ぶ日本海縦貫線の一部を構成している。「サンダーバード」や「しらさぎ」といった京阪神・名古屋の各都市圏から北陸新幹線と連絡する特急列車が数多く運転され、日本貨物鉄道（JR貨物）による貨物列車の往来も多い。
元々は米原駅から福井県・石川県・富山県を経て新潟県上越市の直江津駅までを結ぶ353.8 kmの路線であり、北陸地方の大動脈としての役割を担い続け、敦賀駅 - 直江津駅間も京阪神方面の「サンダーバード」「雷鳥」「白鳥」「日本海」や米原・名古屋方面の「加越」「しらさぎ」などの特急列車が多数行き交う「特急街道」であった。
2015年3月14日の北陸新幹線の長野駅 - 金沢駅間の延伸開業に伴い、並行在来線となる金沢駅 - 直江津駅間 (177.2 km) がJR西日本から経営分離され、石川県部分は「IRいしかわ鉄道」、富山県部分は「あいの風とやま鉄道」、新潟県部分は「えちごトキめき鉄道」とそれぞれ各県ごとに設立された第三セクター鉄道会社に移管された。さらに2024年3月16日には北陸新幹線の金沢駅 - 敦賀駅間の延伸開業に伴い、敦賀駅 - 金沢駅間 (130.7 km) もJR西日本から経営分離され、敦賀駅 - 大聖寺駅間が「ハピラインふくい」に、大聖寺駅 - 金沢駅間が「IRいしかわ鉄道」に移管され、北陸本線は米原駅 - 敦賀駅間の45.9 kmの路線となった。第三セクターに経営分離された区間の距離としては全国最長である。これにより、北海道旅客鉄道（JR北海道）の留萌本線・日高本線に次いでJR線で3番目に短い「本線」となった。また、北陸本線という路線名でありながら、全線のうち北陸地方を通るのは、北陸地方である福井県に含まれる新疋田駅から敦賀駅までの一駅間のみとなった。
| 区間                | 距離     | 事業者             | 路線名               | 移管（廃止）日 |
| ------------------- | -------- | ------------------ | -------------------- | -------------- |
| 米原駅 - 敦賀駅     | 45.9 km  | JR西日本           | 北陸本線             | 存続           |
| 敦賀駅 - 大聖寺駅   | 84.3 km  | ハピラインふくい   | ハピラインふくい線   | 2024年3月16日  |
| 大聖寺駅 - 金沢駅   | 46.4 km  | IRいしかわ鉄道     | IRいしかわ鉄道線     | 2024年3月16日  |
| 金沢駅 - 倶利伽羅駅 | 17.8 km  | IRいしかわ鉄道     | IRいしかわ鉄道線     | 2015年3月14日  |
| 倶利伽羅駅 - 市振駅 | 100.1 km | あいの風とやま鉄道 | あいの風とやま鉄道線 | 2015年3月14日  |
| 市振駅 - 直江津駅   | 59.3 km  | えちごトキめき鉄道 | 日本海ひすいライン   | 2015年3月14日  |

このほか、JR貨物が第一種鉄道事業者として線路を保有していた「敦賀港線」とも通称される敦賀駅 - 敦賀港駅間 2.7 km の貨物支線があったが、2016年4月1日に休止された後、2019年4月1日に廃止された。
1969年の全線電化完成後は交流電化と直流電化に電化方式が分かれており、このため当路線を走行する電車や機関車は両方の電源に対応した交直流車両が用いられていた。しかし米原側では1987年の国鉄分割民営化後の1991年と2006年に直流電化の区間が延伸され、米原駅から敦賀駅までが直流電化区間となった。これにより、新快速など京阪神地区の東海道・山陽本線（琵琶湖線・JR京都線・JR神戸線）や湖西線を走る直流電車が敦賀駅まで乗り入れるようになり、敦賀市と関西方面間のアクセスが向上した（詳細後述）。北陸新幹線が敦賀駅まで延伸開業し、敦賀駅以北の交流電化区間が第三セクター鉄道に転換された2024年3月16日以降は直流電化区間のみとなり、JR西日本の電化されている在来線は博多南線と七尾線津幡駅構内（津幡駅から中津幡駅までの間にあるデッドセクションまで）を除いて全ての路線が直流電化となった。
JR西日本発足後、長浜駅 - 米原駅間は東海道本線の米原駅 - 京都駅間とともに「琵琶湖線」の愛称が付けられ、1999年より近江塩津駅 - 米原駅間が旅客営業規則の定める大都市近郊区間の「大阪近郊区間」に編入された。また、敦賀駅 - 米原駅間の全線がIC乗車カード「ICOCA」エリアに含まれている。
2024年3月14日に近江塩津駅 - 敦賀駅間の公衆移動体通信不感が解消され、同月16日に敦賀駅以南のみとなって以降の北陸本線内で携帯電話等の通信が使用できないのは余呉駅 - 近江塩津駅の一駅間のトンネル部のみ、他社含む滋賀県内の鉄道路線全体でもこの区間のみとなっている。

### 正式な起点駅・終点駅
本路線は、国鉄時代に制定された「日本国有鉄道線路名称」では米原駅が起点、直江津駅が終点であったが、1987年（昭和62）年4月1日の国鉄分割民営化によりJR西日本が承継した際に直江津駅が起点、米原駅が終点となり、国鉄時代とは逆になった。これは、民営化当時の運輸省に提出された「事業基本計画」によるもので、そこには「直江津から米原まで及び敦賀から分岐して敦賀港まで」と記載されている。
ただし、前出の『データで見るJR西日本』やJR各社が公示している「JR線路名称公告」では米原駅が起点、金沢駅が終点となっており、また鉄道趣味誌や書籍は、北陸本線を「米原〜金沢間」などと記載しているため、役所への提出書類とJR西日本発行冊子や一般向けの書籍などでは、起点駅・終点駅の表記が逆になっている。
鉄道路線の正式な区間や営業キロなどは、『鉄道要覧』や前述の「事業基本計画」の記載を基にすれば、起点駅は敦賀駅、終点は米原駅となる。また、路線名は北陸本線ではなく北陸線となっている。一方で、冒頭で記載した通り、市販の時刻表では米原駅を起点とする国鉄時代からの慣例的な路線名・区間の表記を採用している。

## 路線データ
- 管轄・路線距離（営業キロ）
  - 西日本旅客鉄道（第一種鉄道事業者）・日本貨物鉄道（第二種鉄道事業者）
    - 米原駅 - 敦賀駅間 45.9 km
    - 管轄は以下のとおり
      - 米原駅 - 近江塩津駅間 … 近畿統括本部
      - 近江塩津駅（構内除く） - 敦賀駅間 … 金沢支社
- 軌間：1,067 mm
- 駅数：12（起終点駅含む）
  - 北陸本線所属駅に限定した場合、東海道本線所属の米原駅が除外され[20]、11駅となる。[7]
- 複線区間：全線
- 電化区間：全線（直流1,500 V）
- 閉塞方式：複線自動閉塞式
- 保安装置：
  - 米原駅 - 長浜駅間：ATS-P（拠点P方式）およびATS-SW[3]
  - 長浜駅 - 敦賀駅間：ATS-SW
- 最高速度
  - 米原駅 - 近江塩津駅間：120 km/h[3]
  - 近江塩津駅 - 敦賀駅間：130 km/h[3]
- 運転指令所：
  - 全区間：近畿総合指令所
- 列車運行管理システム：JR京都・神戸線運行管理システム（米原駅 - 近江塩津駅間）[3]
- IC乗車カード対応区間：
  - ICOCAエリア：全線（米原駅 - 近江塩津駅間はPiTaPaポストペイサービス対象区間）

## 歴史
本節では、官設鉄道として建設された長浜駅 - 敦賀港駅間からの北陸本線全体の歴史・沿革を、その後の輸送改善策なども含めて記述する。

### 概略

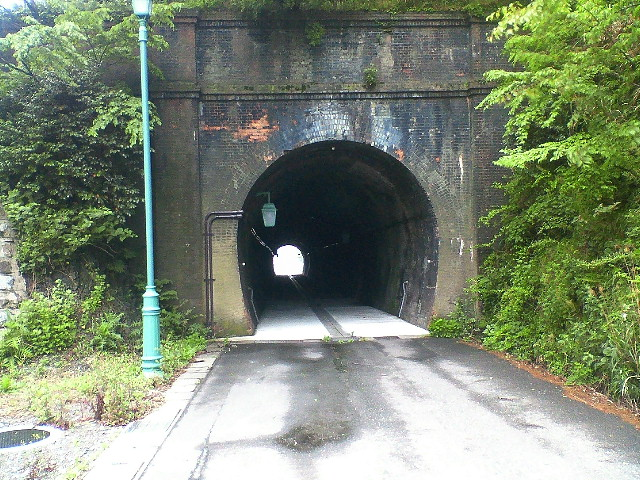
北陸本線旧線 樫曲トンネル（敦賀市獺河内）

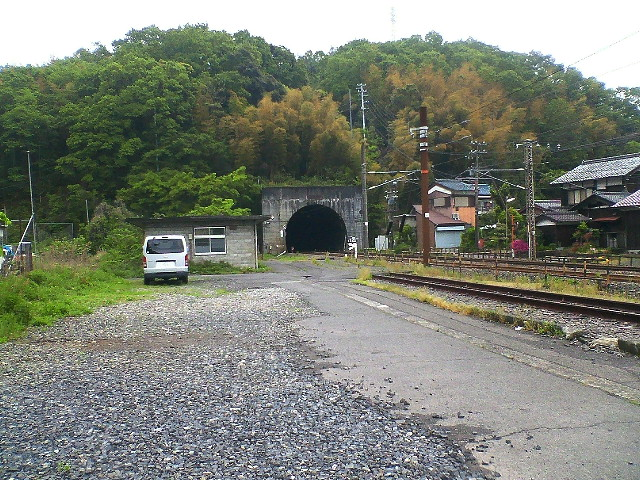
北陸トンネル 敦賀側坑口（敦賀市深山寺）

北陸本線は全線が官設鉄道として建設された。1882年3月10日に長浜駅 - 柳ヶ瀬駅および洞道口駅（後の洞道西口駅） - 敦賀港駅（当時：金ヶ崎駅）が開業した。木ノ本駅 - 敦賀駅間は、当初の計画では塩津経由とされていたが、柳ヶ瀬駅経由で敷設された。これは柳ヶ瀬駅 - 今庄駅間に連絡線を敷設する意図や当初塩津街道沿いの塩津（近江塩津駅）経由であると最急勾配が37‰に対し、北国街道沿いの柳ヶ瀬駅経由であれば25‰となり、勾配が緩やかで建設上有利となるなどの理由があったため、変更を上申した結果である。柳ヶ瀬トンネル掘削工事が難航し、柳ヶ瀬駅 - 洞道西口駅間は徒歩連絡であったが、1884年4月16日にトンネルが開通し長浜駅 - 敦賀港駅間が全通した。1889年には米原駅 - 長浜駅間が開業。1895年に線路名称が定められた際は米原駅 - 敦賀駅間は東海道線の一部とされた。なお、敦賀港が1899年に国際港として開港するとロシアなど大陸との定期航路に連絡する列車が運行されるようになった。その後、後述の紆余曲折を経て、1957年の近江塩津駅経由の新線への切り替えに伴い、当初の計画通りの路線に落ち着いた。
福井・金沢・富山方面への延伸にあたっては、政府の財政難から民間資本による建設が計画されたが、不況で資金が集まらず会社設立まで至らなかったことや、鉄道敷設の仮免状下付にまで漕ぎ付けたものの内紛から着工することができなかったため、結局その後、敦賀以北も官設鉄道として建設することが決定され、1893年に着工された。
1896年に敦賀駅 - 福井駅間が開業し、同年に北陸線と命名された。この時、敦賀駅 - 今庄駅間は険しい山地を避け海側の杉津駅経由で建設されたが、それでも25‰の急勾配と12か所のトンネル、4か所のスイッチバックが連続する難所となった。「北陸線の盲腸」とまで謂われた路線ではあるが、その路線風景の美しさは鉄道唱歌にも詠われたほどである。時の大正天皇が行幸行脚した際には杉津駅で汽車の発車を止めて、しばし眼下に広がる敦賀湾の眺望を堪能したという逸話も残っている。
路線はさらに延伸され、1899年には富山駅まで開業した。当時の富山駅は神通川の付け替え（馳越線）の計画があったことなどから、1903年に神通川が付け替えられた後の1908年に神通川橋梁が完成するまで神通川左岸にあたる田刈屋に設けられた。
富山駅 - 直江津駅間は富山線（富山東線・富山西線）として建設された。途中、北陸最大の難所といわれる親不知海岸を通る。また、三日市（現・黒部）駅 - 泊駅間については山側を通って愛本（現・黒部市宇奈月町愛本）を経由するルートも検討されていたが、勾配の関係等で生地駅や入善駅を経由する海側にて建設されることになった。
1909年の線路名称制定時には米原駅 - 魚津駅間が北陸本線とされ、その後、糸魚川駅までは北陸本線として開業し、その先の糸魚川駅 - 直江津駅間は信越線の一部として開業した。1913年に最後の青海駅 - 糸魚川駅間が開業したことで、米原駅 - 直江津駅間の全線が北陸本線となった。
全通してからは輸送力増大のため、勾配緩和や複線化などの路線改良が課題となった。
木ノ本駅 - 敦賀駅間は日本初のダイナマイト掘削による柳ヶ瀬トンネルなどを含む鉄道敷設黎明期の旧規格の急勾配区間であり、開業時より土砂崩落、雪害、線路凍結やヤスデ異常繁殖による車輪空転事故、トンネル内の窒息事故などが頻発していた。なかんずく、1928年12月の柳ヶ瀬トンネル内の窒息事故を契機に深坂経由の新線を敷設することが決定した。戦争を挟んで工事が一旦、中断したものの戦後第一次5か年計画として1952年に再開。不況により再度中断するもの1957年に木ノ本駅 - 敦賀駅間が近江塩津経由の新線に切り替えられた。この時、同区間の旧線は柳ヶ瀬線として分離される。その後、柳ヶ瀬線は勾配区間用にエンジン2基搭載したディーゼル車キハ52を投入したものの、赤字線から脱することができず、北陸本線並走区間複線化への路盤提供のためもあり、1964年に廃止されている。詳しくは当該項目を参照。
引き続き第二次5か年計画として敦賀駅 - 今庄駅間の改良工事に着手。1962年には全長13,870mの北陸トンネルが開通し、敦賀駅 - 今庄駅間が新線に切り替えられ、杉津駅経由の旧線は無事故を記録したまま廃止された（詳細は北陸トンネル、旧線各駅の項を参照）。
現在、木ノ本駅 - 敦賀駅 - 今庄駅間の旧線ルートの大半には北陸自動車道が通っている。刀根（下り）、杉津（上り）両パーキングエリアはかつての駅跡である。この路線変更によりかつての急行停車駅であった中ノ郷駅・今庄駅近辺は寂れ、杉津駅が廃止されたことにより、越前海岸に停車する駅が失われた。柳ヶ瀬区間および杉津区間の記録フィルムが2004年に再発見されJR西日本金沢支社の手で編集、DVD化されている。旧線区間に残されたトンネルは複数の文化財に登録・または選奨されている（旧北陸線トンネル群を参照）。
路線改良はこれに留まらず、勾配緩和を目的とした倶利伽羅峠越えや、海岸沿いの断崖に沿って急曲線の続く親不知付近や、さらにはフォッサマグナ西縁部にあたり、地盤が脆弱で地すべりによる脱線転覆事故が多発していた浦本駅 - 直江津駅間など、いずれも長大なトンネルを含む新線に付け替えられ、輸送力や速度向上、輸送障害の減少などが計られた。一方で風光明媚な海岸線の眺望などの喪失を残念がる年配者の声もある。
電化および複線化も順次進められた。1957年に田村駅 - 敦賀駅間が電化され、1969年には全線の電化・複線化が完成した。田村駅 - 梶屋敷駅間の電化では交流60Hzが採用されたが、交流電化としては仙山線に次いで日本で2番目、60Hzは日本初である。なお、民営化後に新快速など京阪神方面との直通運転のため1991年9月に田村駅 - 長浜駅間が直流電化に転換され、2006年9月24日には長浜駅 - 敦賀駅間が湖西線の永原駅 - 近江塩津駅間とともに直流電化に転換された。
2015年3月14日には北陸新幹線の長野駅 - 金沢駅間が開業し、金沢駅 - 直江津駅間はJRの経営から分離された。同区間のうち金沢駅 - 倶利伽羅駅間はIRいしかわ鉄道、倶利伽羅駅 - 市振駅間はあいの風とやま鉄道、市振駅 - 直江津駅間はえちごトキめき鉄道が運行している。
2024年3月16日には北陸新幹線の金沢駅 - 敦賀駅間が延伸開業し、敦賀駅 - 金沢駅間もJRの経営から分離された。同区間のうち敦賀駅 - 大聖寺駅間はハピラインふくい、大聖寺駅 - 金沢駅間はIRいしかわ鉄道が運行している。

### 輸送改善
本節では、北陸本線の各区間における輸送改善の歴史・沿革について、各区間ごとに記述する。

#### 米原駅 - 敦賀駅間の輸送改善
本節では、前述のような理由により旧・柳ヶ瀬線経由となったが、その後の電化などに伴う当該区間の輸送改善について説明する。

##### 柳ヶ瀬線迂回ルートの建設
1889年（明治22年）に米原駅で東海道本線と接続する形になってから長い間、普通列車もそのほとんどが米原駅 - 敦賀駅間およびそれ以北の長距離列車で、この区間のローカル需要に合致したものではなかった。昭和初期に近江鉄道（米原駅 - 彦根駅間）や、米原駅 - 長浜駅間のバス路線開通に対抗するためにガソリンカーキハニ5000形とその後キハニ36450形が運転されていた。
明治初期に開通した柳ヶ瀬トンネルを経由するルートは勾配が輸送力のボトルネックになっており、その解消のため木ノ本駅から疋田に塩津経由の新線が開通し、普通列車を含む北陸線列車は新線経由となった。旧ルートは柳ヶ瀬線として気動車列車での運転となったが、のちにこの区間は廃止になった。深坂トンネルを含む新線区間は田村から交流電化で開業し、客車で編成された普通列車を電気機関車が牽いていた。米原駅 - 田村駅間の方は蒸気機関車、のちにディーゼル機関車による牽引で、田村駅で機関車交換を行っていた。古くは大阪や名古屋方面との直通であった普通列車は東海道線普通列車の電車化によって米原駅を始発終着とするようになったが、機関車に牽かれる客車の長い編成で運転され、大阪駅や東京（隅田川駅）に直通する郵便車や荷物車を繋げているものも多かった。また彦根駅 - 中ノ郷駅を連絡していた気動車列車は柳ヶ瀬線廃止後も米原駅 - 木ノ本駅間の区間列車を中心に、一部が彦根駅まで運転されていた。
一方で湖北地区は以前は北陸本線がローカル輸送を主にしていないことから、バス網が発達していた。国鉄バスが木ノ本に支所を置き、柳ヶ瀬線の列車廃止代替路線などのほか最盛期は名神米原や敦賀、近江今津まで路線を持っていた。また近江鉄道（バス）は米原 - 長浜 - 木ノ本間で20分おきの高頻度運転を行っていた。その後、長浜直流化を契機としてバス網の縮小・撤退が相次ぎ、多くが駅を起点とするコミュニティバスに衣替えされ残るのみである。

##### 一部区間の直流化
1974年7月20日に湖西線が開業し、近江塩津駅 - 敦賀駅間で3往復の湖西線直通の普通列車が気動車で運転されるようになったが、本数が少なく、北陸線列車との接続も悪かった。多くの客車普通列車は1985年3月14日の改正で交直流電車の475・419系電車に置き換えられたものの、長らく電化方式の違いにより交直流電車をローカル用に新製することはできず、北陸線ローカル列車は本数も少なく、東海道線と米原駅で乗り換える必要があり不便であった。また気動車の彦根駅までの運転は1989年3月11日に米原駅発着の新快速増発により廃止になった。
そこで地域を活性化する手段として京阪神からの新快速の直通運転を滋賀県と長浜市が主体で計画し、費用の地元負担により1991年9月14日に米原駅 - 長浜駅間が直流電化に切り替えられた。これは坂田駅 - 田村駅間に設置されていた交直のデッドセクションを長浜駅 - 虎姫駅間に移設し、長浜駅まで直流電車の乗り入れを可能とさせたものである。この結果本数の増発などで観光客の増加・地元人口の増加などの効果を呼び、大きな成果を上げた。この長浜駅までの直流化により、木ノ本駅までの区間運転も電車に置き換わり、本数も増発された。のちに区間運転の一部は琵琶湖環状線構想の一環として近江今津駅まで延長され、湖西線北部区間との直通運転が始まった。さらに福井県と敦賀市が観光客誘致を目的に敦賀駅までの直流化を計画し、2006年9月に直流へと電化方式が変更され、同年10月21日より京阪神から新快速が直通し、現在に至っている。
敦賀駅までの直流化のもう一つの目的である琵琶湖環状線構想の実現として、湖西線経由の敦賀駅発着の新快速と近江塩津駅折り返し米原駅経由新快速が同一ホーム乗換で短時間接続となるようにダイヤ設定された。また1時間あたり1本の新快速以外に、一部時間帯に米原駅・長浜駅 - 近江塩津駅・敦賀駅間列車が設定されており、湖北地区では一部時間帯を除き1時間あたり2本が、また湖北 - 湖西間も近江塩津駅乗り換えで1時間あたり1本の列車が運行されていたが、2011年3月12日の改正で一部列車が廃止または臨時列車（土曜日・休日のみ）に変更された。長浜駅以北の各駅でホームの整備が行われた。直流用125系電車の増備（従来の小浜線用車と増備車が小浜線も含め共通運用）と交直両用の新形式車両521系電車新製により、この区間は京阪神直通の223系とローカル用の両形式で運転されることとなった。
なお、JR化後のこの区間のローカル輸送関連では地元自治体が駅舎や駅前広場整備、あるいは利用促進のための自治体広報PRや、京阪神からの観光客呼び込み施策などを積極的に行っている。直流化工事も地元負担によるものが大きく、利用促進の一方でさらなる増発要望をJR西日本に出している。さらに、同区間では北陸本線内で完結する列車（ほかに近江塩津駅から湖西線へ乗り入れ、近江今津駅以北のみ運転する列車）と、米原駅から琵琶湖線へ乗り入れる列車（ほかに近江塩津駅から湖西線へ乗り入れ、近江今津駅以南も運転する列車）との間で、列車番号の奇数・偶数が逆になっている。これは前者が米原駅起点を基準とした北陸線の上下方向に、後者が琵琶湖線（JR京都線）の上下方向に列車番号を合わせているためである。

#### 市振駅 - 青海駅間の輸送改善
親不知・子不知に沿って走るこの区間は災害多発区間であり、1922年には親不知駅 - 青海駅間の勝山トンネル付近で90名の死者を出した北陸線列車雪崩直撃事故が発生している。そこで複線化にあたっては、市振駅 - 親不知駅間は親不知トンネル（新）を含む新線を建設して旧線をすべて放棄、親不知駅 - 青海駅間は上り線専用の新子不知トンネルを山側に建設し、旧線を下り線へ転用することで複線化を実施した。
うち、線路移設を伴った市振駅 - 親不知駅間については、中間にあった風波信号場を境に、1965年（市振駅 - 風波信号場間）と1966年（風波信号場 - 親不知駅間）の2回にわたって、複線化を実施した。なお、風波信号場 - 親不知駅間については、後に北陸自動車道（親不知IC）の用地として転用された。
親不知駅 - 青海駅間については、1965年9月30日に青海駅から1.1km米原よりの勝山トンネル青海側坑口付近に黒岩信号場を新設し、新設と同時に以東は線増による複線化を実施、親不知駅 - 黒岩信号場間については、それと同時に新設した上り線（新子不知トンネル）を暫定的に単線で供用した。1966年9月30日に旧線を下り専用としてトンネル間をロックシェッドで強化、および電化することにより再度供用を開始し、複線化を達成した。なお、電化は単線区間が残る1965年9月30日の時点で実施されている。

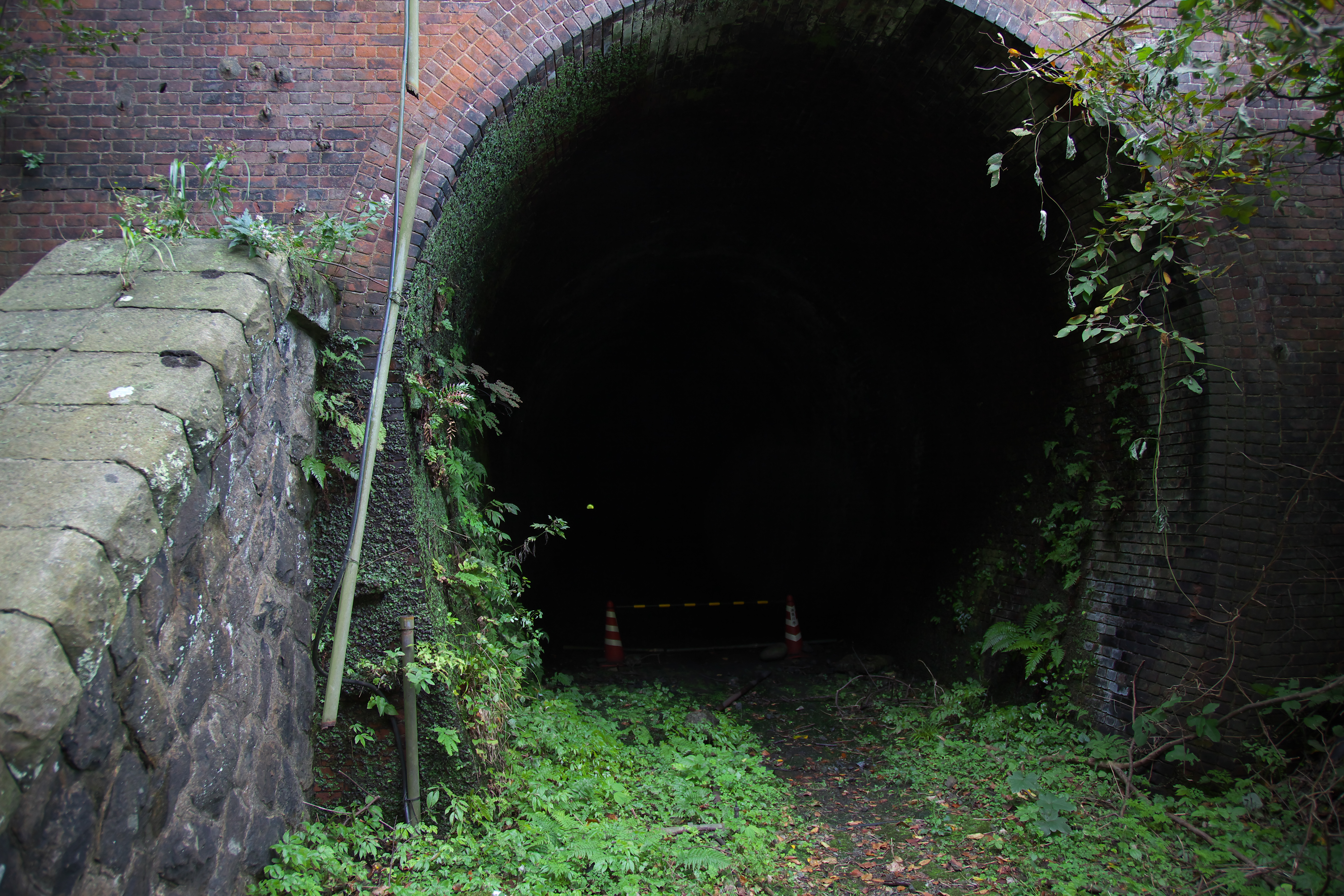
旧線の親不知トンネル
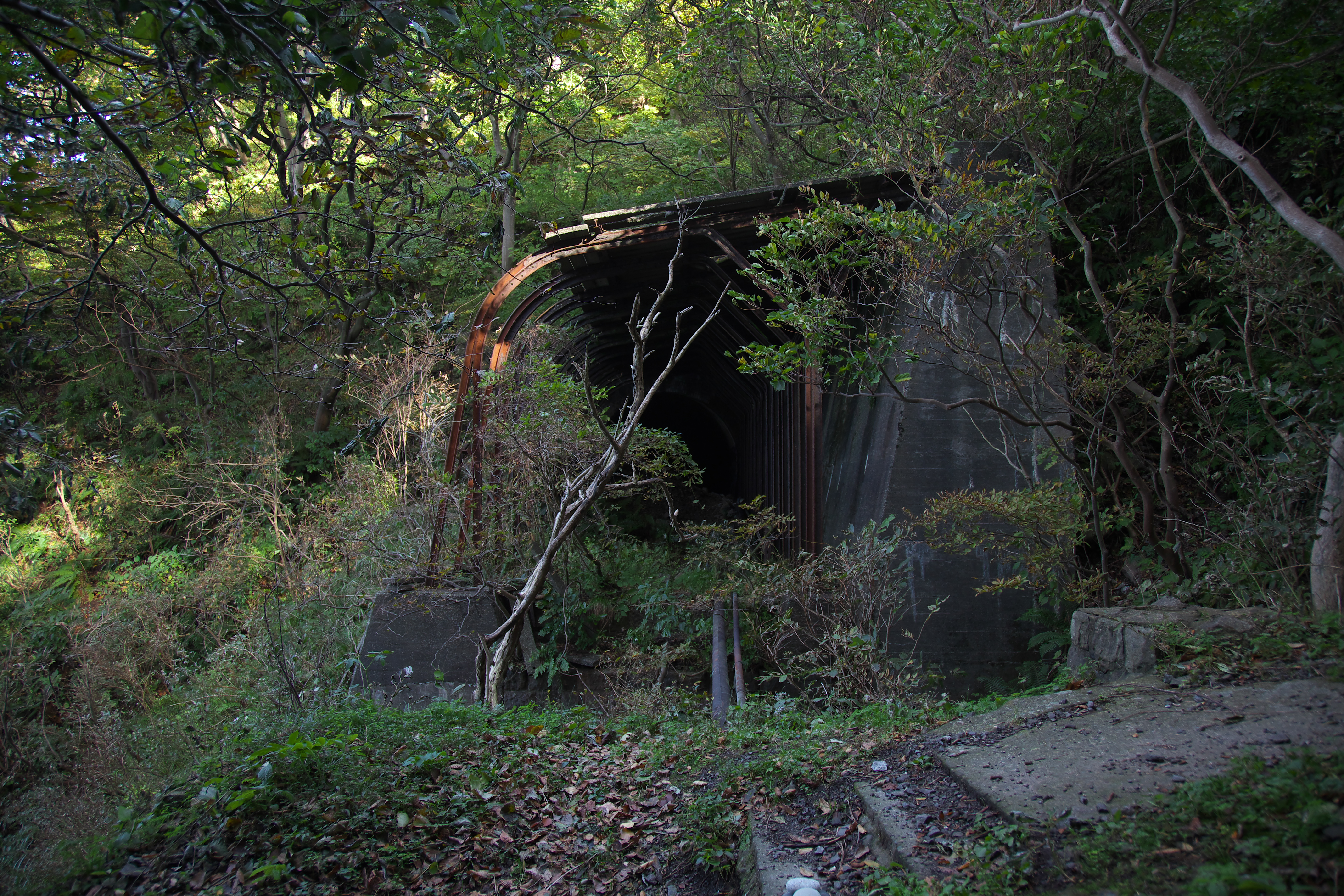
旧線の風波トンネル

#### 浦本駅 - 直江津駅間の輸送改善
最後まで残った非電化単線区間を有する本区間では、従来のルートでは、地質学的に今後も地すべりの被害が予想されたこと、海岸至近を走るために波浪等の影響や電化設備の塩害も無視できないこと、地形的に狭隘な場所を通っているために複線化の用地を確保するのが非常に困難なことなどから、この区間の線形を山側へ振り、一直線にトンネルで抜ける経路が模索された。
その結果、浦本 - 能生間を浦本トンネルと木浦トンネル、能生 - 名立間を頸城トンネル、名立間 - 有間川間を名立トンネル、有間川 - 谷浜間を長浜トンネル（新）、谷浜 - 直江津間を湯殿トンネルで短絡するルートが設定された。各駅も移転を余儀なくされ、能生駅・名立駅は従来線より山側に、トンネル間の明かり区間を用いて設置され、適当な明かり区間のない筒石駅は保安面の管理の役割も兼ねて頸城トンネル内へ設置された。また、郷津駅は代替駅を設置せず廃止している。
頸城トンネルをはじめとしたトンネルの工事および電化複線工事は1966年（昭和41年）3月に着工、1969年（昭和44年）9月29日に供用を開始し、浦本駅 - 直江津駅間の新線切り替え区間は計2.4km短縮された。旧線のうち、浦本 - 谷浜間は新潟県道542号上越糸魚川自転車道線、谷浜 - 直江津間は国道8号拡幅用地として転用された。

### 年表

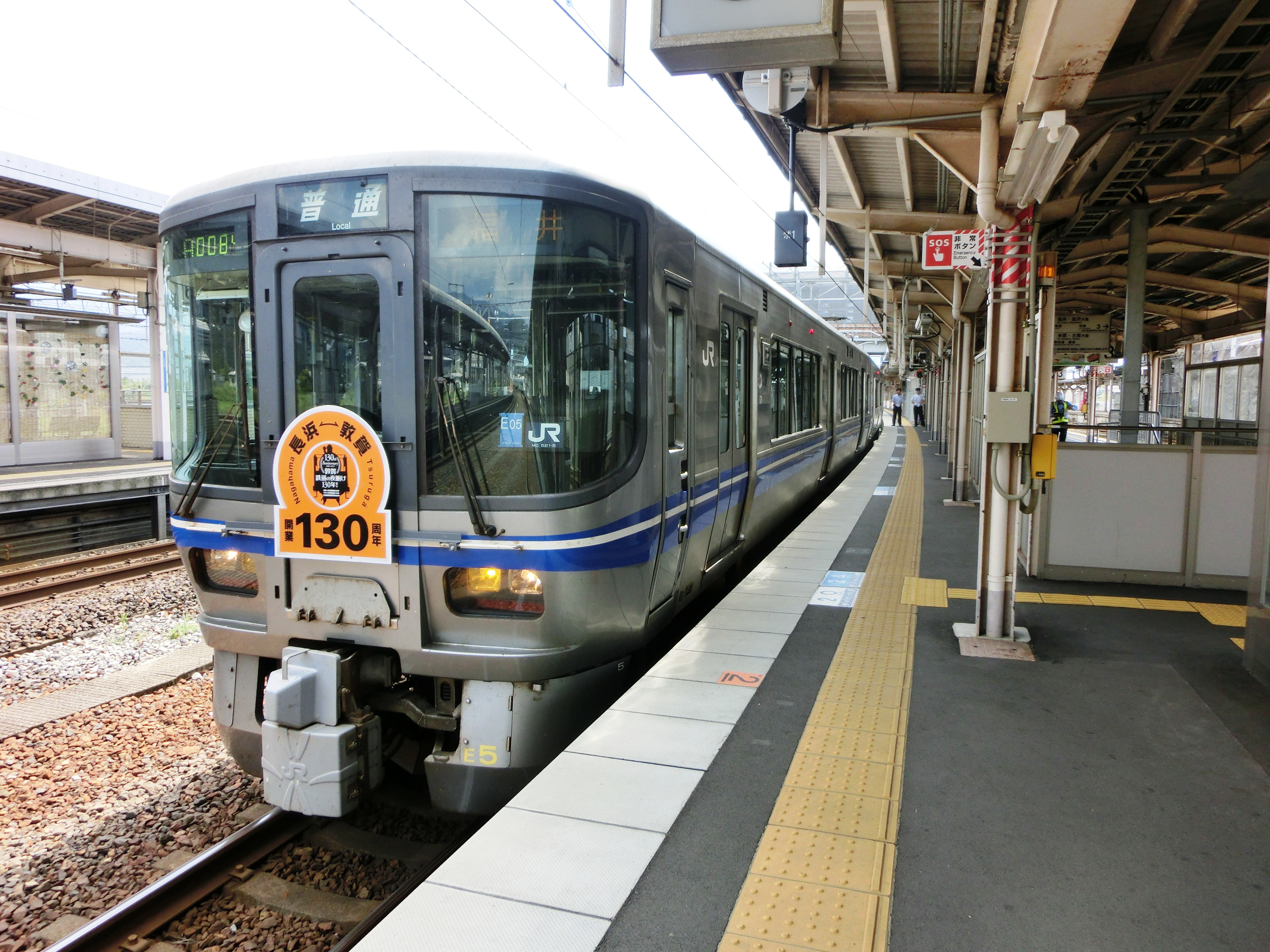
長浜 - 敦賀間の開業130周年を記念してヘッドマークが付けられた521系。（敦賀駅）

#### 全通前
- 1882年（明治15年）3月10日：長浜駅 - 柳ヶ瀬駅間（15M5C50L≒24.25 km）、洞道口駅 - 金ヶ崎駅間（8M76C16L≒14.4 km）が開業[25]。柳ヶ瀬駅 - 洞道口駅間は徒歩連絡。長浜駅・大寺駅・河毛駅（初代）・高月駅・木ノ本駅・中ノ郷駅・柳ヶ瀬駅・洞道口駅（後の洞道西口駅）・刀根駅（初代）・麻生口駅・疋田駅・敦賀駅・金ヶ崎駅（後の敦賀港駅）が開業[26]。
- 1883年（明治16年）10月21日：洞道口駅が洞道西口駅に改称[27]。
- 1884年（明治17年）4月16日：柳ヶ瀬トンネル開通に伴い、柳ヶ瀬 - 洞道西口間（2M29C54L≒3.81 km）が延伸開業[28]。洞道西口駅・麻生口駅が廃止[26]。
- 1885年（明治18年）3月16日：高月駅 - 木ノ本駅間に井ノ口駅が開業[26][25]。刀根駅（初代）が廃止[26][注釈 6]。
- 1886年（明治19年）5月1日：大寺駅・河毛駅（初代）が廃止[26][注釈 7]。
- 1889年（明治22年）
  - 7月1日：米原駅 - 長浜駅間（4M50C≒7.44 km）が延伸開業[29]。
  - 7月6日：マイル・チェーン・リンク表記からマイル・チェーン表記に簡略化（米原駅 - 金ヶ崎駅間 31M1C21L→31M1C）[26]。
- 1892年（明治25年）
  - 6月21日：明治25年法律第4号「鉄道敷設法」が公布され、「北陸線」として「福井県下敦賀ヨリ石川県下金沢ヲ経テ富山県下富山ニ至ル鉄道及本線ヨリ分岐シテ石川県下七尾ニ至ル鉄道」および「北陸線及北越線ノ連絡線」として「富山県下富山ヨリ新潟県下直江津ニ至ル鉄道」の敷設を予定し、また同法第7条において「福井県下敦賀ヨリ石川県下金沢ヲ経テ富山県下富山ニ至ル鉄道」を第一期鉄道とする[30]。
  - 7月6日：鉄道敷設法により線路取調委員を設置し、同年8月より北陸線の調査を開始する[31]。
  - 12月18日：線路取調委員が実地調査を終える[31]。
- 1893年（明治26年）
  - 2月10日：帝国議会第一回鉄道会議に「敦賀ヨリ福井金沢ヲ経テ富山ニ至ル百二十三哩五十七鎖余」に係る「線路ノ形勢設計ノ概況」が提出され、同月16日これをもとに工事着手順序および年度別予算が決定される[31]。
  - 4月8日：鉄道庁敦賀出張所および鉄道庁第三部敦賀派出所を設置して敦賀 - 森田間の線路実測に着手し、同年8月これを終えて着工する[31]。
  - 8月12日：福井出張所派出所を設置し、今庄 - 森田間および敦賀 - 今庄間を担当する[31]。
- 1894年（明治27年）8月9日：森田 - 金沢間の線路実測に着手する[31]。
- 1895年（明治28年）
  - 2月23日：明治28年2月23日鉄第366号（局長達）によって官有鉄道各線の名称を定め、明治28年度よりこれを実施するものとする[22]。このうち、東海道線は「旧東京神戸間、大船横須賀間、大府武豊間及ヒ米原敦賀間（但シ敦賀ステーシヨン迄）ヲ合併シテ本線ト称」し、北陸線は「敦賀富山間ヲ本線ト称ス（但し敦賀ステーシヨンヲ除ク」ものとされた[22][32]。
  - 3月：森田 - 金沢間の線路実測を終える[31]。
  - 6月：森田 - 金沢間の建設着工する[31]。
- 1896年（明治29年）
  - 5月28日：出張所を福井に移転し、福井鉄道局出張所と改称する[31]。
  - 6月1日：富山 - 金沢間の線路実測に着手する[31]。
  - 7月15日：北陸線 敦賀駅 - 福井駅間（38M40C≒61.96 km）が開業[33]。杉津駅・今庄駅・鯖波駅（現在の南条駅）・武生駅・鯖江駅・大土呂駅・福井駅が開業[33]。
  - 7月：日本鉄道、甲武鉄道、両毛鉄道、大阪鉄道、関西鉄道、山陽鉄道、参宮鉄道、川越鉄道および播但鉄道との貨物連絡運輸を開始する[34]。但し、両毛鉄道は日本鉄道経由、参宮鉄道は関西鉄道経由、川越鉄道は日本鉄道および甲武鉄道経由であった[34]。
  - 9月：奈良鉄道との貨物連絡運輸を開始する[34]。
  - 10月8日：富山 - 金沢間の線路実測を終え、同年11月より着工する[31]。
  - 11月1日：小松出張所派出所を設置し、大聖寺 - 美川間を担当する[31]。
  - 11月2日：倶利伽羅出張所派出所を設置し、金沢 - 石動間を担当する[31]。
- 1897年（明治30年）
  - 2月26日：倶利伽羅出張所派出所を金沢に移転し、美川 - 石動間を担当する[31]。
  - 5月17日：高岡出張所派出所を設置し、石動 - 富山間を担当する[31]。
  - 7月：豊川鉄道との間に貨物連絡運輸を開始する[34]。
  - 8月18日：鉄道作業局設置に伴い、福井鉄道局出張所を福井鉄道作業局出張所と改称する[31]。
  - 9月20日：福井駅 - 小松駅間（30M3C≒48.34 km）延伸開業[35]。森田駅・新庄駅（現在の丸岡駅）・金津駅（現在の芦原温泉駅）・細呂木駅・大聖寺駅・動橋駅・小松駅が開業[35]。敦賀駅 - 金ヶ崎駅間の旅客営業廃止[36]。金ヶ崎駅が金ヶ崎貨物取扱所に変更[36]。井ノ口駅が廃止[36]。
  - 11月4日：出張所を金沢に移転し、金沢鉄道作業局出張所と称する[31]。1897年（明治30年）7月31日開通の天田峠隧道附近
- 1898年（明治31年）

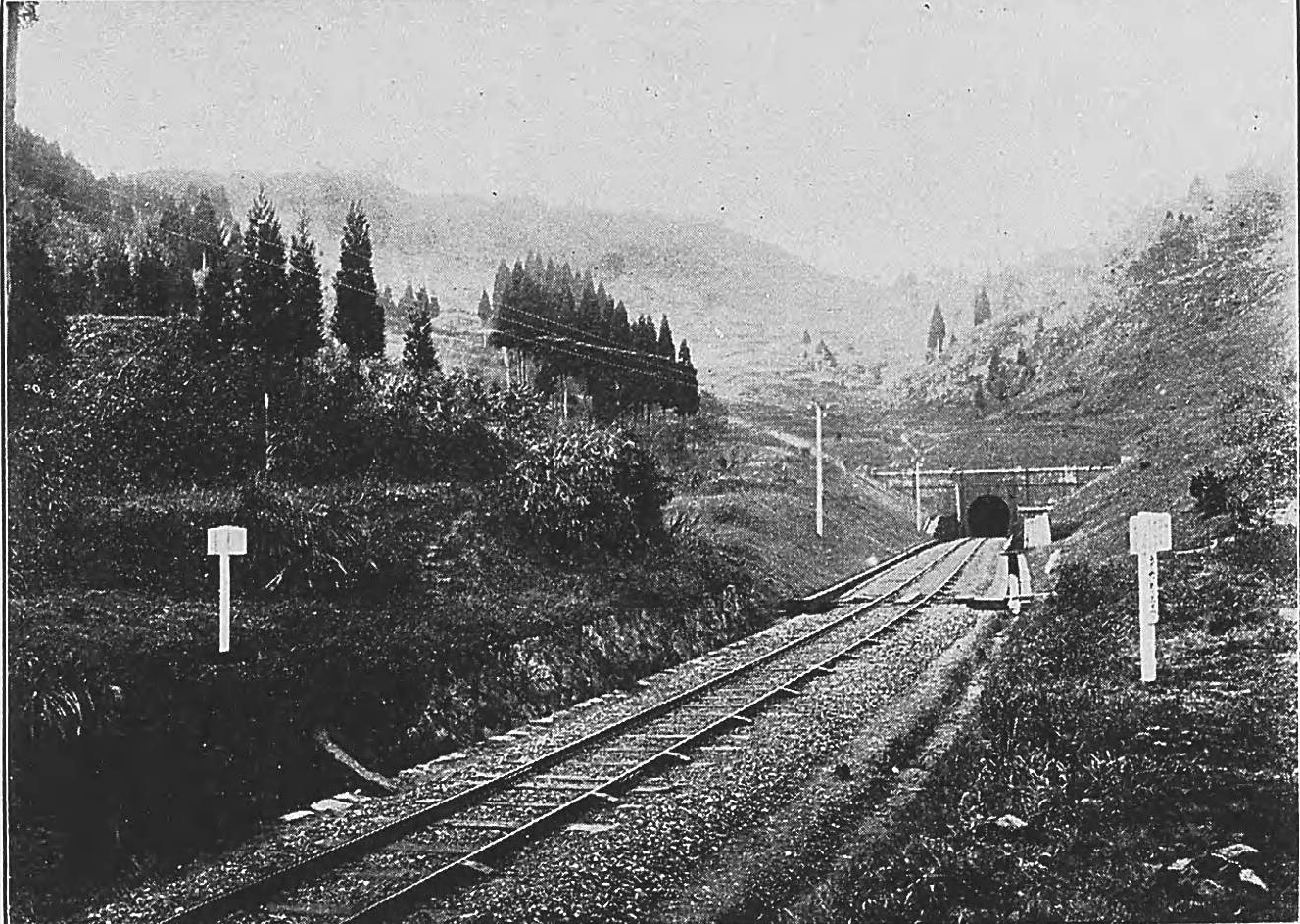
1897年（明治30年）7月31日開通の天田峠隧道附近

  - 1月：京都鉄道との間に旅客および貨物連絡運輸を開始する[34]。
  - 4月1日：小松駅 - 金沢駅間（17M48C≒28.32 km）が延伸開業[37]。美川駅・松任駅・金沢駅が開業[37]。
  - 4月5日：小松出張所派出所を廃止する[31]。
  - 4月：西成鉄道との間に貨物連絡運輸を開始する[34]。
  - 6月：近江鉄道との間に貨物連絡運輸を開始する[34]。
  - 9月：阪鶴鉄道との間に貨物連絡運輸を開始する[34]。
  - 10月：石動 - 福岡間の小矢部川橋梁が竣工する[31]。
  - 11月1日：金沢駅 - 高岡駅間（25M29C≒40.82 km）が延伸開業[38]。津幡駅・石動駅・福岡駅が開業[38]（高岡駅は中越鉄道の駅として既に同年1月21日に開業[39]）。
  - 11月：河陽鉄道鉄道との間に大阪鉄道経由により旅客および貨物連絡運輸を開始する[34]。
- 1899年（明治32年）
  - 1月：中越鉄道との間に旅客および貨物連絡運輸を開始する[34]。
  - 2月：尾西鉄道との間に関西鉄道経由により貨物連絡運輸を開始する[34]。
  - 3月20日：高岡駅 - 富山駅間（11M5C≒17.8 km）が延伸開業[40]。小杉駅・富山駅が開業[40]。高岡駅 - 小杉駅間の庄川橋梁は仮橋であった[31]。同時に富山駅 - 米原駅間に1往復直通列車を運行開始する[34]。
- 1900年（明治33年）
  - 8月：七尾鉄道との間に旅客および貨物連絡運輸を開始する[34]。
  - 10月：七尾鉄道との間に速達扱貨物連絡運輸を開始する[34]。
  - 12月：高岡 - 小杉間の庄川橋梁が竣工する[31]。北陸線富山 - 高岡間開業式の様子を報ずる新聞記事
- 1902年（明治35年）
  - 2月15日：新庄駅が丸岡駅に改称[41]。
  - 6月1日：虎姫駅が開業[42]。

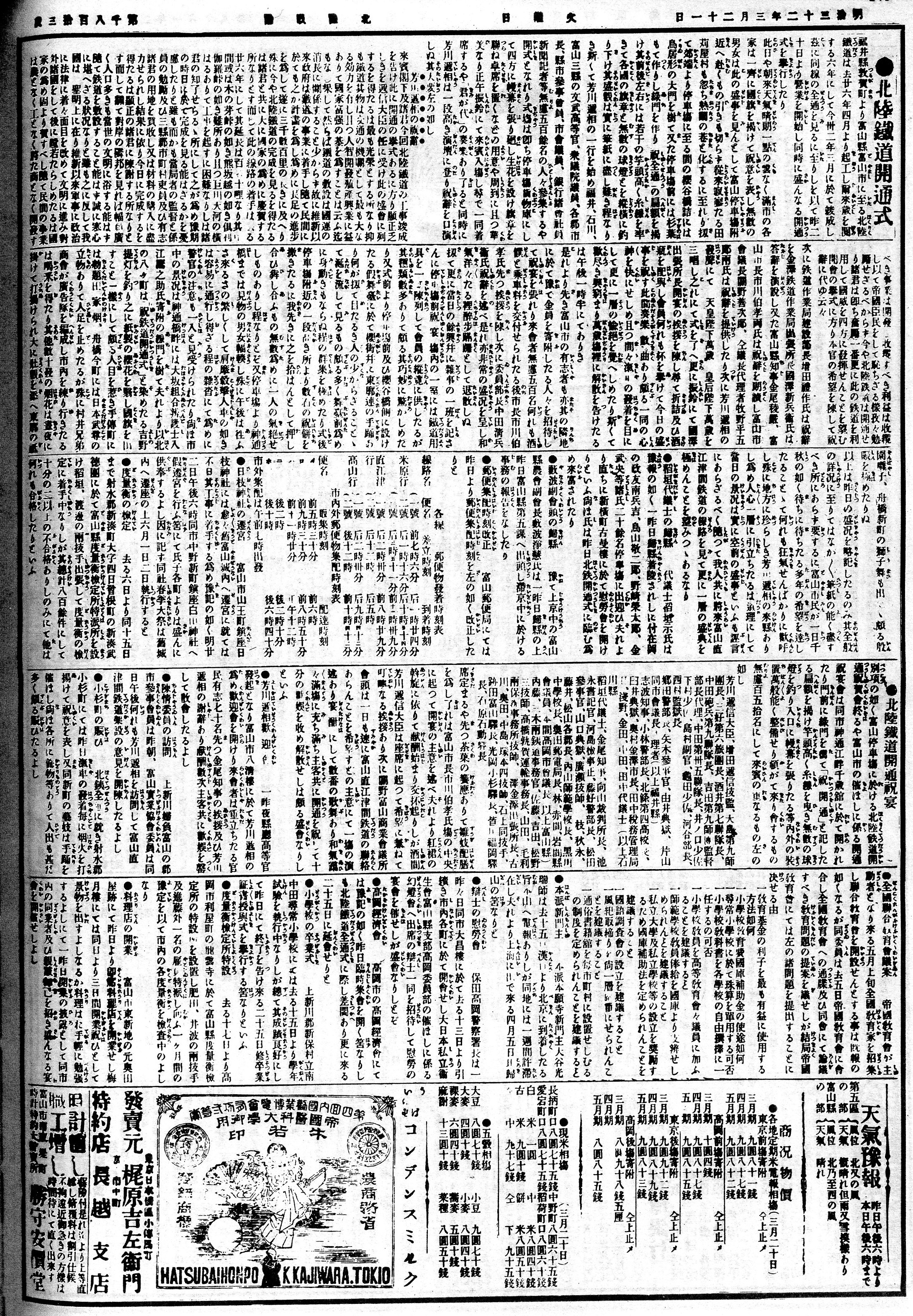
北陸線富山 - 高岡間開業式の様子を報ずる新聞記事

  - 11月1日：米原駅 - 敦賀駅 - 金ヶ崎駅間が北陸線に編入される[43]。全線で改マイル（米原駅 - 富山駅間 +19C≒0.38 km、敦賀駅 - 金ヶ崎駅間 +27C≒0.54 km）。
  - 11月12日：マイル・チェーン表記からマイル表記に簡略化（米原駅 - 富山駅間 153M7C→153.1M、敦賀駅 - 金ヶ崎駅間 1M5C→1.1M）[44]。
- 1903年（明治36年）
  - 1月1日：長浜駅舎移転[28]。旧駅舎は現在の長浜鉄道記念館である[45]。
  - 6月20日：小舞子仮停車場が開業[46]。
- 1905年（明治38年）
  - 4月：七尾鉄道線列車が津幡駅 - 金沢駅間への直通運転を開始する[34]。
  - 12月20日：鉄道局の調査に基き、第17回鉄道会議において富山 - 直江津間の建設および同線の第一期鉄道への追加を諮問、諒承される[47]。
- 1906年（明治39年）
  - 3月20日：明治39年法律第14号鉄道敷設法の改正により、同法第7条第1項に「北陸線及北越線ノ連絡線富山県下富山ヨリ新潟県下直江津ニ至ル鉄道」を追加する[48]。
  - 4月16日：米原駅 - 富山駅間の列車を4往復とし、うち1往復を神戸から直通運転とする[49]。
  - 4月：富山直江津間鉄道の実地測量を開始する[47]。
- 1907年（明治40年）
  - 3月：富山より鉄道敷設工事に着手する[47]。
  - 4月1日：帝国鉄道庁富山建設事務所を設置する[47]。また同日、総武鉄道との間に大貨物および小貨物の連絡運輸を開始する[49]。
  - 7月1日：統監府鉄道との間に旅客、手荷物および通常・速達便扱貨物連絡運輸を開始する[49]。
  - 8月1日：大阪商船株式会社台湾航路との間に神戸経由によって通常貸切・速達便扱貨物等の連絡運輸を開始する[49]。
  - 11月16日：粟津駅が開業[50]。
- 1908年（明治41年）北陸線富山 - 魚津間開通に際して各駅の紹介をする新聞

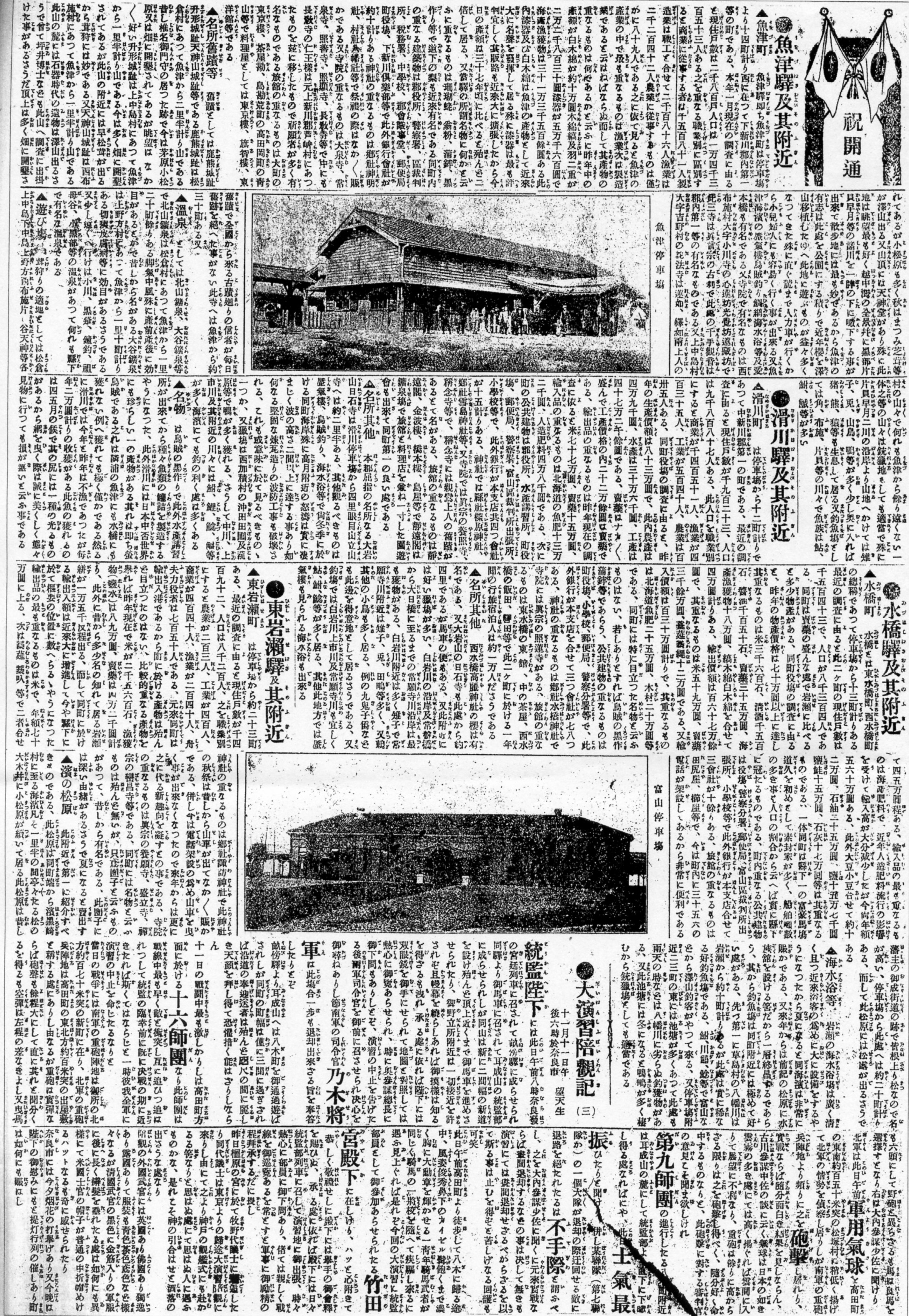
北陸線富山 - 魚津間開通に際して各駅の紹介をする新聞

  - 2月16日：津幡駅 - 石動駅間に倶利伽羅信号所が開設[26]。
  - 3月21日：杉津駅 - 今庄駅間に大桐信号所が開設[26]。
  - 3月25日：金ヶ崎貨物取扱所を金ヶ崎駅に変更（貨物のみの取り扱いは変更なし）[26]。
  - 4月21日：敦賀駅 - 杉津駅間に東郷信号所が開設[26]。
  - 4月：直江津より富山直江津間鉄道敷設工事に着手する[47]。
  - 5月1日：新橋 - 富山間において直通列車の運行を開始する[51]。
  - 6月1日：大桐信号所が大桐駅として開業[52]。
  - 11月3日：呉羽駅が開業[53]。
  - 11月5日：大阪商船株式会社浦塩航路との間に敦賀を接続地点として各官有鉄道主要駅に対し旅客および手荷物の連絡運輸を開始する[49]。
  - 11月16日：呉羽駅 - 富山駅間の経路が変更され、富山駅が移転（+0.4M≒0.64 km）[54]。富山線 富山駅 - 魚津駅間（15.8M≒25.43 km）が開業。東岩瀬駅（現在の東富山駅）・水橋駅・滑川駅・魚津駅が開業[54]。また同日より新橋駅 - 米原駅 - 魚津駅間第537および538列車を新設する[49]。
- 1909年（明治42年）
  - 6月1日：敦賀駅が移転し[28]、米原方面 - 福井方面スイッチバック運転を解消（代りに米原方面 - 金ヶ崎駅がスイッチバックとなる）。
  - 6月15日：倶利伽羅信号所が倶利伽羅駅として開業[55]。
  - 10月12日：国有鉄道線路名称制定により、米原駅 - 魚津駅間、敦賀駅 - 金ヶ崎駅間を北陸本線とする[56]。
  - 12月10日：風波隧道建設中に落盤事故あり、坑夫12人が生埋めとなるものち救助される[47]。
- 1910年（明治43年）4月16日：魚津駅 - 泊駅間（14.7M≒23.66 km）が延伸開業[57]。三日市駅（現在の黒部駅）・生地駅・入善駅・泊駅が開業[57]。
- 1911年（明治44年）
  - 7月1日：信越線 直江津駅 - 名立駅間（9.2M≒14.81 km）が開業[58]。郷津駅・谷浜駅・名立駅が開業[58]。
  - 11月1日：森本駅が開業[59]。
- 1912年（明治45年 / 大正元年）
  - 3月2日：敦賀駅構内の線路を付け替え米原方面から金ヶ崎へのスイッチバックを解消。
  - 7月：水害により姫川の堤防が決潰し、建設中であった避溢橋およびレール7鎖が流出する[47]。
  - 8月1日：野々市駅（初代、現在の西金沢駅）が開業[60]。
  - 10月15日：泊駅 - 青海駅間（14.5M≒23.34 km）が延伸開業[61]。市振駅・親不知駅・青海駅が開業[61]。
  - 12月16日：信越線 名立駅 - 糸魚川駅間（16.5M≒26.55 km）が延伸開業[62]。筒石駅・能生駅・梶屋敷駅・糸魚川駅が開業[62]。
  - 12月20日：寺井駅（現在の能美根上駅）が開業[63]。

#### 全通以後

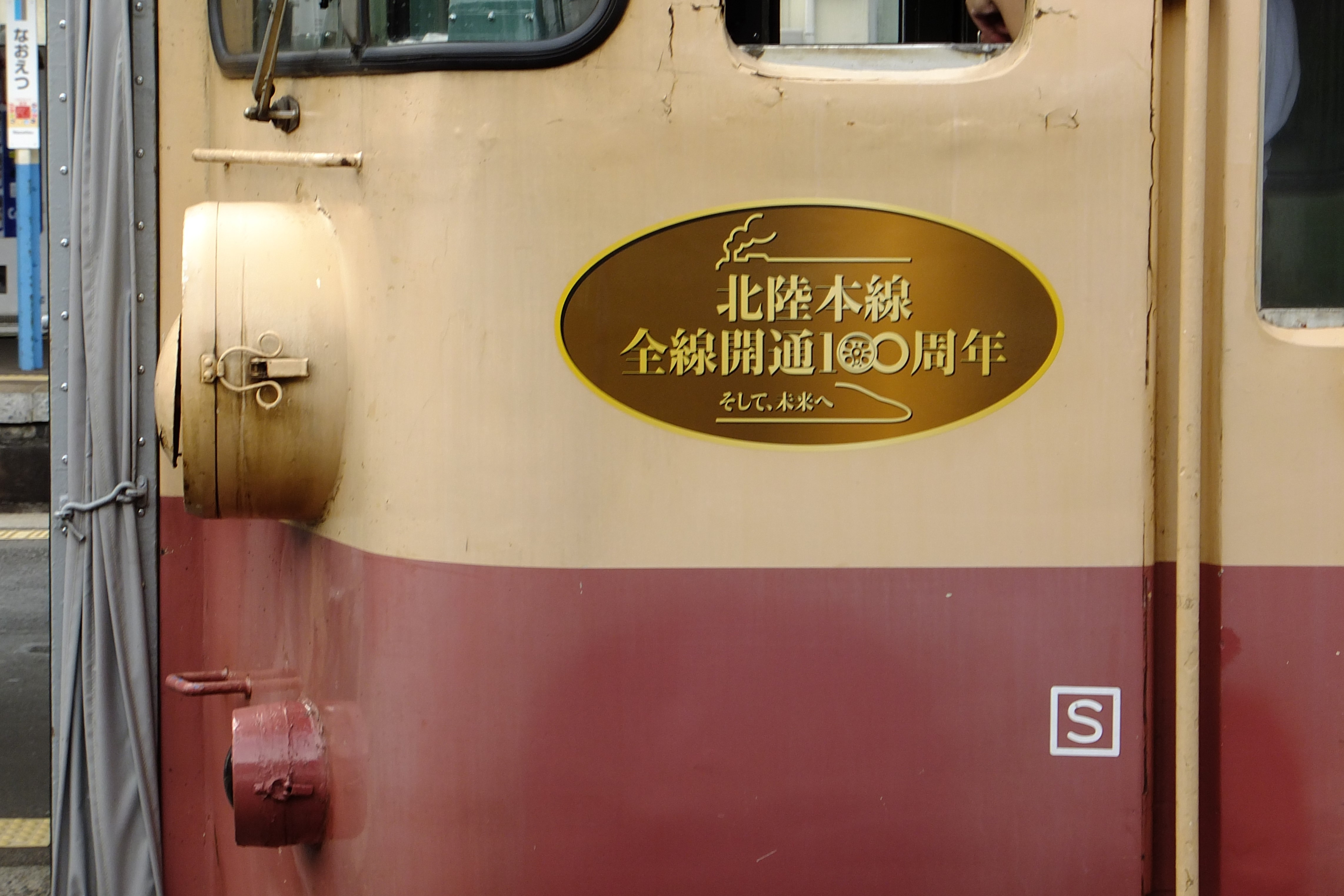
北陸本線全通100周年記念ステッカー（クハ455-60）
（2013年6月 直江津駅）

- 1913年（大正2年） 1913年（大正2年）の東岩瀬事故を報道する新聞記事

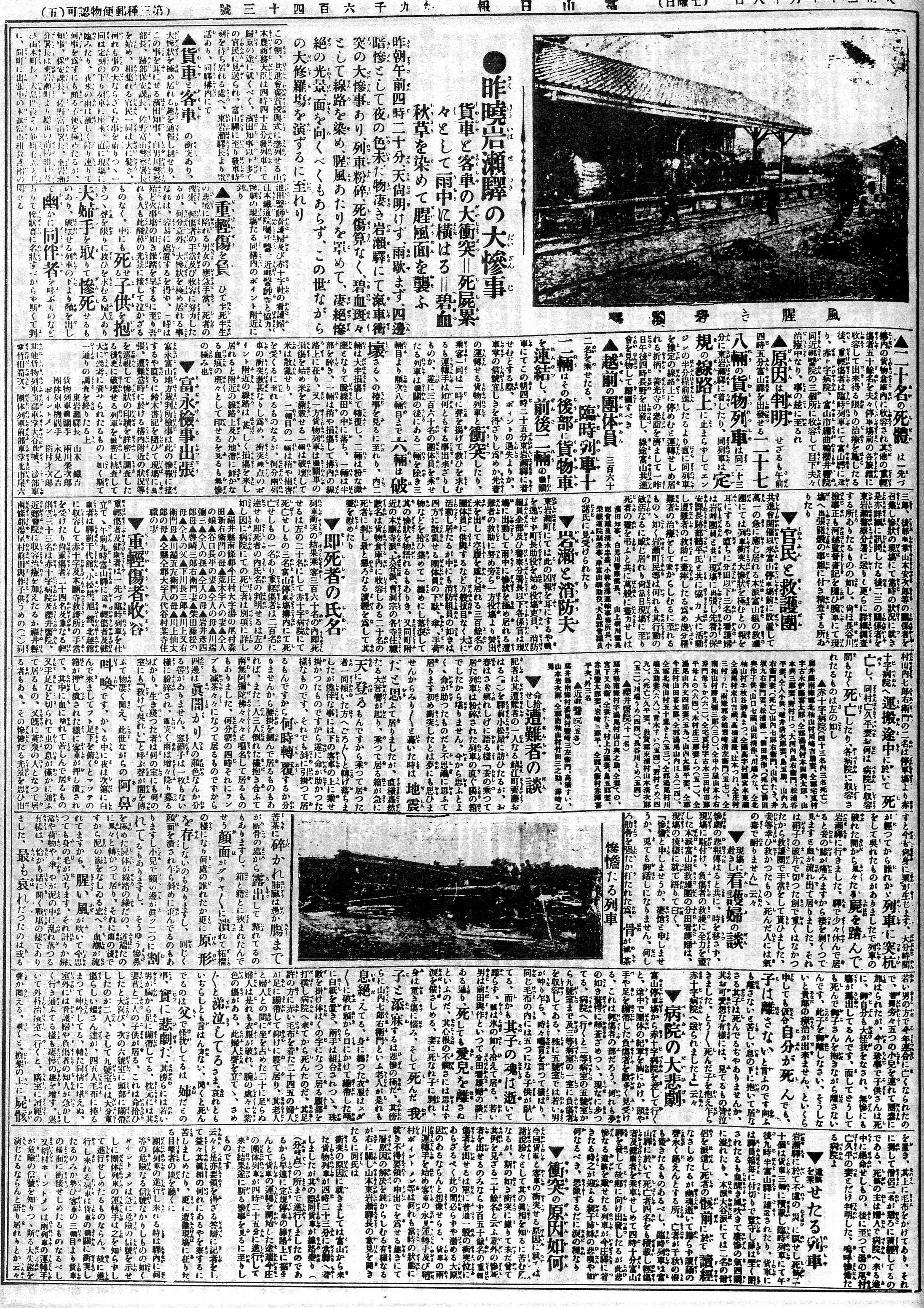
1913年（大正2年）の東岩瀬事故を報道する新聞記事

  - 4月1日：青海駅 - 糸魚川駅間（4.1M≒6.6 km）が開業し米原駅 - 直江津駅間が全通[64]。新規開業区間と信越線糸魚川駅 - 直江津駅間が北陸本線に編入[65]。柳ヶ瀬駅 - 疋田駅間に刀根信号所が開設[26]。
  - 6月26日：立山軽便鉄道との間に旅客および手荷物の連絡運輸を開始する[49]。
  - 7月20日：能生駅 - 梶屋敷駅間において土砂崩れにより死者3名を出す事故となる[66]。
  - 7月31日：養老鉄道との間に旅客、手荷物、一般大貨物および小荷物の連絡運輸を開始する[49]。
  - 9月30日：鉄道院富山建設事務所を廃止する[47]。
  - 10月17日：東岩瀬駅において衝突事故が発生し、死者26名を出す惨事となる（東岩瀬事故）[67][49]。
  - 12月5日：愛知電気鉄道との間に一般大貨物の連絡運輸を開始する[49]。
- 1914年（大正3年）
  - 2月5日：三河鉄道との間に旅客および手荷物の連絡運輸を開始する[49]。
  - 2月8日：武岡軽便鉄道との間に長浜駅 - 富山駅間および米原駅において旅客、手荷物および小荷物の連絡運輸を開始する[49]。
  - 11月20日：京都電燈越前線との間に旅客、手荷物および小荷物の連絡運輸を開始する[49]。
  - 12月1日：一畑軽便鉄道との間に旅客、手荷物および小荷物の連絡運輸を開始する[49]。
  - 12月8日：富山軽便鉄道との間に旅客、手荷物および小荷物の連絡運輸を開始する[49]。
  - 12月14日：筒石駅付近で地すべりが発生。駅舎とホームが倒壊するとともに路盤が移動し、1日間不通となる。
- 1915年（大正4年）
  - 4月5日：信濃鉄道との間に一般大貨物の連絡運輸を開始する[49]。
  - 4月21日：大興汽船能登沿岸航路との間に旅客、手荷物および小荷物の連絡運輸を開始する[49]。
  - 7月1日：石川鉄道との間に旅客および手荷物の連絡運輸を開始する[49]。
  - 12月10日：丸岡鉄道との間に旅客、手荷物および小荷物の連絡運輸を開始する[49]。
- 1916年（大正5年）北陸本線角川鉄橋上事故を報ずる新聞記事

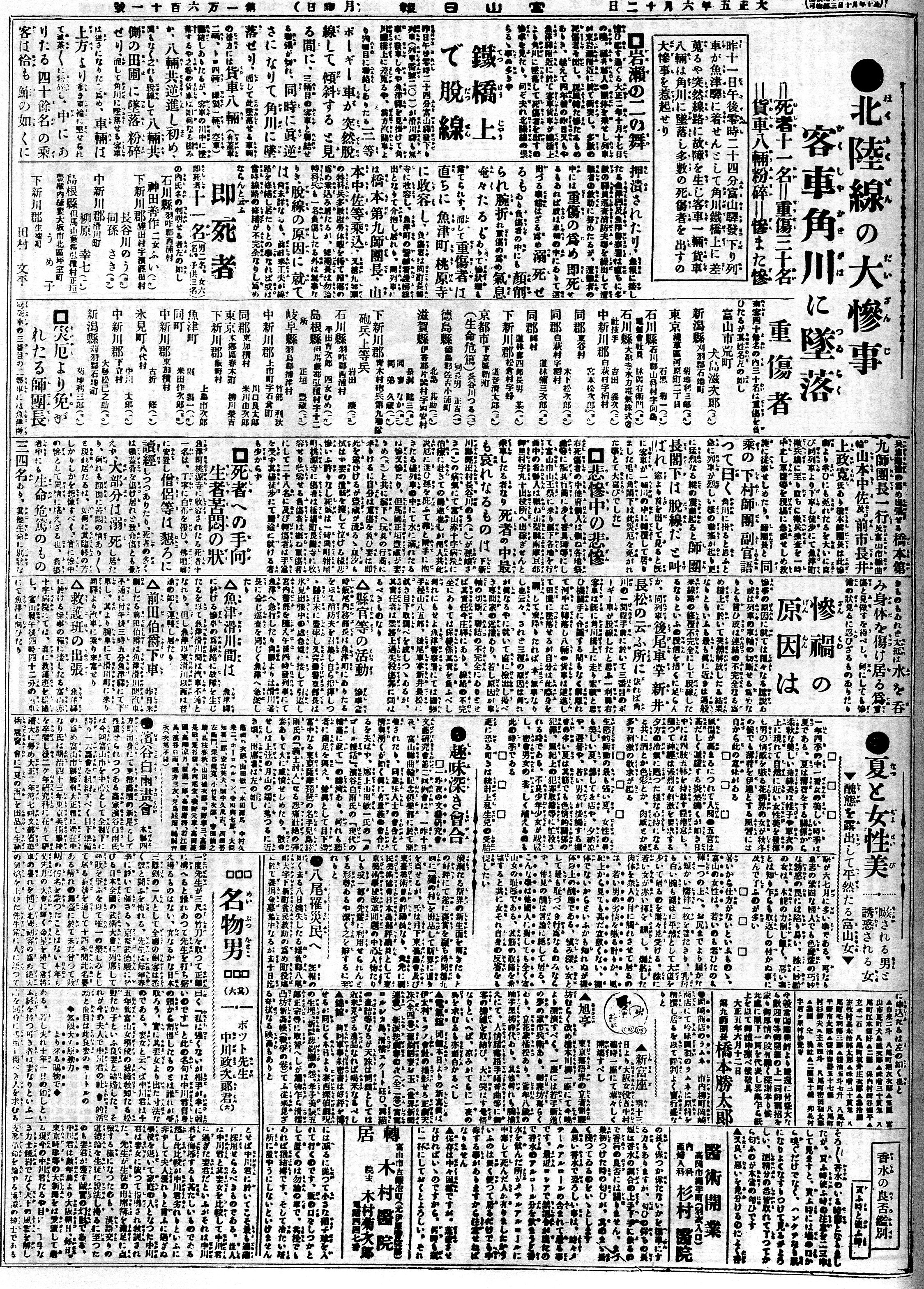
北陸本線角川鉄橋上事故を報ずる新聞記事

  - 1月18日：長岡鉄道との間に旅客および手荷物の連絡運輸を開始する[49]。
  - 6月11日：角川鉄橋上において富山発の客車および貨車が脱線し、死者11名重傷者30名を出す事故が起る[68][49][69]。
  - 11月1日：東郷信号所が新保駅として開業[70]。
  - 12月25日：刀根信号所が刀根駅（2代目）として開業[71]。
  - 12月26日：栃尾鉄道との間に旅客および手荷物の連絡運輸を開始する[49]。
  - 12月28日：富山湾で津波が発生、市振駅-親不知駅間の路盤が破壊される被害。復旧は翌年の1月12日[72]。
- 1917年（大正6年）7月1日：礪波鉄道との間に中越鉄道経由によって旅客、手荷物、小荷物および一般貨物の連絡運輸を開始する[49]。
- 1918年（大正7年）
  - 10月1日：山東軽便鉄道との間に小荷物および小口扱貨物の連絡運輸を開始する[49]。
  - 11月5日：伊勢鉄道との間に旅客および手荷物の連絡運輸を開始する[49]。
  - 11月15日：細呂木駅 - 大聖寺駅間に熊坂信号所が開設[26]。
- 1919年（大正8年）
  - 1月1日：長門鉄道との間に旅客および小荷物の連絡運輸を開始する[49]。
  - 1月11日：敦賀駅 - 敦賀港駅間で旅客営業再開、改キロ（+0.4M≒0.64 km）[73]。金ヶ崎駅が敦賀港駅に改称[73]。
  - 3月30日：湖南鉄道との間に旅客、手荷物、小荷物および小口扱速達扱貨物の連絡運輸を開始する[49]。
  - 5月15日：東濃鉄道との間に旅客および手荷物の取扱を開始する[49]。
  - 7月6日：大雨によって水害が発生し、石動駅 - 福岡駅間において橋梁および線路が損害を受ける[74]。
  - 11月25日：新保駅 - 杉津駅間に葉原信号所が、杉津駅 - 大桐駅間に山中信号所が開設[26]。
- 1921年（大正10年）4月15日：熊坂信号所が牛ノ谷駅として開業[75]。
- 1922年（大正11年）北陸線列車雪崩直撃事故現場写真 東京日日新聞大正11年2月7日9面北陸線列車雪崩直撃事故の慰霊碑（「勝山大雪崩遭難碑」）。事故現場付近、国道18号線沿いの新子不知トンネル上部の土地に設置されている。（2017年2月11日撮影）

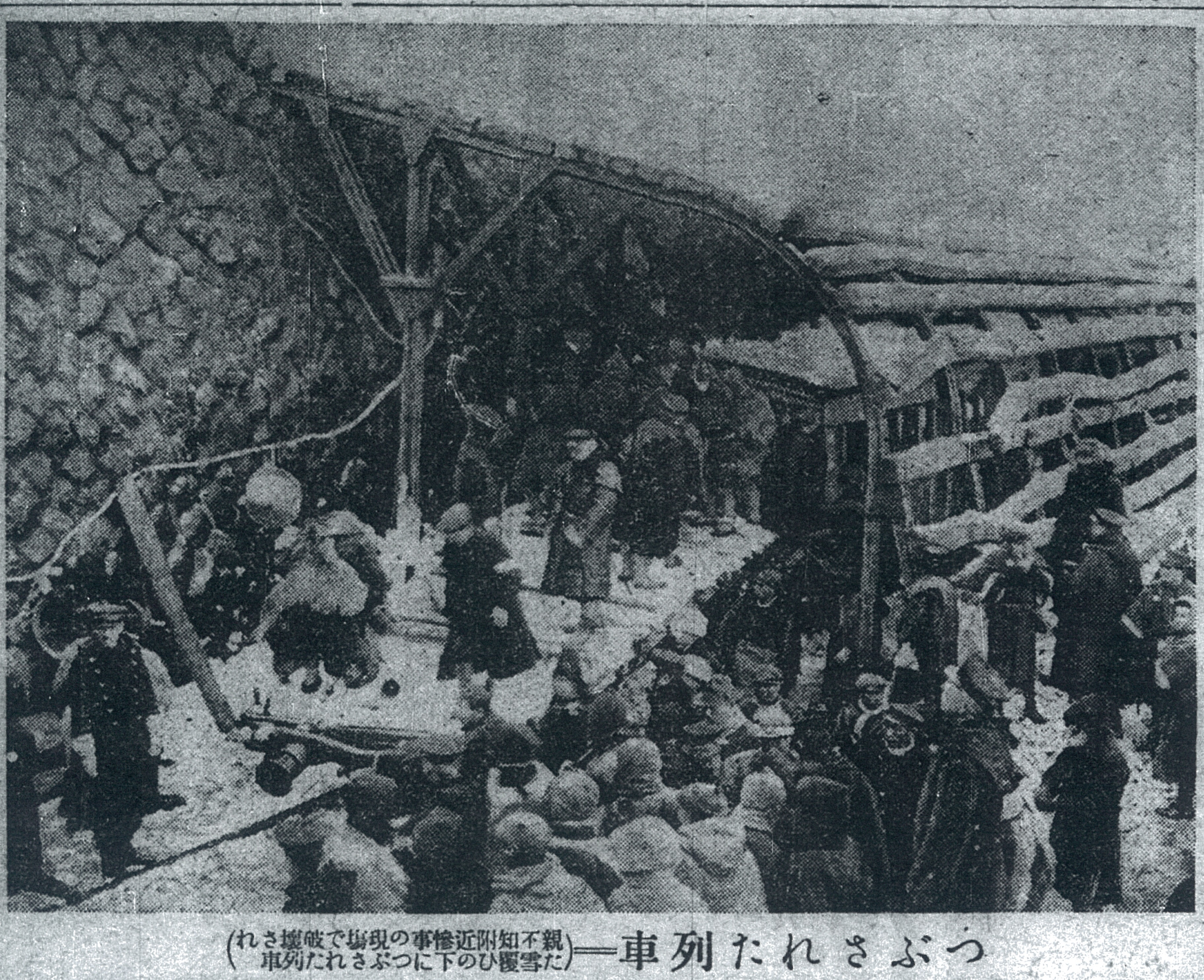
北陸線列車雪崩直撃事故現場写真 東京日日新聞大正11年2月7日9面

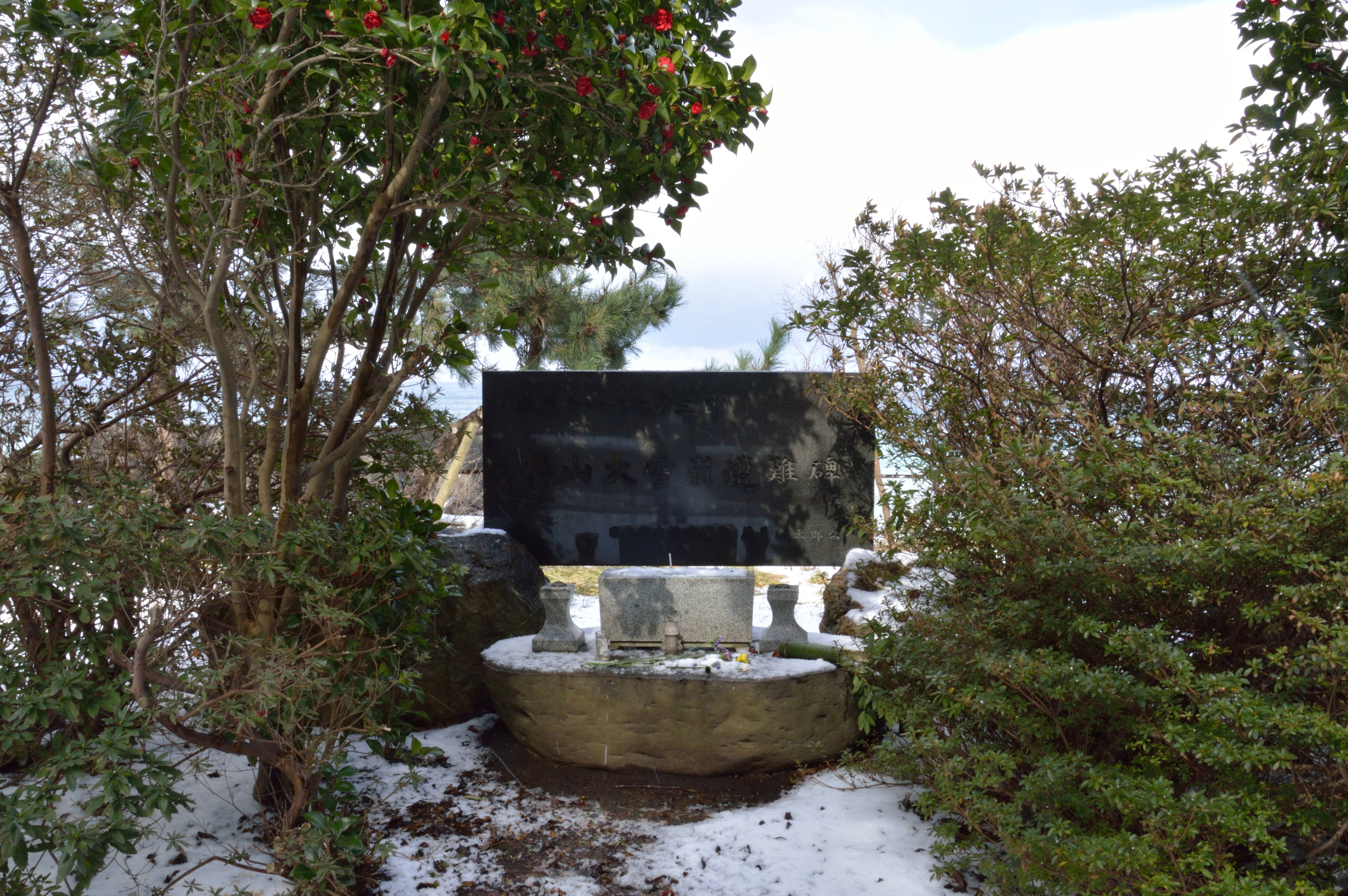
北陸線列車雪崩直撃事故の慰霊碑（「勝山大雪崩遭難碑」）。事故現場付近、国道18号線沿いの新子不知トンネル上部の土地に設置されている。（2017年2月11日撮影）

  - 2月3日：親不知駅 - 青海駅間で列車が雪崩に巻き込まれる列車脱線事故（北陸線列車雪崩直撃事故）が発生、救出作業中の二次災害含め死者90名[29]。
  - 3月15日：柳ヶ瀬駅 - 刀根駅間に雁ヶ谷信号所が開設[26]。また同日より神戸駅 - 富山駅間および上野駅 - 金沢駅間に急行列車を新設する[28]。
  - 4月1日：大正10年鉄道省令第2号国有鉄道建設規定第4条および第5条において信号場および信号所の定義を改めたので[76]、これに従い停車場に相当する各信号所を信号場に変更する[26]。
- 1923年（大正12年）
  - 8月1日：加賀笠間駅が開業[77]。
  - 10月15日：越中大門駅が開業[78]。
- 1924年（大正13年）7月31日：羽越線の全通により、日本海縦貫線が完成したため、神戸駅 - 青森駅間に直通列車の運行を開始する[79]。所要時間は31時間40分であった[28]。
- 1925年（大正14年）
  - 8月1日：金沢駅 - 森本駅間に小坂信号場が、森本駅 - 津幡駅間に花園信号場が開設[26]。
  - 10月1日：野々市駅が西金沢駅に改称[80]。
- 1926年（大正15年）
  - 5月1日：春江駅が開業[81]。
  - 7月3日：東岩瀬駅 - 水橋駅間に浜黒崎仮停車場が開業[82]。
- 1927年（昭和2年）北陸本線及び飛越線共用の神通川鉄橋

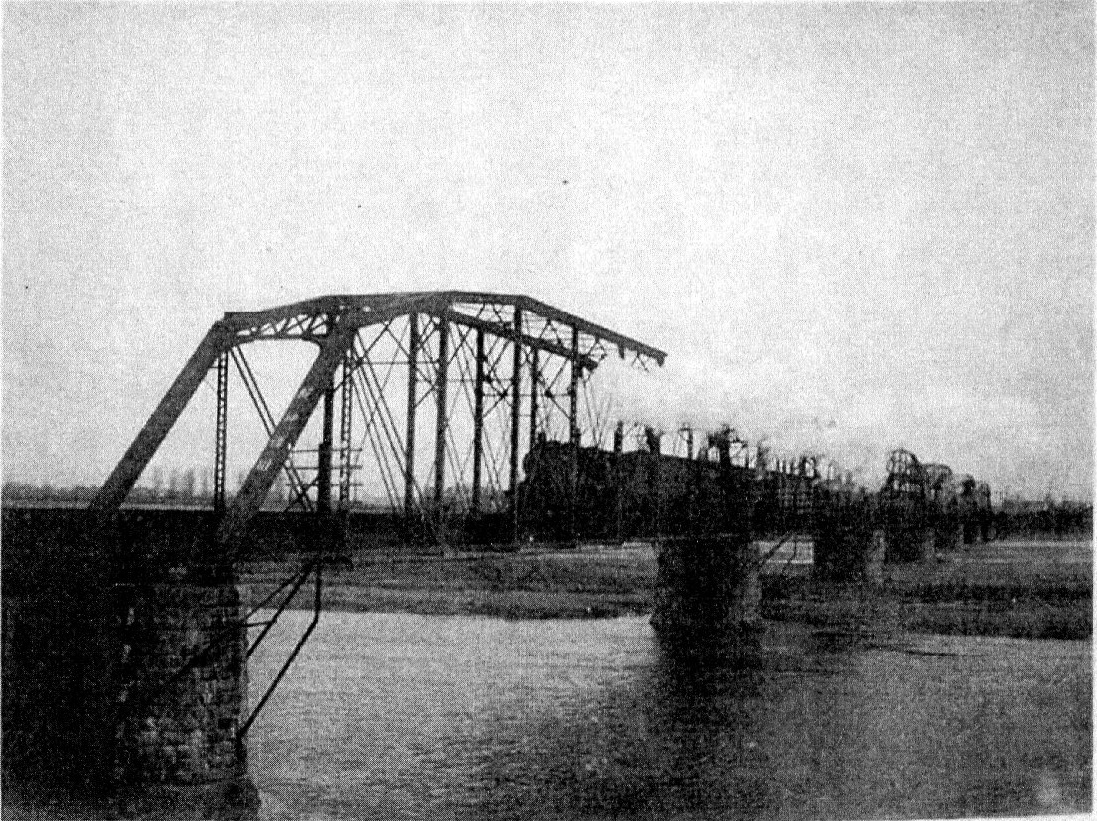
北陸本線及び飛越線共用の神通川鉄橋

  - 9月1日：呉羽駅 - 富山駅間に田苅屋信号場が開設[26]。飛越線（現在の高山本線）分岐点。
  - 12月20日：王子保駅が開業[83]。
- 1929年（昭和4年）
  - 8月10日：能生駅 - 浦本駅間の3箇所で地すべりが発生[84]。浜木浦では、列車が地すべりに巻き込まれて脱線転覆。10日間不通。
  - 9月15日：神戸駅 - 青森駅間における急行列車を廃し、これを大阪駅 - 青森駅間に改める[28]。
- 1930年（昭和5年）親不知における列車墜落

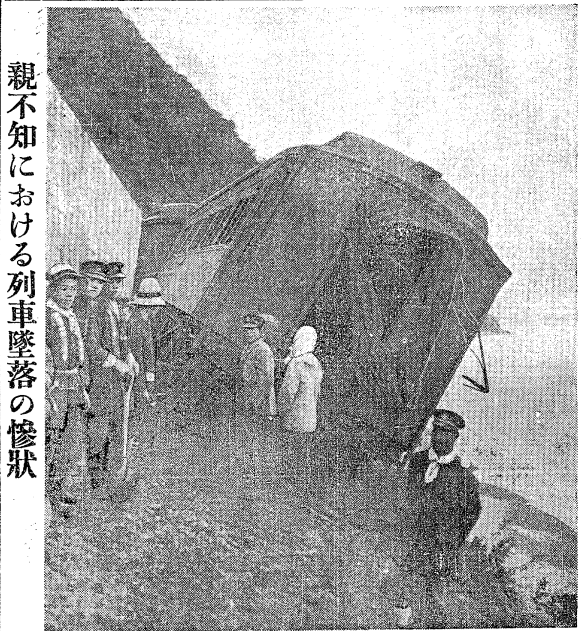
親不知における列車墜落

  - 4月1日：マイル表示からメートル表示に変更、一部営業キロ修正（米原駅 - 直江津駅間 228.3M→366.5 km、敦賀駅 - 敦賀港駅間 1.5M→2.7 km）[85]。
  - 11月16日：市振駅 - 親不知駅間において大阪発青森行列車の脱線転覆事故が起きる[86]。
- 1931年（昭和6年）
  - 3月21日：浦本駅付近で貨物列車が地すべりに巻き込まれ脱線転覆。死者1名負傷者4名。
  - 9月15日：法性寺駅（現在の坂田駅）が開業[87]。
  - 10月14日：田村駅が開業[88]。
- 1932年（昭和7年）
  - 9月20日：貨物支線 敦賀港駅 - 敦賀新港駅間 (1.2 km) が開業[89]。貨物取扱駅として敦賀新港駅が開業[89]。
  - 10月22日：石川県小松町で大火。火災が小松駅駅舎に及び焼失、北陸本線も一時不通[90]。
- 1933年（昭和8年）8月1日：小坂信号場が東金沢駅として開業[91]。
- 1934年（昭和9年）2月16日：筒石駅附近において大規模な地すべりが起こる[92]。筒石駅附近において起った地すべり
- 1936年（昭和11年）

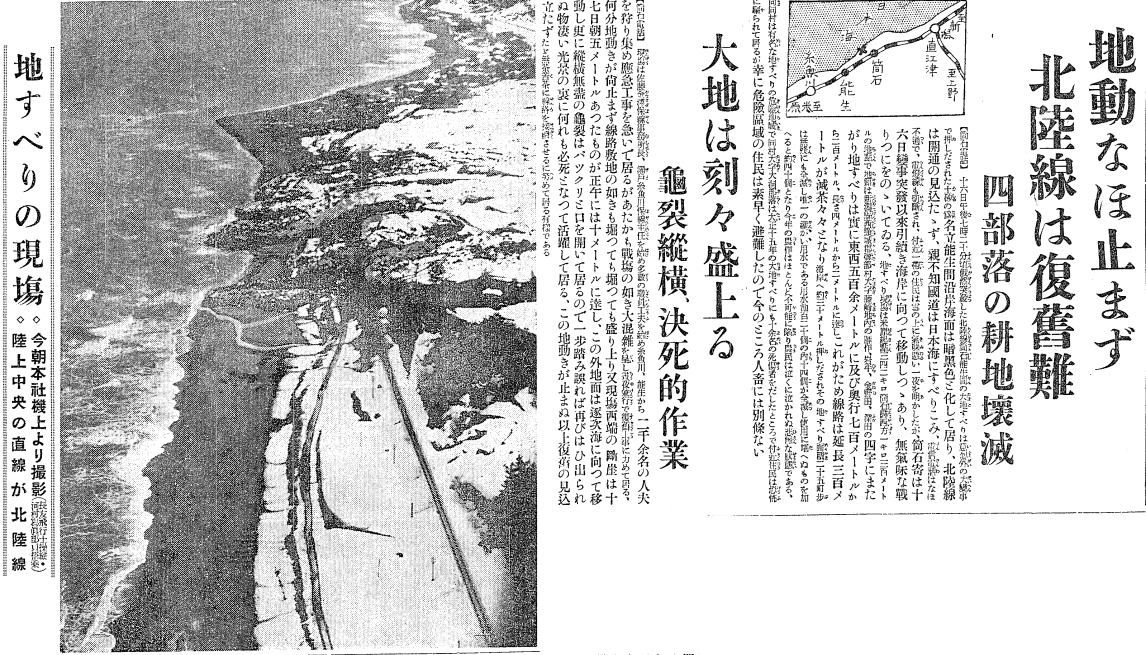
筒石駅附近において起った地すべり

  - 1月13日：米原発上野行の606下り列車が、福井駅を出発後に車内から出火。4人死亡、重軽傷者多数。原因は乗客のタバコの火が荷物の揮発油に引火したもの[93]。
  - 1月22日：新保駅 - 杉津駅間の葉原トンネル付近で雪崩が発生。機関車2両と客車1両が埋没する[94]。
  - 1月22日：前述の事故が復旧後、鯖波駅 - 今庄駅間の湯尾トンネル付近で雪崩が発生。除雪作業員51人が生き埋め、死者8人、重軽傷者11人[95]。
  - 11月7日：親不知附近において山崩れが起こり不通となる[96]。親不知の山崩れを報じる新聞記事
- 1938年（昭和13年）

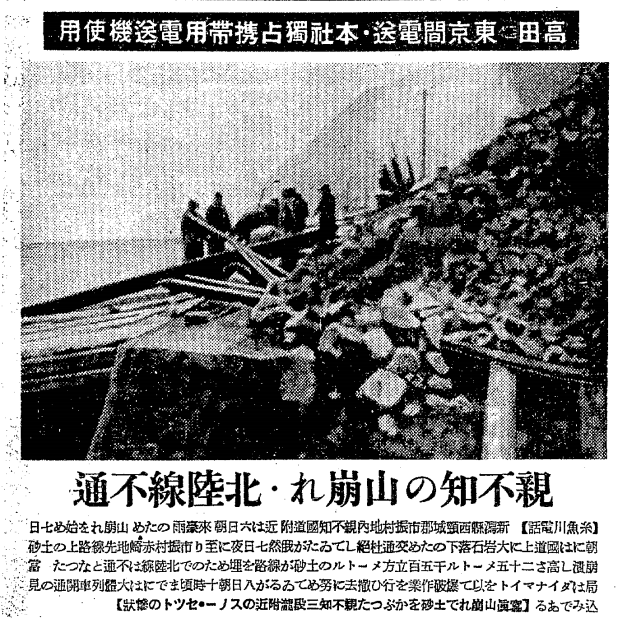
親不知の山崩れを報じる新聞記事

  - 1月23日：能生駅 - 浦本駅間の浜木浦で、列車が地すべりに巻き込まれて脱線転覆。10日間不通。
  - 6月1日：丸岡駅 - 金津駅間に越前下関駅が開業[97]。
  - 10月1日：金沢駅 - 津幡駅間が複線化。花園信号場が廃止[26]。
- 1939年（昭和14年）11月15日：上野駅 - 金沢駅間の急行列車の運行区間を上野駅 - 金沢駅 - 大阪駅間に拡大する[28]。
- 1940年（昭和15年）
  - 11月1日：法性寺駅・田村駅・越前下関駅が廃止[98]。
  - 12月1日：福井操車場が開業[26]。福井操車場 - 福井駅間が複線化[29]。
- 1941年（昭和16年）8月：津幡駅 - 石動駅間勾配改良工事に着手。その後戦局悪化により中止[99]。
- 1943年（昭和18年）
  - 4月1日：貨物支線 敦賀港駅 - 敦賀新港駅間 (1.2 km) が廃止（1986年10月31日まで敦賀港駅構内側線として存続）[100]。
  - 4月10日：今庄駅 - 鯖波駅間に湯ノ尾信号場が開設[26]。
  - 10月1日：福井駅 - 森田駅間に北福井信号場が、大聖寺駅 - 動橋駅間に作見信号場が、滑川駅 - 魚津駅間に早月信号場が開設[26]。また同日より大阪駅 - 青森駅間の急行列車を廃する[28]。
- 1944年（昭和19年）
  - 4月1日：上野駅 - 金沢駅 - 大阪駅間の急行列車を廃する[28]。
  - 10月11日：敦賀駅 - 新保駅間に深山信号場が開設[26]。作見信号場が作見駅（現在の加賀温泉駅）として開業[101]。
- 1945年（昭和20年）
  - 3月：名立駅 - 有間川駅間で地すべりが発生。列車が地すべりに巻き込まれて脱線転覆。死傷者5名。
  - 8月1日 - 8月2日：富山大空襲によって富山駅および同所所在の業務機関（機関区、検車区、保線区および鉄道診療所）が全焼し[102][103]、上り列車は東岩瀬駅、下り列車は呉羽駅にて折返し運転を行っていたが、8月3日午前より高山本線と共に富山駅への乗入れを再開した[104]

#### 第二次大戦後
- 1946年（昭和21年）

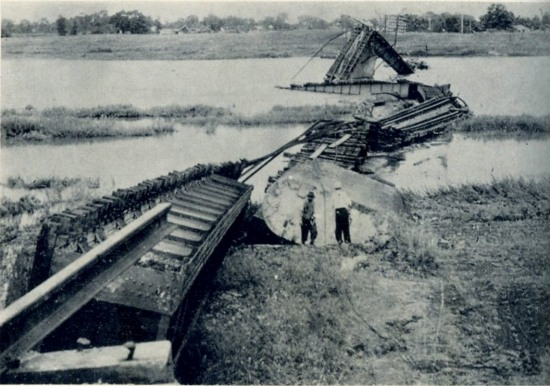
1948年の福井地震で倒壊した福井駅 - 森田駅間の九頭竜川鉄橋（九頭竜川橋梁）

  - 9月1日：名立駅 - 谷浜駅間に有間川仮乗降場が開業[26]。
  - 11月10日：上野 - 金沢間に準急列車の運行を開始する[28]。
  - 12月12日：筒石駅付近で地すべりが発生。駅構内の路盤が移動し、4日間不通となる。
- 1947年（昭和22年）
  - 7月1日：有間川仮乗降場が有間川駅として開業[105]。
  - 7月5日：大阪駅 - 青森駅間に急行列車の運行を再開する[28]。
  - 7月14日：糸魚川駅を発着する列車の鉄道員を対象にヤミ米の取締り。機関車の石炭の中、修理道具入れなどから白米が発見される[106]。
- 1948年（昭和23年）
  - 2月13日：田苅屋信号場が田刈屋信号場に改称[26]。
  - 6月28日：福井地震発生。福井駅 - 森田駅間の九頭竜川鉄橋が倒壊し、特に大土呂駅 - 牛ノ谷駅間は構内建物のほとんどが全壊した[107]。福井駅 - 森田駅間で上野駅発米原行きの603旅客列車が、これとは別に同区間で貨物列車[108]、丸岡駅 - 金津駅間で旅客列車が脱線転覆[109]。
  - 7月1日：大阪駅 - 青森駅間、上野駅 - 金沢駅間に急行列車の運行を再開する[28][110]。
  - 8月25日：福井駅 - 森田駅間に九頭竜仮信号場が開設[26]。
  - 8月30日：浜黒崎仮停車場が廃止[111]。
  - 9月1日：湯ノ尾信号場が湯尾駅として開業[112]。
- 1949年（昭和24年）
  - 4月8日：九頭竜仮信号場が廃止[26]。
  - 7月10日：北福井信号場が北福井仮乗降場として旅客営業開始[26]。
- 1950年（昭和25年）
  - 1月28日：浦本駅が開業[113]。
  - 5月20日：東岩瀬駅が東富山駅に改称[114]。
  - 11月2日：大阪駅 - 青森駅間の急行列車を「日本海」、大阪駅 - 上野駅間の急行列車（上越線経由）を「北陸」と命名する[110][115]。
- 1951年（昭和26年）9月1日：北福井仮乗降場が廃止[26]。
- 1952年（昭和27年）
  - 10月1日：大阪駅 - 金沢駅間において準急「ゆのくに」の運転を開始する[115]。
  - 12月1日：福井操車場が南福井駅として開業（貨物取り扱いのみ）[116]。
- 1954年（昭和29年）
  - 8月1日：坂田駅が開業（法性寺駅の復活）[117]。河毛駅（2代目）が開業[117]。
  - 10月1日：上野駅 - 金沢駅間に急行「白山」を新設する[110]。
  - 12月10日：田村駅が再開業[118]。
- 1955年（昭和30年）新倶利伽羅トンネルの開通
  - 5月1日：北鯖江駅が開業[119]。

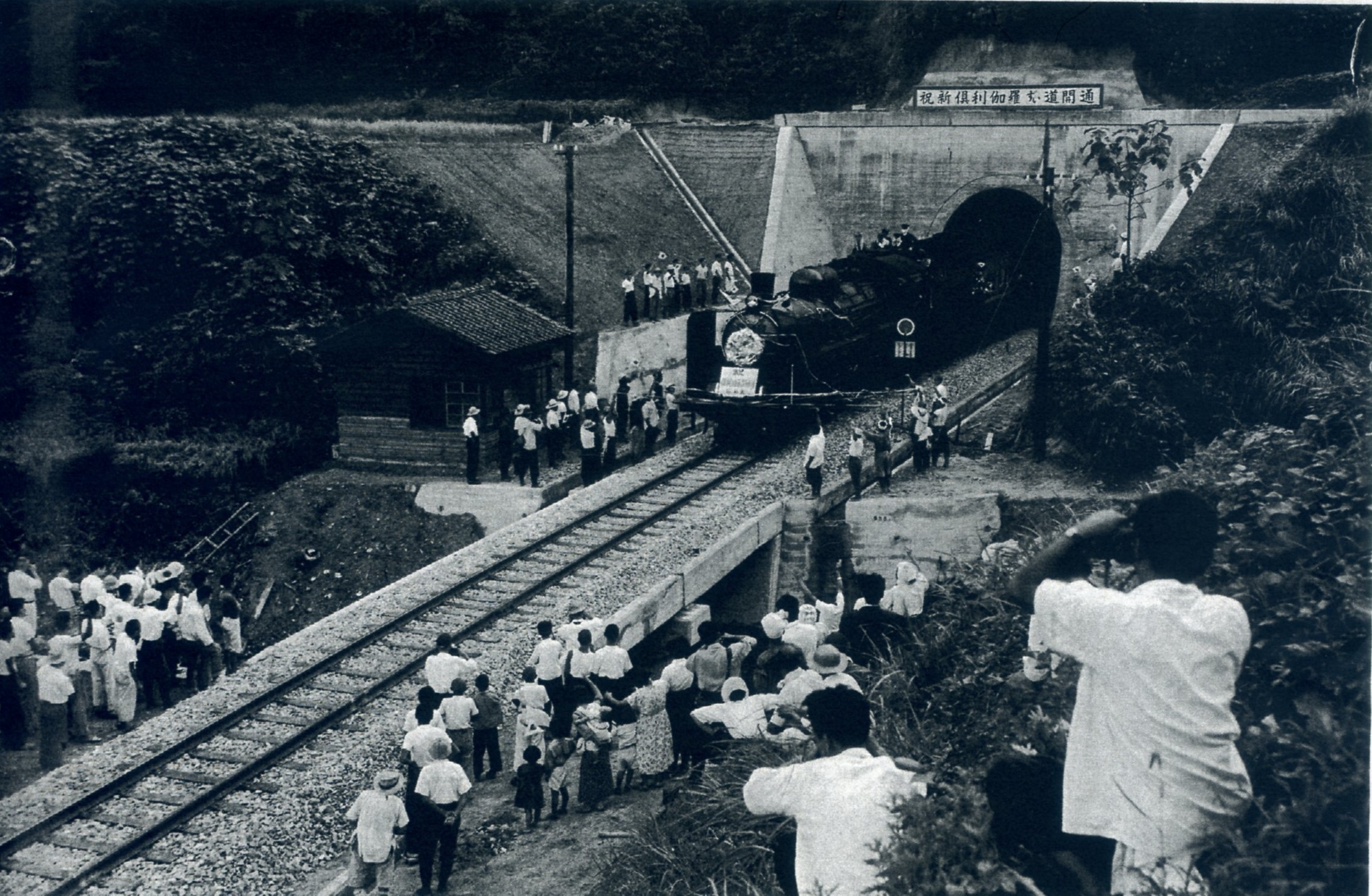
新倶利伽羅トンネルの開通

  - 7月20日：準急「ゆのくに」を定期列車とする[120]。
  - 9月1日：倶利伽羅駅 - 石動駅間の倶利伽羅トンネル（新：現上り線）が完成する[99][29]。
  - 10月1日：富山操車場が開設[26]。
  - 11月11日：倶利伽羅駅 - 石動駅間に安楽寺信号場が開設[26]。
  - 12月5日：津幡駅 - 石動駅間を倶利伽羅トンネル（新）含む新線に切替[99][29]。
- 1956年（昭和31年）
  - 4月10日：三日市駅が黒部駅に改称[121]。
  - 11月10日：富山駅 - 富山操車場間が複線化[122]。
  - 11月19日：福岡駅 - 高岡駅間に西高岡信号場が開設[26]。田刈屋信号場が廃止[26]。これにより田苅屋信号場 - 富山駅間の北陸本線と高山本線との重複区間が解消。また同日、大阪駅 - 富山駅間に急行「立山」を新設し、急行「北陸」の運転を福井駅 - 上野駅間に改める[110][123]。
- 1957年（昭和32年）
  - 4月25日：西高岡信号場が西高岡駅として開業[124]。
  - 8月12日：田村駅 - 長浜駅間が複線化[29]。
  - 10月1日：木ノ本駅 - 近江塩津駅 - 敦賀駅間 (23.4 km) が単線で開業[125]。余呉駅・近江塩津駅・新疋田駅が開業[125]。近江塩津駅 - 新疋田駅間に沓掛信号場が、新疋田駅 - 敦賀駅間に鳩原信号場が、牛ノ谷駅 - 大聖寺駅間に熊坂信号場が、泊駅 - 市振駅間に越中宮崎信号場が開設[26]。木ノ本駅 - 敦賀駅間の旧線 (26.1 km) を柳ヶ瀬線として分離[126]。田村駅 - 近江塩津駅 - 敦賀駅間が交流電化[29]。米原駅 - 田村駅間が複線化[29]。
    - 米原駅 - 田村駅間は非電化のまま残され、蒸気機関車およびディーゼル機関車の牽引、または気動車により交直接続を行った。機関車交換のため、田村駅は急行停車駅となる。
    - 当初は倶利伽羅峠越え旧線に使用していたE10形が充てられたが、1962年（昭和37年）春までに全車運用終了（2号機のみ青梅鉄道公園で保存）。以降は信越線に使用していたD50形が投入された。

  - 11月15日：市振駅 - 親不知駅間に風波信号場が開設[26]。
  - 11月20日：越中宮崎信号場が越中宮崎駅として開業[127]。
- 1958年（昭和33年）貨物支線である東富山 - 蓮町間の開業を報ずる新聞記事

貨物支線である東富山 - 蓮町間の開業を報ずる新聞記事

  - 4月10日：貨物支線 東富山駅 - 富山操車場 - 蓮町駅間 (8.5 km) が開業（東富山駅 - 富山操車場間は本線との重複区間）[128]。
  - 9月25日：高月駅 - 木ノ本駅間が複線化[29]。
  - 9月28日：長浜駅 - 虎姫駅間が複線化[29]。
  - 9月29日：小杉駅 - 呉羽駅間が複線化[29]。
  - 9月30日：虎姫駅 - 高月駅間が複線化[29]。
- 1959年（昭和34年）
  - 3月31日：生地駅 - 入善駅間に西入善信号場が開設[26]。
  - 9月22日：東京駅 - 金沢駅間において米原駅経由の急行「能登」を新設する[129]。また急行「北陸」の運転を金沢駅 - 上野駅間に改める[129]。

#### 1960年代
- 1960年（昭和35年）
  - 5月31日：呉羽駅 - 富山駅間が複線化[29]。
  - 7月1日：西入善信号場が西入善駅として開業[130]。
  - 9月26日：松任駅 - 西金沢駅間が複線化[29]。
  - 9月28日：西金沢駅 - 金沢駅間が複線化[29]。
  - 9月30日：石動駅 - 福岡駅間が複線化[29]。
  - 10月1日：循環準急「しろがね」および「こがね」（東海道本線・北陸本線・高山本線経由）、また金沢駅 - 名古屋駅間に準急「第2ひだ」を新設する[131]。
- 1961年（昭和36年）
  - 3月1日：大阪駅 - 金沢駅間において準急「加賀」、西舞鶴駅 - 金沢駅間において準急「若狭」を新設する[131]。
  - 9月28日：福井駅 - 森田駅間が複線化[29]。
  - 9月29日：魚津駅 - 黒部駅間に片貝信号場、青海駅 - 糸魚川駅間に姫川信号場が開設[26]。
  - 10月1日：大阪駅 - 青森駅・上野駅間に特別急行「白鳥」、金沢駅 - 新潟駅間に急行「きたぐに」、大阪駅 - 富山駅間に準急「つるぎ」（高岡駅 - 富山駅間は普通列車）、金沢駅 - 上野駅間に急行「黒部」を新設する[110][28][132]。
- 1962年（昭和37年）1962年（昭和37年）6月10日開通当時の北陸隧道

1962年（昭和37年）6月10日開通当時の北陸隧道

  - 2月19日：丸岡駅 - 金津駅間が複線化[29]。
  - 3月19日：今庄駅 - 湯尾駅間が複線化[29]。
  - 3月21日：今庄駅 - 福井駅間が交流電化[29]。
  - 5月10日：複線電化に先立ち、今庄機関区廃区式を挙行。
  - 6月2日：新線切り替えに先立ち、敦賀駅 - 今庄駅間の旧線区間廃線式を挙行。
  - 6月9日：早朝上り216列車と下り225列車をもって、下り線線路付け替えのため敦賀駅 - 杉津駅 - 今庄駅間 (26.4 km) が廃止[133]。以降終日新線を暫定使用。運行は旧ダイヤに基づき、敦賀駅・余座踏切地点・南今庄地点・今庄駅で時間差調整された。深山信号場・新保駅・葉原信号場・杉津駅・山中信号場・大桐駅がこの日早朝限りで廃止[26]。今庄機関区が廃区。
    - 敦賀機関区・今庄機関区に在籍していた（小浜線用を除く）旧線用蒸気機関車は金沢機関区に移籍（一部は長野機関区移籍。DF50形およびDD50形ディーゼル機関車は富山機関区移籍。後にDD50形は米原機関区に移籍し、柳ヶ瀬線で3両編成旅客車牽引として使用の後、交・直流ジャンクションの中継機として使用された）。

  - 6月10日：北陸トンネル正式開通[29]。敦賀駅・福井駅にて祝賀式典が執り行われる。敦賀駅 - 今庄駅間が複線交流電化新線 (19.3 km) 開業[134][29]。南今庄駅が開業[134]。また、大阪駅 - 金沢駅間に急行「越前」を新設する[110]。
    - 同時に福井駅 - 金沢駅間の旅客列車はディーゼル機関車牽引となり福井駅が機関車付け替え駅となる。

  - 8月1日：安楽寺信号場 - 石動駅間が複線化[29]。
  - 8月10日：福岡駅 - 西高岡駅間が複線化[29]。
  - 9月15日：倶利伽羅駅 - 安楽寺信号場間が複線化[29]。安楽寺信号場が廃止[26]。
  - 9月25日：津幡駅 - 倶利伽羅駅間が複線化。倶利伽羅トンネル（下り線）を供用開始[99][29]。
  - 9月27日：松梨信号場 - 寺井駅間が複線化[29]。小松駅 - 寺井駅間に松梨信号場が開設[26]。
  - 9月28日：能生駅 - 筒石駅間に百川信号場が開設[26]。
  - 9月29日：寺井駅 - 小舞子駅間が複線化。入善駅 - 泊駅間に小川信号場が開設[26]。
  - 9月30日：熊坂信号場 - 大聖寺駅間が複線化[29]。
  - 12月10日：粟津駅 - 小松駅間が複線化[29]。
  - 12月28日：米原駅 - 田村駅間が直流電化[29]。田村駅の米原寄りにデッドセクションを設置。
- 1963年（昭和38年）
  - 3月16日：能生駅 - 筒石駅間で列車が地すべりに巻き込まれて脱線転覆（「頸城トンネル#地すべり」を参照）[28]。
  - 4月4日：福井駅 - 金沢駅間が交流電化[29]。
  - 4月15日：武生駅 - 鯖江駅間が複線化[29]。
  - 4月20日：準急「ゆのくに」および「加賀」を急行に格上げし、電車化する[135]。また大阪駅 - 和倉駅（上り列車は輪島駅）間に急行「奥能登」、金沢駅 - 秋田駅（上り列車は青森駅）間に急行「しらゆき」、名古屋駅 - 金沢駅間に急行「加越」、敦賀駅 - 金沢駅間に準急「越前」を新設する[135]。また準急「わかさ」の運転を福井駅までとし、大阪駅 - 青森駅間の普通列車511および512列車を廃する[135]。
  - 7月22日：牛ノ谷駅 - 熊坂信号場間が複線化[29]。熊坂信号場が廃止[26]。
  - 9月1日：小舞子駅 - 美川駅間が複線化。
  - 9月16日：王子保駅 - 武生駅間が複線化[29]。
  - 9月25日：鯖波駅 - 王子保駅間が複線化[29]。
  - 9月27日：小松駅 - 松梨信号場間、高岡駅 - 越中大門駅間が複線化[29]。松梨信号場が廃止[26]。
  - 9月30日：新設された衣掛隧道ループ線（鳩原ループ線）を上り線として使用開始に伴い、新疋田駅 - 敦賀駅間が複線化[29]。
  - 10月1日：本線下り線専用となるため柳ヶ瀬線の疋田駅 - 敦賀駅間休止し[28]、前日より代替バスに移行。鳩原信号場が廃止[26]。
  - 10月20日：筒石駅 - 名立駅間に西名立信号場が開設[26]。
- 1964年（昭和39年）1965年（昭和40年）建設途上の親不知隧道

1965年（昭和40年）建設途上の親不知隧道

  - 1月30日：親不知隧道の導坑が貫通する[29]。
  - 4月10日：（仮）小舞子駅が正式な駅に昇格し小舞子駅が開業[136]。
  - 5月11日：柳ヶ瀬線 木ノ本駅 - 柳ヶ瀬駅 - 疋田駅 - 敦賀駅間 (26.1 km) が廃止[137]。
  - 8月24日：金沢駅 - 富山操車場間が交流電化[29]。
  - 9月22日：浦本駅 - 能生駅間に木浦信号場が開設[26]。
  - 9月24日：旧柳ヶ瀬線線路盤を本線上り線に転用し、木ノ本駅 - 余呉駅間が複線化[29]。
  - 9月26日：春江駅 - 丸岡駅間が複線化[29]。
  - 9月29日：西高岡駅 - 千保川信号場間が複線化[29]。西高岡駅 - 高岡駅間に千保川信号場が開設[26]。
  - 10月1日：大阪駅 - 金沢駅間に急行「越山」、大阪駅 - 金沢駅間に急行「越前」、敦賀駅 - 金沢駅間に準急「くずりゅう」を新設し、北陸本線経由米原駅 - 上野駅間の普通列車612および611列車を廃止する[138]。
  - 11月20日：早月信号場が東滑川駅として開業[139]。
  - 12月1日：出雲市駅 - 金沢駅間に急行「あさしお」（小浜線・宮津線経由）を新設する[140]。
  - 12月25日：大阪駅 - 富山駅間に特別急行「雷鳥」、名古屋駅 - 富山駅間に特別急行「しらさぎ」の運行を開始する[28]。
- 1965年（昭和40年）
  - 4月23日：生地駅 - 西入善駅間が複線化[29]。
  - 5月20日：魚津市街地区間の高架化工事着工[141]
  - 5月27日：細呂木駅 - 牛ノ谷駅間が複線化[29]。
  - 7月5日：越中大門駅 - 小杉駅間が複線化[29]。
  - 7月20日：上市川信号場 - 滑川駅間が複線化[29]。水橋駅 - 滑川駅間に上市川信号場が開設[26]。
  - 7月30日：富山操車場 - 東富山駅間が複線化[142]。
  - 8月9日：近江塩津駅 - 沓掛信号場間が複線化[29]。
  - 8月20日：美川駅 - 加賀笠間駅間が複線化[29]。
  - 8月25日：千保川信号場 - 高岡駅間が複線化。千保川信号場が廃止[26]。富山操車場 - 泊駅間が交流電化[29]。
  - 8月31日：青海駅 - 姫川信号場間が複線化[29]。
  - 9月23日：余呉駅 - 近江塩津駅間が複線化[29]。
  - 9月25日：動橋駅 - 粟津駅間が複線化[29]。
  - 9月27日：金津駅 - 細呂木駅間が複線化[29]。
  - 9月30日：市振駅 - 風波信号場間が複線化。親不知駅 - 青海駅間に黒岩信号場を開設し、黒岩信号場 - 青海駅間が複線化[143]。親不知駅 - 黒岩信号場間は複線化時に上り線となる新子不知トンネルを単線で暫定供用。泊駅 - 糸魚川駅間が交流電化[29]。
  - 10月1日：特別急行「白鳥」の上野行を、上野駅 - 金沢駅間の特別急行「はくたか」として独立させ運行を開始する[28]。また大阪駅 - 金沢駅間に急行「金星」を新設し、急行「ゆのくに」、「越前」、「越山」および「くずりゅう」を廃止する[144]。
  - 12月10日：黒部駅 - 生地駅間が複線化[29]。
- 1966年（昭和41年）
  - 3月11日：湯尾駅 - 鯖波駅間が複線化[29]。
  - 3月16日：森田駅 - 春江駅間が複線化[29]。
  - 3月18日：加賀笠間駅 - 松任駅間が複線化[29]。
  - 3月24日：風波信号場 - 親不知駅間が複線化[29]。風波信号場が廃止[26]。
  - 6月1日：水橋駅 - 上市川信号場間が複線化[29]。上市川信号場が廃止[26]。
  - 8月1日：角川 - 魚津駅の高架化第1期が完成（上り線開通）[145]。
  - 8月30日：東滑川駅 - 角川信号場間が複線化[29]。東滑川駅 - 魚津駅間に角川信号場が開設[26]。
  - 9月7日：鯖江駅 - 北鯖江駅間が複線化[29]。
  - 9月13日：北鯖江駅 - 大土呂駅間が複線化[29]。
  - 9月22日：大聖寺駅 - 作見駅間が複線化[29]。
  - 9月24日：大土呂駅 - 南福井駅間が複線化[29]。
  - 9月29日：作見駅 - 動橋駅間が複線化[29]。
  - 10月1日：名古屋駅 - 金沢駅間に急行「兼六」を新設し、準急「しろがね」、「こがね」および「ひだ」を急行に格上げする[144]。また急行「あさしお」を米子駅 - 金沢駅間に改める[144]。
  - 11月25日：西入善駅 - 入善駅間が複線化[29]。
  - 11月30日：沓掛信号場 - 新疋田駅間が複線化。沓掛信号場が廃止[26]。
  - 12月3日：東富山駅 - 水橋駅間が複線化[29]。
  - 12月15日：旧線（→下り線）の電化・防災強化改修により親不知駅 - 黒岩信号場間を複線化。黒岩信号場が廃止[26]。
- 1967年（昭和42年）
  - 1月20日：有間川駅 - 谷浜駅間の長浜トンネル複線化工事で落盤事故があり、5名死亡。
  - 5月19日：泊駅 - 越中宮崎駅間が複線化[29]。
  - 8月22日：滑川駅 - 東滑川駅間が複線化[29]。
  - 8月29日：小川信号場 - 泊駅間が複線化[29]。
  - 9月20日：入善駅 - 小川信号場間が複線化[29]。小川信号場が廃止[26]。
  - 9月29日：越中宮崎駅 - 市振駅間が複線化[29]。
- 1968年（昭和43年）北陸本線（現・えちごトキめき鉄道日本海ひすいライン）新線長浜トンネル有間川方坑口（桑取川橋梁）と旧線桑取川橋梁橋台（2016年11月13日撮影）
  - 3月25日：野々市駅（2代目）が開業[146]。

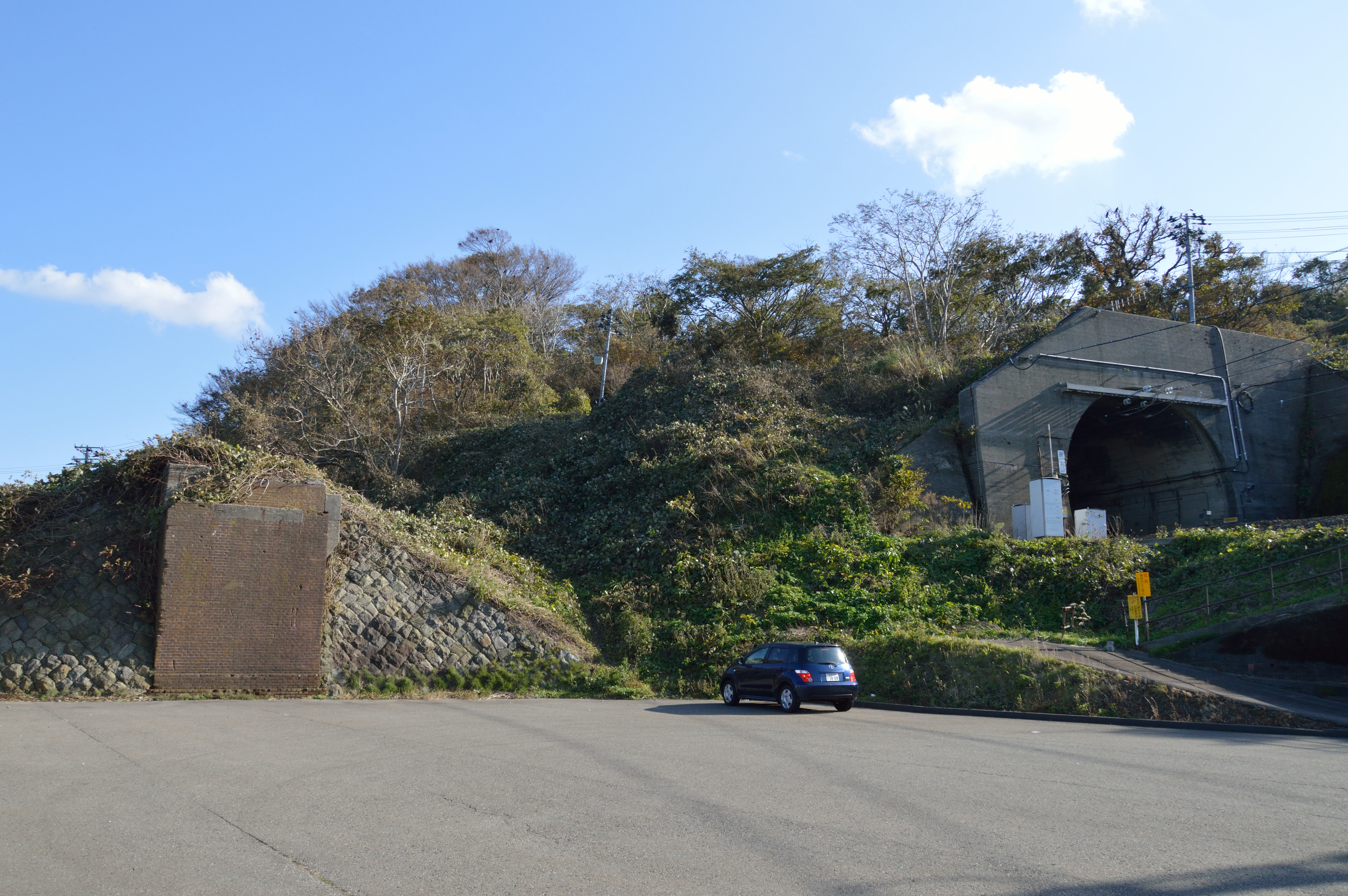
北陸本線（現・えちごトキめき鉄道日本海ひすいライン）新線長浜トンネル有間川方坑口（桑取川橋梁）と旧線桑取川橋梁橋台（2016年11月13日撮影）

  - 8月9日：魚津駅 - 片貝信号場間が複線化[29]。
  - 9月16日：姫川信号場 - 糸魚川駅間が複線化[29]。姫川信号場が廃止[26]。
  - 9月25日：有間川駅 - 谷浜駅間が複線化[29]。
  - 9月27日：角川信号場 - 魚津駅間が複線化[29]。角川信号場が廃止[26]。
  - 10月1日：越美北線の越前花堂駅に北陸本線ホームが開設[147]。同日より米原駅 - 金沢駅間において時速120キロでの列車運行を開始し、米原駅 - 金沢駅間の所要時間は3時間27分となる[28]。また青森駅 - 大阪駅間に特別急行「日本海」、福井駅 - 上野駅間に季節急行「北陸1号」（上越線経由）を新設し、急行「ひだ」を特別急行に格上げし、青森駅 - 大阪駅間の急行「日本海」を急行「きたぐに」、大阪駅 - 新潟駅間の急行「きたぐに」を急行「越後」、富山駅 - 大阪駅間の急行「金星」を急行「つるぎ」、金沢駅 - 米子駅間の急行「あさしお」を急行「大社」と改称し、急行「能登」、急行「黒部」、急行「加賀」および急行「加越」を廃止の上で統廃合する[148]。同日、魚津市街地区間の高架化工事完了[141]
- 1969年（昭和44年）
  - 6月4日：糸魚川駅 - 梶屋敷駅間が複線化[29]。
  - 6月17日：片貝信号場 - 黒部駅間が複線化[29]。片貝信号場が廃止[26]。
  - 6月19日：梶屋敷駅 - 浦本駅間が複線化[29]。
  - 8月9日：市振駅 - 親不知駅間で土砂崩れ。約30万㎥の土砂が160mにわたり線路を埋めたほか、子不知トンネルにも約2000㎥の土砂が流入した。不通の期間は、お盆の帰省時期と重なり大混乱となった[149]が同年8月16日に復旧。ただし、抜本的な復旧工事には至らず、同区間では9月まで断続的に土砂崩れの発生、不通、復旧が繰り返される[150]。
  - 9月16日：親不知駅付近で地すべりが発生。列車が地すべりに巻き込まれて脱線転覆。
  - 9月29日：浦本駅 - 有間川駅間が頸城トンネル経由の新線に切り替えられ複線化[29]。能生駅・筒石駅・名立駅が移転。木浦信号場・百川信号場・西名立信号場が廃止[26]。同日直江津駅発7時53分糸魚川駅着9時0分の米原行238列車が北陸本線内最後の蒸気機関車（国鉄D51形蒸気機関車617号機）牽引列車となる[151]。
  - 10月1日：谷浜駅 - 直江津駅間が新線に切り替えられ複線化。郷津駅が廃止[152]。糸魚川駅 - 直江津駅間が直流電化され、全線の複線電化が完成[29]。全線で営業キロ改定、計2.8km短縮[24]。また同日より特別急行「はくたか」を電車化して上越線経由とし、大阪駅 - 新潟駅間に臨時特別急行「北越」、福井駅 - 金沢駅・富山駅間に快速「こしじ」を新設する[28][151]。
    - 営業キロ延長[24]
      - 0.1km…余呉駅 - 近江塩津駅間・新疋田駅 - 敦賀駅間・武生駅 - 鯖江駅間・大土呂駅 - 越前花堂駅間・森田駅 - 春江駅間・動橋駅 - 粟津駅間・西金沢駅 - 金沢駅間・高岡駅 - 越中大門駅間・滑川駅 - 東滑川駅間・生地駅 - 西入善駅間・有間川駅 - 谷浜駅間
      - 0.2km…小舞子駅 - 美川駅間・市振駅 - 親不知駅間
      - 1.1km…能生駅 - 筒石駅間

    - 営業キロ短縮[24]
      - 0.1km…近江塩津駅 - 新疋田駅間・南今庄駅 - 今庄駅間・今庄駅 - 湯尾駅間・鯖波駅 - 王子保駅間・鯖江駅 - 北鯖江駅間・福井駅 - 森田駅間・春江駅 - 丸岡駅間・作見駅 - 動橋駅間・野々市駅 - 西金沢駅間・倶利伽羅駅 - 石動駅間・石動駅 - 福岡駅間・越中大門駅 - 小杉駅間・魚津駅 - 黒部駅間・西入善駅 - 入善駅間・越中宮崎駅 - 市振駅間・青海駅 - 糸魚川駅間
      - 0.2km…寺井駅 - 小舞子駅間
      - 0.3km…谷浜駅 - 直江津駅間
      - 0.4km…名立駅 - 有間川駅間
      - 0.5km…浦本駅 - 能生駅間
      - 2.4km…筒石駅 - 名立駅間

#### 全線複線電化完成後
- 1970年（昭和45年）10月1日：作見駅が加賀温泉駅に改称[153]。大聖寺駅・動橋駅に振り分けていた特急・急行停車を同駅に統合。接続連絡していた北陸鉄道加南線全廃の引き金となる。
- 1972年（昭和47年）
  - 3月15日：3月1日に三国線が廃止されたことにより、金津駅が芦原温泉駅に改称[154]。また同日より金沢駅 - 松本駅間に急行「白馬」（大糸線経由）を新設し、上野駅 - 金沢駅間の急行「白山」を特別急行に格上げし、大阪駅 - 富山駅間の急行「つるぎ」を大阪駅 - 新潟駅間に延長し、循環急行「しろがね」および「こがね」を廃止する[28][155]。
  - 10月2日：大阪駅 - 青森駅間の電化が完成し、特別急行「白鳥」を電車化して、急行「つるぎ」を特別急行に格上げする[28]。また大阪駅 - 新潟駅間の普通列車を廃止する[156]。
  - 11月6日：北陸トンネル内で急行「きたぐに」の食堂車から出火し、30名が死亡（北陸トンネル火災事故）[28]。
- 1973年（昭和48年）4月1日：鯖波駅が南条駅に改称[157]。
- 1975年（昭和50年）3月10日：大阪方面発着の特急・急行が一部を除き湖西線経由となる[28]。また、米原駅 - 富山駅間に特別急行「加越」および上野 - 金沢間に急行「能登」を新設し、急行「北陸」を特別急行に格上げし、特別急行「雷鳥」および「しらさぎ」をL特急とし、急行「兼六」を廃止する[28][110][158]。
- 1978年（昭和53年）10月2日：急行「大社」の乗入れを福井駅までとし、特別急行「白山」をL特急とし、急行「越後」および急行「ゆのくに1」、「ゆのくに2」を廃止する[159]。
- 1982年（昭和57年）11月15日：急行「能登」を信越本線経由に変更し、特別急行「はくたか」、急行「越前」、「ゆのくに」、「立山」、「しらゆき」および「白馬」、また金沢鉄道管理局管外へ向う普通列車を廃止する[28][160]。
- 1985年（昭和60年）3月14日：急行「きたぐに」を電車化し、特別急行「ひだ」および急行「のりくら」の乗入れを中止し、急行「くずりゅう」を廃止し、客車普通列車を全廃する[161]。
- 1986年（昭和61年）
  - 11月1日：貨物支線 東富山駅 - 蓮町駅間 (8.5 km) が廃止[162]。
  - 12月27日：特別急行「ゆぅトピア和倉」を新設する[163]。
- 1987年（昭和62年）
  - 3月31日：敦賀駅 - 敦賀港駅間の旅客営業が廃止[164]。富山操車場が駅に変更され富山操駅として開業[26]。
  - 4月1日：国鉄分割民営化により、米原駅 - 直江津駅間 (353.9 km) を西日本旅客鉄道が承継。日本貨物鉄道が米原駅 - 直江津駅間の第二種鉄道事業者、敦賀駅 - 敦賀港駅間 (2.7 km) の第一種鉄道事業者となる[28]。
- 1988年（昭和63年）
  - 3月13日：上越新幹線への連絡列車として金沢駅 - 長岡駅間に特別急行「かがやき」、また米原駅 - 金沢駅間に特別急行「きらめき」の運行を開始する[28]。
  - 10月1日：明峰駅が開業[165]。
- 1989年（平成元年）
  - 3月11日：特別急行「スーパー雷鳥」を新設する[166]。
  - 7月21日：大阪駅 - 札幌駅間に団体専用列車として臨時特別急行「トワイライトエクスプレス」の運行を開始する[166]。
  - 12月2日：週4往復の臨時特急「トワイライトエクスプレス」の運行を開始する[166]。
- 1990年（平成2年）
  - 3月10日：富山操駅が富山貨物駅に改称[26]。
  - 6月5日：金沢駅付近が高架化。
- 1991年（平成3年）
  - 9月1日：特別急行「ゆぅトピア和倉」を廃止する[167]。
  - 9月14日：田村駅 - 長浜駅間が交流電化から直流電化に変更[165]。デッドセクションが坂田駅 - 田村駅間から長浜駅 - 虎姫駅間に変更。坂田駅が米原駅寄りに0.2km移転。湖西線との直通列車がすべて電車化され、近江今津駅 - 敦賀駅間の所要時分が長浜駅・永原駅以北直流化後の新快速並みとした。
- 1992年（平成4年）12月26日：臨時特急「雷鳥」85号および90号において681系電車の運用を開始する[168]。
- 1993年（平成5年）3月18日：急行「能登」を電車化する[168]。
- 1994年（平成6年）12月3日：寝台特急「つるぎ」を廃止する[168]。
- 1995年（平成7年）
  - 4月20日：大阪駅 - 富山駅・和倉温泉駅間に特別急行「スーパー雷鳥（サンダーバード）」を新設する[169][170]。
  - 10月1日：近江塩津駅（構内除く）- 大聖寺駅（構内除く）間が金沢支社から福井地域鉄道部の直轄に、石動駅 - 市振駅（構内除く）間が金沢支社から北陸地域鉄道部の直轄に、市振駅 - 直江津駅（構内除く）間が金沢支社から糸魚川地域鉄道部の直轄になる[171]。
- 1997年（平成9年）
  - 3月22日：特別急行「はくたか」を新設。特別急行「スーパー雷鳥（サンダーバード）」を「サンダーバード」に改称。特別急行「かがやき」および「きらめき」を廃止する[172]。
  - 10月1日：特別急行「白山」を廃止する[173]。
- 2000年（平成12年）2月8日：近江塩津駅 - 直江津駅間に列車集中制御装置 (CTC) が導入される[174]。
- 2001年（平成13年）
  - 3月3日：特別急行「スーパー雷鳥」、新潟発着の「雷鳥」および「白鳥」を廃止する[175]。
  - 10月1日：特別急行「おはようエクスプレス」を新設する[175]。
- 2002年（平成14年）
  - 10月21日：金沢駅 - 森本駅間の旅客線が、並行する貨物線を転用して移設 (-0.1 km)[176]。あわせて東金沢駅が移設[177]。
  - 11月18日：小松駅付近が高架化[176]。
- 2003年（平成15年）
  - 3月15日：特別急行「おやすみエクスプレス」の運行を開始し、特別急行「しらさぎ」を683系電車にて運行を開始する[178]。
  - 6月12日：JR貨物の金沢駅が金沢貨物ターミナル駅に改称[179]。
  - 10月1日：特別急行「加越」を特別急行「しらさぎ」に統合する[178]。
- 2005年（平成17年）4月18日：福井駅付近が高架化[180]。
- 2006年（平成18年）
  - 8月3日：滋賀電車内駅構内連続強姦事件が発生。
  - 9月24日：長浜駅 - 敦賀駅間が交流電化から直流電化に変更[28]。デッドセクションが北陸トンネル敦賀口付近に変更[181]。
  - 10月21日：ダイヤ改正により、新快速の敦賀駅乗り入れが開始[28]。
- 2009年（平成21年）
  - 4月1日：敦賀駅 - 敦賀港駅間の貨物列車の設定が廃止[182]。
  - 6月1日：組織改正により、石動駅 - 市振駅（構内除く）間が北陸地域鉄道部から富山地域鉄道部の管轄に[183]、近江塩津駅（構内除く）- 南今庄駅（構内除く）間が敦賀地域鉄道部の管轄に、南今庄駅 - 大聖寺駅（構内除く）間が福井地域鉄道部の管轄になる[184]。
  - 10月1日：北陸本線内の特別急行および急行列車の全部を禁煙化する[181]。
- 2010年（平成22年）3月13日：特別急行「北陸」および急行「能登」を廃止する[185]。
- 2011年（平成23年）
  - 1月31日：北陸地方での前日からの大規模な大雪の影響で、除雪作業のため長浜駅 - 直江津駅間の全列車が終日運休。今庄駅などで特急が最大7本立ち往生した。全区間の運休は前例が無く、民営化以来の終日運休は初[186]。
  - 3月12日：特別急行「雷鳥」を特別急行「サンダーバード」に統合する[185]。
  - 4月2日 - 4月7日：東日本大震災で福島県内の車両部品工場が被災し保守部品調達の見通しが立たなくなったため、日中の金沢駅 - 直江津駅間（七尾線直通列車含む）において、普通列車の本数や車両数の削減や行先変更が実施される。また、北陸本線内のみの気動車列車が運転される（富山駅 - 黒部駅間）[187][188]。
- 2012年（平成24年）
  - 3月17日：特別急行「日本海」および急行「きたぐに」を廃止する[185]。
  - 9月25日：米原駅 - 長浜駅間でATS-P（拠点P方式）の使用開始。
- 2013年（平成25年）12月12日：北陸新幹線開業に伴う新幹線並行区間の金沢駅 - 直江津駅間の廃止届が提出される[189]。
- 2014年（平成26年）10月18日：金沢駅 - 富山駅間を走行する日中の普通列車の一部において、ワンマン運転を開始[190]。
- 2015年（平成27年）
  - 3月13日：特別急行「はくたか」および「北越」、臨時特急「トワイライトエクスプレス」を廃止する[191][192]。
  - 3月14日
    - 北陸新幹線 長野駅 - 金沢駅間延伸開業に伴い、金沢駅 - 直江津駅間 (177.2 km) を廃止し、金沢駅 - 倶利伽羅駅間がIRいしかわ鉄道に移管されIRいしかわ鉄道線に、倶利伽羅駅 - 市振駅間があいの風とやま鉄道に移管されあいの風とやま鉄道線に、市振駅 - 直江津駅間がえちごトキめき鉄道に移管され日本海ひすいラインになる[193][194]。これにより、富山、新潟の両県から北陸本線の名が消滅した。
    - 分離区間の以降の歴史については「IRいしかわ鉄道#沿革」「あいの風とやま鉄道線#歴史」「えちごトキめき鉄道日本海ひすいライン#えちごトキめき鉄道移管後」をそれぞれ参照。
    - 寺井駅を能美根上駅に改称[195]。
- 2017年（平成29年）
  - 3月4日：敦賀駅 - 金沢駅間を走行する日中の普通列車の一部において、ワンマン運転を開始。
  - 4月15日：大聖寺駅 - 金沢駅間でICカード「ICOCA」の利用が可能になる[196]。
- 2018年（平成30年）9月15日：牛ノ谷駅 - 新疋田駅間でICカード「ICOCA」の利用が可能になる。これにより北陸本線全線でICOCAの利用が可能となると共に関西圏と北陸本線のICOCAエリアが繋がる[197][198]。
- 2019年（平成31年）
  - 3月16日：米原駅 - 敦賀駅間でワンマン運転を開始。米原駅 - 金沢駅間で運転される2両編成による普通・快速列車はすべてワンマン運転となった[注釈 8]。
  - 4月1日：貨物支線 敦賀駅 - 敦賀港駅間 (2.7 km) が廃止[199][6]。
- 2022年（令和4年）8月4日：大雨の影響により、線路設備に甚大な被害が発生。敦賀駅 - 武生駅間が不通となる。
- 2023年（令和5年）2月28日：北陸新幹線開業に伴う新幹線並行区間の金沢駅 - 敦賀駅間の廃止届が提出される[200]。
- 2024年（令和6年）3月16日：北陸新幹線 金沢駅 - 敦賀駅間延伸開業に伴い、敦賀駅 - 金沢駅間 (130.7km) を廃止し、敦賀駅 - 大聖寺駅間がハピラインふくいに移管されハピラインふくい線に、大聖寺駅 - 金沢駅間がIRいしかわ鉄道に移管されIRいしかわ鉄道線になった。これにより、営業キロが50kmも満たない路線になり、石川県から114年余り続いた北陸本線の名が消滅した。

## 運行形態

### 優等列車
北陸本線には優等列車として以下の列車が運転されている。なお、各列車の沿革など詳細については、各列車記事を参照。
- 京都・大阪方面
  - 特急「サンダーバード」（大阪駅 - 敦賀駅間）
- 米原・名古屋方面
  - 特急「しらさぎ」（名古屋駅・米原駅 - 敦賀駅間）

北陸本線での特急列車は、1961年のキハ82系気動車による「白鳥」（大阪駅 - 青森駅・上野駅間）が最初で、その後初の交直流特急電車（481系）により「雷鳥」「しらさぎ」の運転に続き、さらには上野駅発着の電車特急「はくたか」や「白山」も運転を開始した。並行する新幹線がなかったため、大阪・名古屋方面および新潟・越後湯沢（上越新幹線と接続して東京）方面への特急列車が多数運転されていた。
1975年3月10日のダイヤ改正から大阪駅発着の特急列車は湖西線を経由するようになり、近畿地方と北陸地方の所要時間短縮が実現した。湖西線では時折比良おろしと呼ばれる強風などで運転見合わせが発生することがあり、この場合は湖西線経由の特急も米原駅経由で運転される。一方湖西線開業後の東海道新幹線米原接続のため、同改正で特急「加越」が新設された。この「加越」は2003年10月1日のダイヤ改正で「しらさぎ」に統合されて米原・名古屋方面への特急は1時間あたり1本程度運転されている。
上越線経由の「はくたか」と信越本線経由の「白山」が運転されていた北陸と東京を結ぶ特急列車は上越新幹線、さらにはほくほく線の開業後は越後湯沢までの「はくたか」として1時間あたり1本運転された。
このほか、臨時列車ながらほぼ定期列車化された「トワイライトエクスプレス」があった。豪華な車内でマスコミ等にもよく取り上げられ、知名度の高い列車であるが、もともと観光列車でありツアーなどの利用も多く、近畿地方・北陸地方と北海道間の移動が主で、北陸線内のみの移動には適さない。深緑の車体は非常に目立ち、北陸本線の被写体としてよく取り上げられていた。
かつては高山本線経由の列車が金沢駅 - 富山駅間を走っていた。高山本線の特急「ひだ」は運転開始当初は金沢駅発着であり、また急行「のりくら」の一部は金沢からさらに七尾線へも乗り入れていたが、現在は高山本線との直通列車はない。また福井県内の連絡列車として福井駅発着の小浜線直通の急行「わかさ」も運転され、小浜線直通の急行としては山陰本線出雲市駅まで乗り入れていた「あさしお」（のちに「大社」に統合）もあったが、これも現在は運転されていない。
また、北陸本線全線を通じて運転される近畿地方と北陸地方・東北地方を結ぶ夜行列車として、2012年3月16日まで寝台特急「日本海」が青森駅まで（1988年3月13日から2006年3月17日まではさらに青函トンネルを潜って北海道に渡り函館駅まで）毎日運転されていたほか、大阪駅 - 新潟駅間の「きたぐに」も583系電車を使用して毎日運転されていた。またこの「きたぐに」は郵便・荷物車の連結があった客車時代には名古屋と北陸地方の荷物・郵便の受け渡しも担っており、名古屋 - 北陸地方間の深夜帯列車でもあった。電車化後は荷物郵便車は連結されていないが、「きたぐに」は2012年3月17日のダイヤ改正で定期運転を終了するまで米原駅経由で運転し、名古屋方面との接続を行っていた。
一方、東海道新幹線開業後も上越新幹線開業前は東京と北陸地方の移動は直江津駅経由による夜行列車が主であった。東京と北陸地方間の最短経路ながら輸送力に制限のある信越線経由に加え、距離が長くなる上越線経由でも夜行列車が存在していた。

### 地域輸送
以前は北陸本線の全線を運転する客車で編成された長距離普通列車が多かったが、国鉄末期にはほぼ全列車が急行から転用の475系や特急車両改造の419系により電車化された。電車化により列車の運転区間は徐々に短くなり、区間運転の列車も増加した。
2006年10月21日の新快速の敦賀乗り入れ開始で敦賀駅を境に、2011年3月12日の敦賀駅 - 金沢駅間（小松駅 - 金沢駅間の一部列車を除く）の新型車両521系への置き換え完了により金沢駅を境に、運転系統が原則として分断された。金沢駅を越えて松任・小松方面と七尾線・富山方面を直通する列車は2014年3月14日限りで消滅し、敦賀駅を越えて長浜や湖西線方面と福井方面を直通する列車も2023年3月17日限りで消滅した。

#### 米原駅 - 敦賀駅間
| 種別＼駅名         | 直通先 | …           | 米原    | …       | 長浜    | 長浜    | …       | 近江塩津 | 近江塩津 | …     | 敦賀  |
| ------------------ | ------ | ----------- | ------- | ------- | ------- | ------- | ------- | -------- | -------- | ----- | ----- |
| 特急しらさぎ       | 名古屋 | 東海道本線← | 0.5本   | 0.5本   | 0.5本   | 0.5本   | 0.5本   | 0.5本    | 0.5本    | 0.5本 | 0.5本 |
| 特急しらさぎ       | 米原   |             | 0.5本   | 0.5本   | 0.5本   | 0.5本   | 0.5本   | 0.5本    | 0.5本    | 0.5本 | 0.5本 |
| 特急サンダーバード | 大阪   | 湖西線←     | 湖西線← | 湖西線← | 湖西線← | 湖西線← | 湖西線← | 湖西線←  | 1-2本    | 1-2本 | 1-2本 |
| 新快速             | 姫路   | 東海道本線← | 1本     | 1本     | 1本     | 1本     | 1本     | 1本      | 1本      | 1本   | 1本   |
| 新快速             | 姫路   | 湖西線←     | 湖西線← | 湖西線← | 湖西線← | 湖西線← | 湖西線← | 湖西線←  | 1本      | 1本   | 1本   |

おおむね、1時間に1 - 2本程度設定されている。敦賀駅に近づくほど列車の本数は少なく、日中は基本的に新快速のみ運転されている。

##### 新快速
北陸本線内では新快速は各駅に停車するが、列車種別は普通には変更せず「新快速」のまま運行される。
新快速は敦賀駅・近江塩津駅・長浜駅のいずれかから発着し、山科駅までの間は東海道本線・山陽本線（琵琶湖線・JR京都線・JR神戸線）または湖西線のいずれかを経由して、姫路駅・山陽本線網干駅・赤穂線播州赤穂駅まで直通運転している。このうち、日中の敦賀駅発着の新快速は湖西線経由で運転されている。ほかに、山陽本線上郡駅から近江塩津駅まで運転される新快速がある。ホーム長の関係から、長浜駅発着は8両だが、敦賀駅・近江塩津駅発着は4両で運転されている。
日中時間帯の敦賀駅発着は湖西線経由のため、長浜駅経由の近江塩津駅発着も1時間に1本程度運行されている。琵琶湖環状線構想の実現として、日中の新快速は湖西線経由の敦賀駅発着の列車と長浜駅経由の近江塩津駅発着の列車同士で対面乗り換えができるようになっている。ほかに、朝と夕方以降では長浜駅発着も運行されている。

##### 快速・臨時快速
快速は敦賀駅 - 京都駅間で1往復（敦賀発は早朝、京都発は夜間）運転されている。2006年10月21日から運転を開始。湖西線経由のため北陸本線は近江塩津駅 - 敦賀駅間のみ運転されており、新疋田駅も含め北陸本線内は各駅に停車する。
2024年3月16日の北陸新幹線の開業により、それまで運転されていた朝の米原行きと夜の米原発の特急「しらさぎ」（米原駅で東海道新幹線と接続）が廃止されたことを受けて、同日よりその代替として米原駅 - 敦賀駅間で臨時快速が運転を開始した。敦賀発は6時台、米原発は22時台で、また途中停車駅はなく、これらはその時間帯で廃止された特急「しらさぎ」のダイヤを踏襲している。JR西日本としては需要の見極めが難しいとの判断で定期列車とはせず臨時列車としたが、当面は毎日運転する。車両は223系または225系の4両編成で、車両側の表示は『臨時』となっている。なお、この列車はハピラインふくい線敦賀駅 - 福井駅間の快速列車と接続している。

##### 普通
普通は、前記の新快速・快速を補完する形で朝と夕方以降に運行される。全区間を走る列車のほか、長浜駅・近江塩津駅発着の区間列車も設定されている。ただし、近江塩津駅 - 敦賀駅間のみを走る普通列車はない。
湖西線と直通運転する近江今津駅発着もあり、多くは敦賀方面との直通である。ただし、敦賀発湖西線経由京都行きの普通も夜19時台に1本あるほか、近江塩津経由（同駅でスイッチバック）の近江今津駅 - 米原駅間の普通も1往復運転されている。また、琵琶湖線から直通運転する京都発長浜行き（平日2本、土曜・休日1本）の普通列車もあるが、その逆の長浜発京都行きは2014年3月15日の改正で消滅した。
琵琶湖線・JR京都線と直通する普通の中には、京都駅または高槻駅以西を快速列車として運転するものもあり、これらは京都駅または高槻駅で普通から快速（大阪方面からはその逆）に種別が変更され、新快速と同じく米原駅を境に列車番号が変わる。なお、現在は京都駅で種別変更する快速は早朝の大阪駅発のみに限られているが、2011年3月11日までは朝5時台の長浜発で京都駅から快速として運転する列車（京都駅 - 大阪駅間は長岡京駅・高槻駅・茨木駅・新大阪駅に停車）も設定されていた。
かつて、米原駅 - 長浜駅間が直流化された直後の日中は、同区間を日中は1時間に大阪方面からの新快速と快速（但し北陸本線内は「普通」）が1本ずつ乗り入れていたが、のち2本とも新快速となり、現在は新快速1本のみとなっている。

#### 敦賀駅 - 金沢駅間（経営移管前）
| 種別＼駅名 | 敦賀  | …     | 福井  | 福井  | …     | 小松  | 小松  | …     | 金沢  |
| ---------- | ----- | ----- | ----- | ----- | ----- | ----- | ----- | ----- | ----- |
| 特急       | 2-3本 | 2-3本 | 2-3本 | 2-3本 | 2-3本 | 2-3本 | 2-3本 | 2-3本 | 2-3本 |
| 普通       | 1本   | 1本   | 1本   |       |       |       | 1本   | 1本   | 1本   |
| 普通       |       |       | 1本   |       |       |       |       |       |       |

##### 普通
日中は敦賀駅 - 福井駅 - 小松駅間で1時間に1本程度、小松駅 - 金沢駅間で1時間に2本程度が運行されていた。敦賀駅 - 金沢駅を直通する列車は2022年3月12日以降、敦賀発の設定がなくなり金沢発のみ毎日2本と非常に少なく、ほとんどの列車が福井駅で乗り換えとなっていた。朝夕のラッシュ時には武生駅・芦原温泉駅で福井駅方面へ、大聖寺駅・美川駅・松任駅で金沢駅方面へそれぞれ折り返す列車も運転されていた。2015年3月13日までは松任駅 - 金沢駅間が平日2.5往復、土曜1.5往復、日曜・祝日は片道1本だったが、14日のダイヤ改正で、土曜は1往復、日曜・祝日は2往復増加している。2017年3月4日のダイヤ改正より、一部列車でワンマン運転が実施されていた。
かつては日中にも武生駅・芦原温泉駅折り返し系統があったが、2010年3月13日のダイヤ改正で武生駅 - 福井駅間の1往復を除いて廃止された。
また、 越前花堂駅 - 福井駅間では越美北線（九頭竜線）の全列車が乗り入れる。かつては芦原温泉発九頭竜湖行き（九頭竜湖駅開業前は勝原行き）の普通列車も存在した。

##### 快速
2021年3月12日以前は、朝4時台の福井発敦賀行きで快速運転が行われていた。1982年11月14日まで急行「くずりゅう」として運転されていた福井発米原行きの早朝1本が快速に格下げされ、のちに何度か普通列車に格下げされたり快速に格上げされたりしながら、2006年の長浜駅 - 敦賀駅間の直流電化への切り替え以降は、敦賀駅で新快速と連絡する上り快速列車として運転されていた。しかし、利用客の減少により2021年3月13日のダイヤ改正で廃止されたため、これにより前述の湖西線直通の快速を除いて北陸本線の快速が全廃された。2024年3月16日のハピラインふくいへの転換後、再び同区間に快速が設定された（朝と夕方以降に下り5本・上り4本。福井発5時台の下り1本と敦賀発23時台の上り1本は2025年3月15日から毎日運転の臨時快速化）。
福井駅 - 金沢駅間においても、かつては快速列車や途中駅から快速運転を行う列車が設定されていた。普通列車が客車で運転されていた1960年代に、福井駅 - 富山駅間で471系電車6両編成による快速「こしじ」がおおよそ1時間おきに運転されていたことがあった（年代によってはうち1往復は特別快速）が、のち普通列車の電車への置き換えにともない廃止となった。その後は都市間を移動する旅客の特急列車利用への移行もあって快速列車の設定は少なく、国鉄時代とJR時代にそれぞれ快速が設定されては廃止されている。ただし両者の性格は異なるものであり、国鉄時代は前述の快速「こしじ」の流れを汲むもので停車駅は福井駅 - 春江駅 - 丸岡駅（一部停車） - 芦原温泉駅 - 大聖寺駅 - 加賀温泉駅 - 動橋駅 - 粟津駅 - 小松駅 - 寺井駅 - 美川駅 - 松任駅 - 金沢駅と全区間で快速運転されていたのに対し、JR発足後に設定された快速は福井駅 - 小松駅間が各駅停車で小松駅 - 金沢駅間は途中美川駅と松任駅に停車する都市近郊型の区間快速的な性質の列車となり、小松駅 - 金沢駅間運転の普通列車とセットで運転されていた。またラッシュ時には寺井駅や西金沢駅にも一部の快速が停車していた。IRいしかわ鉄道線へ移管後の2025年3月15日のダイヤ改正で、JR時代に廃止されて以来22年ぶりに金沢駅 - 大聖寺駅間に快速が朝夕に設定された。停車駅は金沢駅・松任駅・能美根上駅と小松駅 - 大聖寺駅の各駅。運行本数は朝に金沢行き1本、夕方に大聖寺行き1本で、うち金沢行きは小松駅で後続の始発普通列車に接続し、松任駅で先行普通列車を追い抜く。

#### 金沢駅 - 直江津駅間（経営移管前）
| 種別＼駅名 | 金沢 | …   | 津幡 | 津幡 | … | 高岡 | 高岡 | …   | 富山 | 富山 | … | 直江津 |
| ---------- | ---- | --- | ---- | ---- | - | ---- | ---- | --- | ---- | ---- | - | ------ |
| 普通       | 1本  | 1本 | 1本  |      |   |      | 1本  | 1本 | 1本  |      |   |        |
| 普通       | 1本  |     |      |      |   |      |      |     |      |      |   |        |
| 普通       |      |     |      |      |   |      |      |     | 1本  |      |   |        |

##### 普通
2014年10月18日のダイヤ修正時点で、この区間の普通列車は金沢駅・富山駅（一部は高岡駅発着） - 黒部駅・泊駅・糸魚川駅間の普通列車、金沢駅・高岡駅 - 富山駅間、富山駅 - 直江津駅間の運行や、直江津発金沢行きが基本となる（金沢発直江津行きの普通列車は2014年3月15日のダイヤ改正で消滅している）。そのほか、早朝に青海始発の直江津行きが1本ある。かつては糸魚川駅 - 直江津駅間や直江津発青海行きなどの普通列車もあった。金沢駅 - 津幡駅間では七尾線の全列車が乗り入れる。そのため、金沢駅 - 津幡駅間・高岡駅 - 富山駅間は列車の本数が比較的多いが、富山駅を過ぎると新潟県に近づくにつれて運転本数が減り、糸魚川駅 - 直江津駅間は1 - 2時間間隔と北陸本線内のなかでは最も本数が少なかった。
日中時間帯の一部車両の余力を活用して、新型車両521系電車による運転が2012年3月17日より金沢駅 - 富山駅間で始まり、日中のほとんどの列車が富山駅で運転系統が分断された。日中時間帯（10 - 15時台）は1時間あたり金沢駅 - 津幡駅間で2 - 3本程度、津幡駅 - 富山駅 - 泊駅間で1本（高岡駅 - 富山駅間は1 - 2本程度）列車の本数が確保されている。ただし、日中の運行系統・運転本数は一部時間帯・曜日・区間によって例外もあった。
また、平日・土曜日の朝には城端線城端駅から富山駅までの片乗り入れがある。反対に、富山駅から城端駅まで乗り入れる列車は2001年3月3日以降ない。城端線直通列車はかつて東富山駅発着であった時期がある。また、氷見線から乗り入れる列車や信越本線と直通運転する長岡駅発着の普通列車などもあった。

##### 快速「ホリデーライナーかなざわ」
2014年10月18日時点で、土曜日・休日に快速「ホリデーライナーかなざわ」が富山駅 → 金沢駅間で1本が設定されていた。金沢駅 - 富山駅間を走る快速列車の停車駅は国鉄時代から変更されていなかった。
普通列車が客車で運転されていた1960年代に、福井駅 - 富山駅間で電車6両編成による快速「こしじ」がおおよそ1時間おきに運転されていたことがあったが、のち普通列車の電車への置き換えにともない廃止となった。その後は都市間を移動する旅客の特急列車利用への移行もあって快速列車の設定は少なかったが、2007年3月18日のダイヤ改正では、久々に快速列車が設定された。2006年11月に開業した商業施設金沢フォーラスへの買い物客の利用を見込み、土曜日・休日の午前中に富山発金沢行上り2本が「ショッピングトレイン」として新設された。このうち1本は以前からも休日のみ運転の快速列車（後に普通列車に降格）として同区間を往復する形ですでに設定されていたが、2004年3月6日に同区間を運行する高速バス「金沢 - 富山線」が設定され利用客の流出が起こったため、当該列車の快速列車への再昇格および増発に踏み切った経緯がある。停車駅は、富山駅・小杉駅・高岡駅・福岡駅・石動駅・津幡駅・金沢駅で、時刻表には列車名が記載されていないが、専用のヘッドマークが掲示された。なお、金沢駅構内に新たな商業施設として金沢百番街「くつろぎ館」がオープンした2007年5月26日からは列車名を「ホリデーライナーかなざわ」に変更し、ヘッドマークも新規のものが掲示された。2010年3月20日には金沢市内を出発し砺波市を経て高岡市内を結ぶ高速バス「金沢 - 高岡線」が運行されたことに伴ってか、この列車も1本に減便され、ヘッドマークも使われなくなった。その後も列車名は時刻表などには掲載されているものの駅や車内アナウンスでは単に「快速金沢行」と発せられることが多かった。

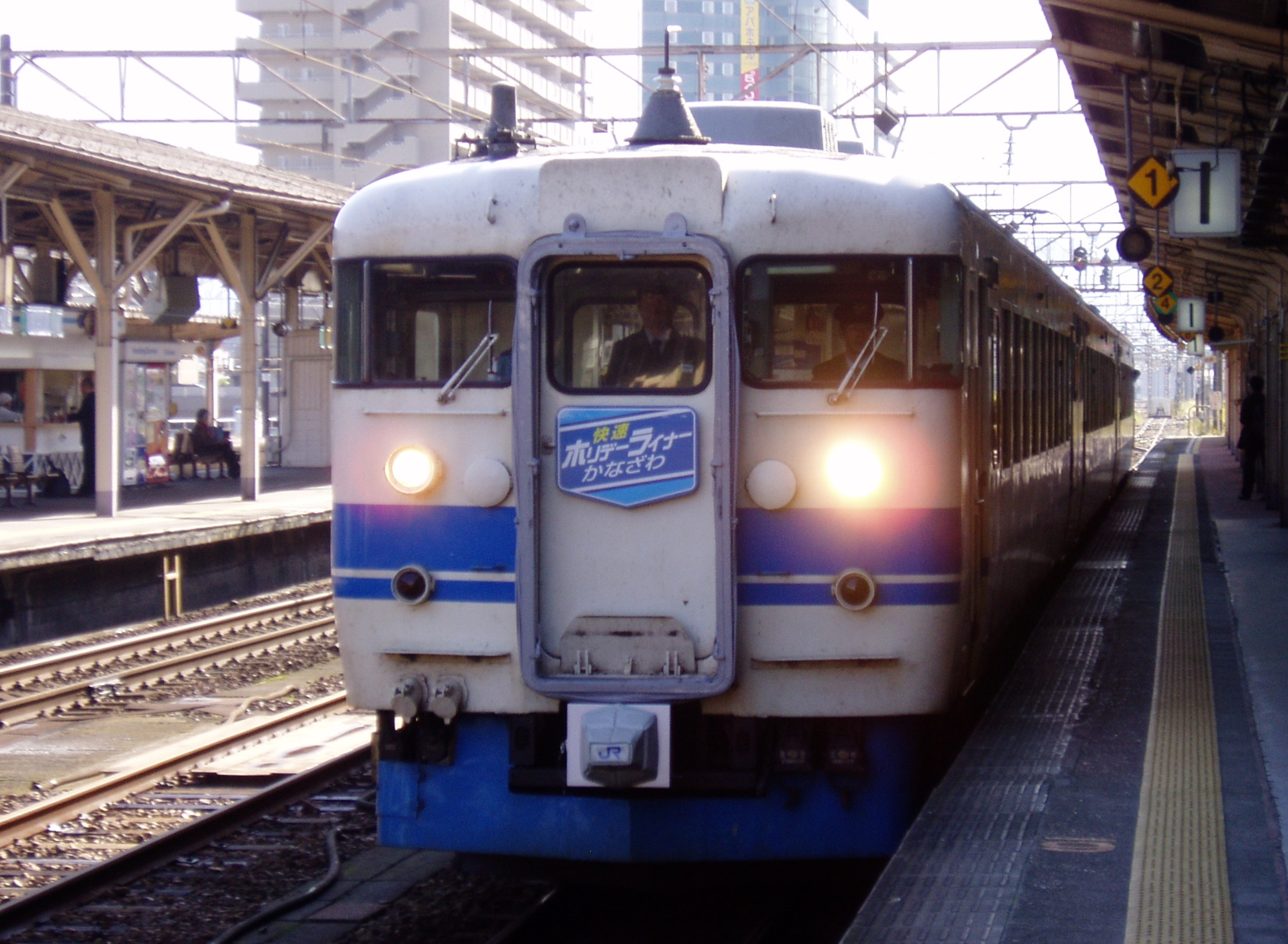
富山駅1番のりばに到着する快速列車（2007年10月21日）

富山駅 - 直江津駅間においても、かつては快速列車や途中駅から快速運転を行う列車が設定されていた。

#### 普通列車の列車番号
原則として、始発駅によって列車番号が決まる。米原駅 - 敦賀駅間を始発駅とする列車は下り電車が121、上り電車が120の順番に付番され、末尾にMが付く。
前述したように、北陸本線内で完結する列車と新快速および東海道本線（琵琶湖線）方面から直通する普通との間で列車番号の奇数・偶数が逆になっている。

### 貨物輸送
日本海縦貫線の一部である北陸本線では、貨物輸送が盛んである。大半の貨物列車はEF510形電気機関車が牽引するコンテナ車で編成された高速貨物列車である。南福井駅でコンテナ貨物の取扱をしている。
貨物支線である敦賀駅 - 敦賀港駅間では1往復の高速貨物列車が運行されていたが、2009年4月1日から運行休止となった。
かつては多くの駅で小口扱いの貨物を扱っており、またセメントや石油など多くの専用貨物施設も線内に点在していた。私鉄への直通（社線連絡運輸）も多く、武生駅（福井鉄道）・福井駅（京福電気鉄道）・西金沢駅（北陸鉄道）には貨物取扱駅コードも割り当てられていた。現在は小口扱い駅や社線連絡は消滅している。

### 過去の列車
以下の各項目を参照。
- ダイナスター
- おはようエクスプレス・おやすみエクスプレス
- 雷鳥・スーパー雷鳥・おわら
- 白鳥（大阪駅 - 青森駅間で運転されていたもの）
- しらゆき
- ゆのくに・立山・加賀・越前・越山
- 日本海
- トワイライトエクスプレス
- つるぎ
- きたぐに
- シュプール号
- ゆぅトピア和倉
- 奥能登・能登路
- あさしお・はしだて・わかさ（小浜線直通列車）
- 加越・きらめき
- 兼六・くずりゅう
- SL北びわこ号
- ひだ（高山本線・東海道本線内では運転中）
- こがね・しろがね・加越・のりくら（高山本線直通列車）
- 白山
- 北陸
- 黒部・越前・能登
- はくたか
- 北越・かがやき
- 白馬

なお、「かがやき」「はくたか」「つるぎ」は北陸新幹線の列車名として使われている。

## 使用車両

### 現用車両
北陸本線では、全列車がJR西日本の車両によって運転され、以下の車両が使用されている。

#### 優等列車
詳細は各列車記事を参照
- 電車
  - 681系 - JR西日本吹田総合車両所所属（特急「サンダーバード」「しらさぎ」）
    - 「サンダーバード」は12両増結時のみ運用。

  - 683系 - JR西日本吹田総合車両所所属（特急「サンダーバード」「しらさぎ」）

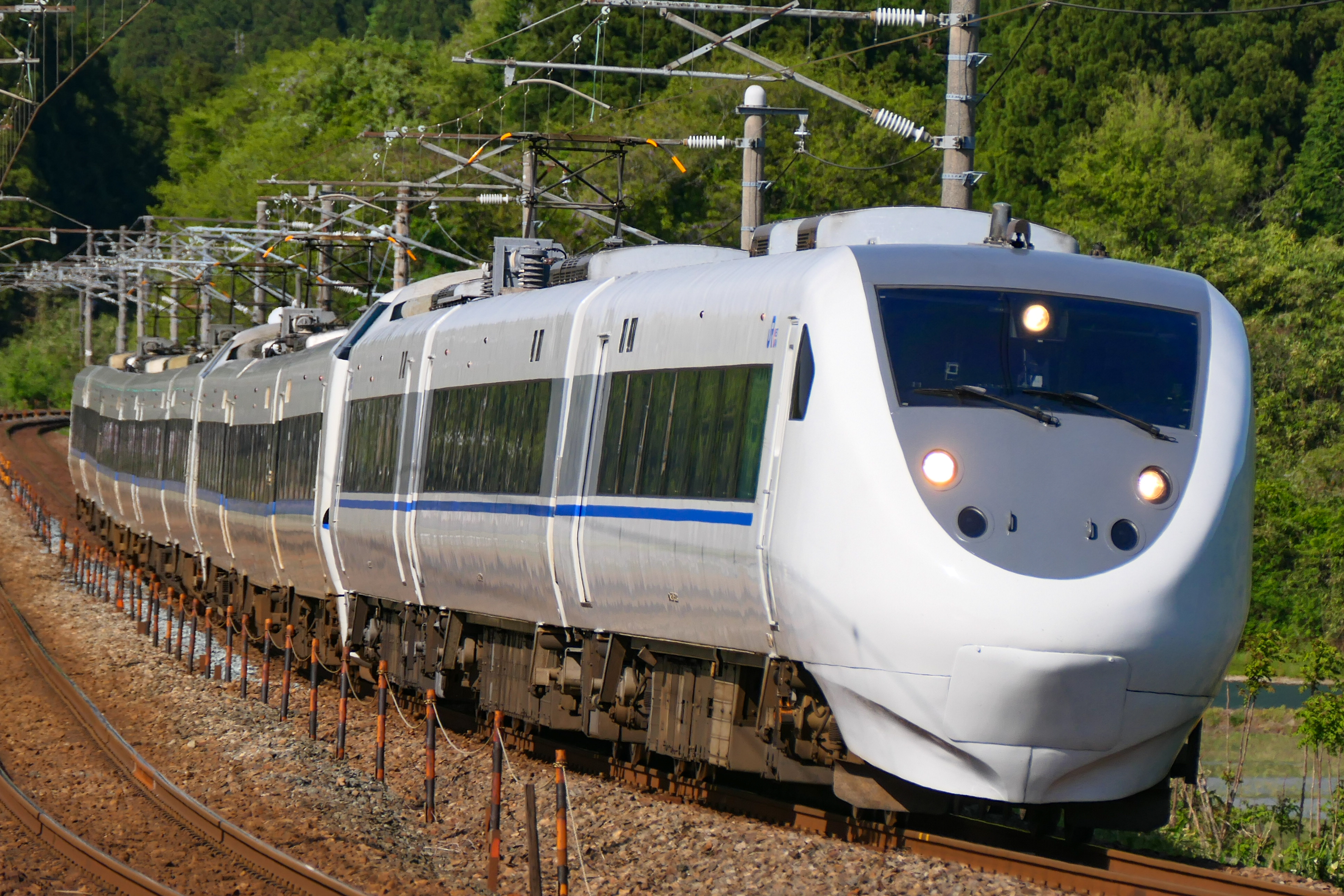
681系
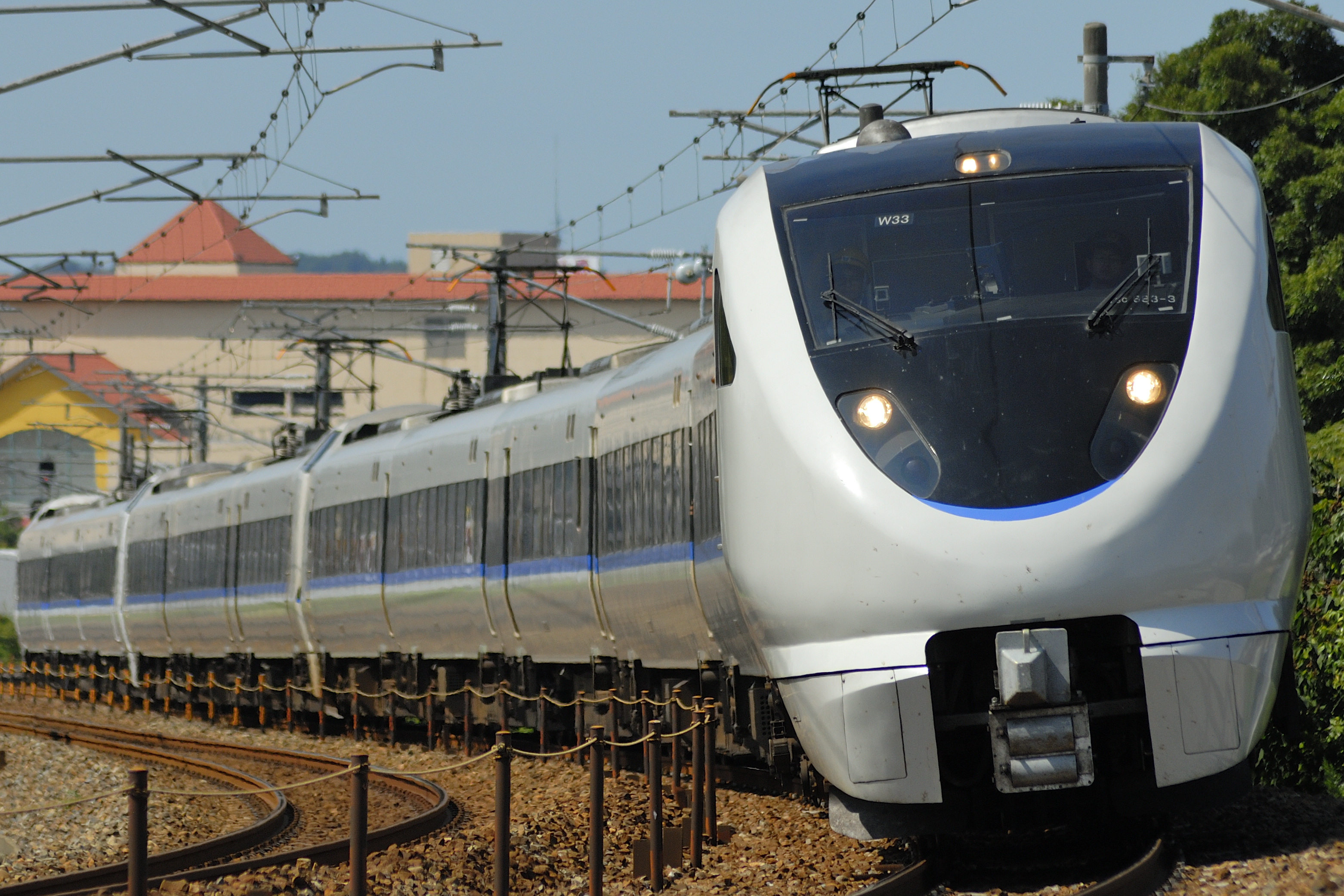
683系0番台
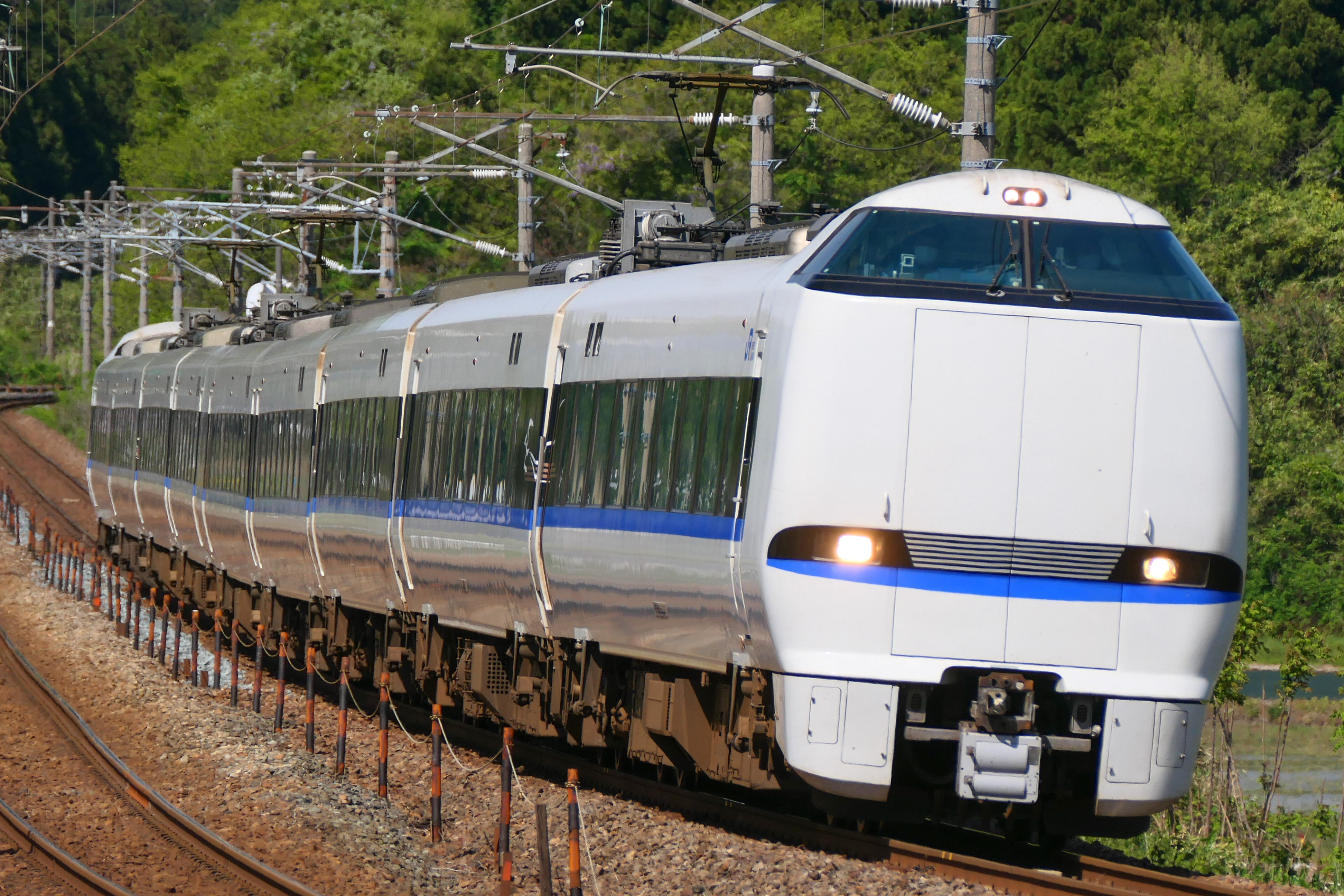
683系4000番台
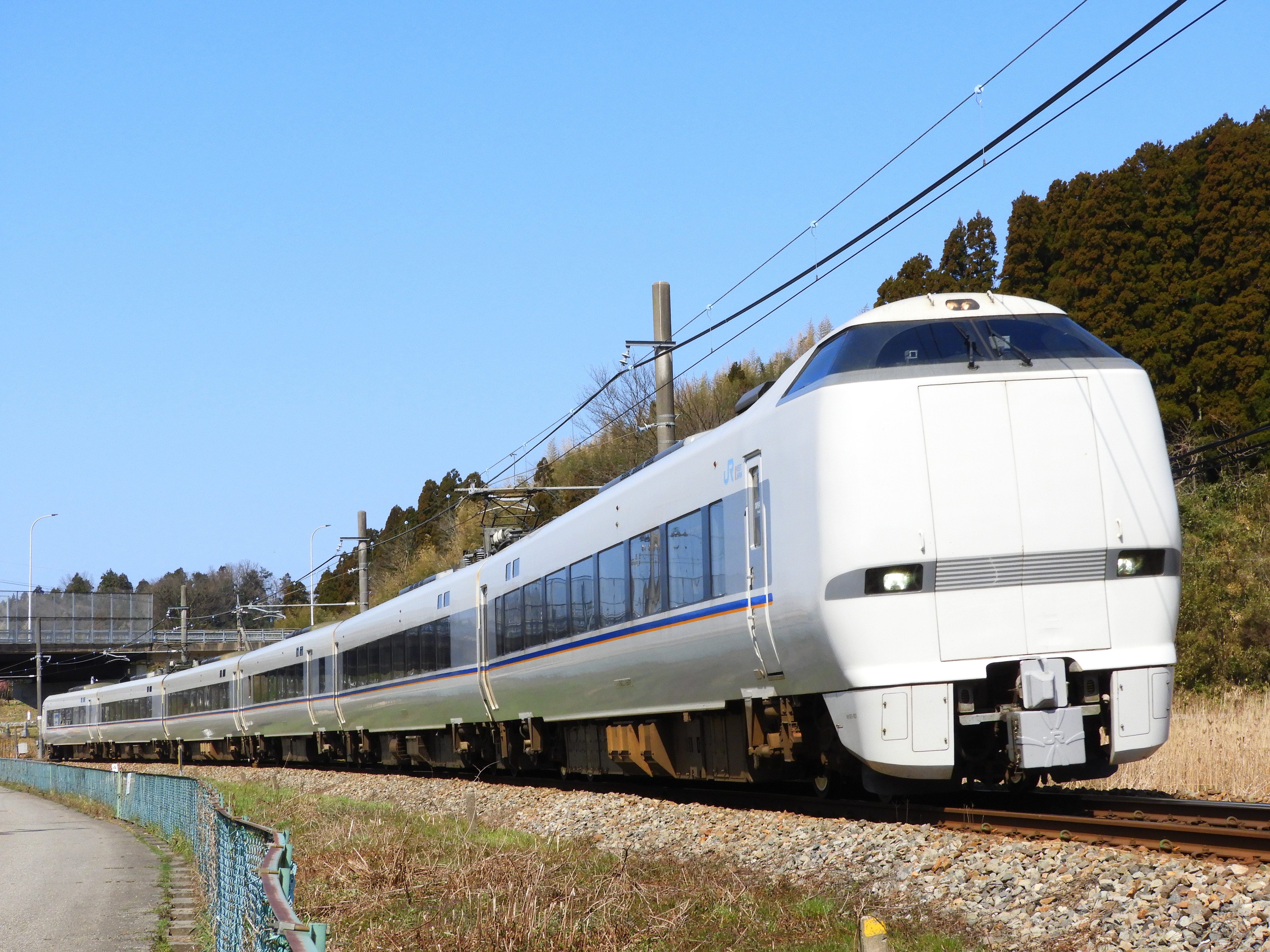
683系8000番台

#### 普通列車
- 電車

  - 223系1000番台・223系2000番台 - 網干総合車両所所属
  - 225系0番台・225系100番台 - 網干総合車両所所属
    - 223系1000番台および2000番台と225系0番台および100番台の各電車は全区間で新快速・快速・普通列車として運用されている。ただし、ホーム有効長が米原駅 - 長浜駅間は8両、長浜駅 - 敦賀駅間は4両に制限されるため、北陸本線内では12両編成で運転されることはない。その関係で、近江塩津駅・敦賀駅発着列車は米原駅 - 近江塩津駅・敦賀駅間と近江今津駅 - 近江塩津駅・敦賀駅間で4両編成での運転となっている。ワンマン運転は実施されていない。東海道本線内とは異なり、北陸本線内では客用ドアの開閉は押しボタンによる半自動ドア扱いとなる。

  - 521系 - 敦賀地域鉄道部所属
    - 2024年3月16日現在、全区間で普通列車として運用されている。原則として2両でのワンマン運転である。客用ドアの開閉は2011年4月1日以降より、年間を通じて押しボタンによる半自動扱いとなった。過去の運用についてはJR西日本521系電車#車両配置と運用線区を参照。

223系などの直流専用車両と交直両用車両の521系との間で、優先座席の位置が逆転している。

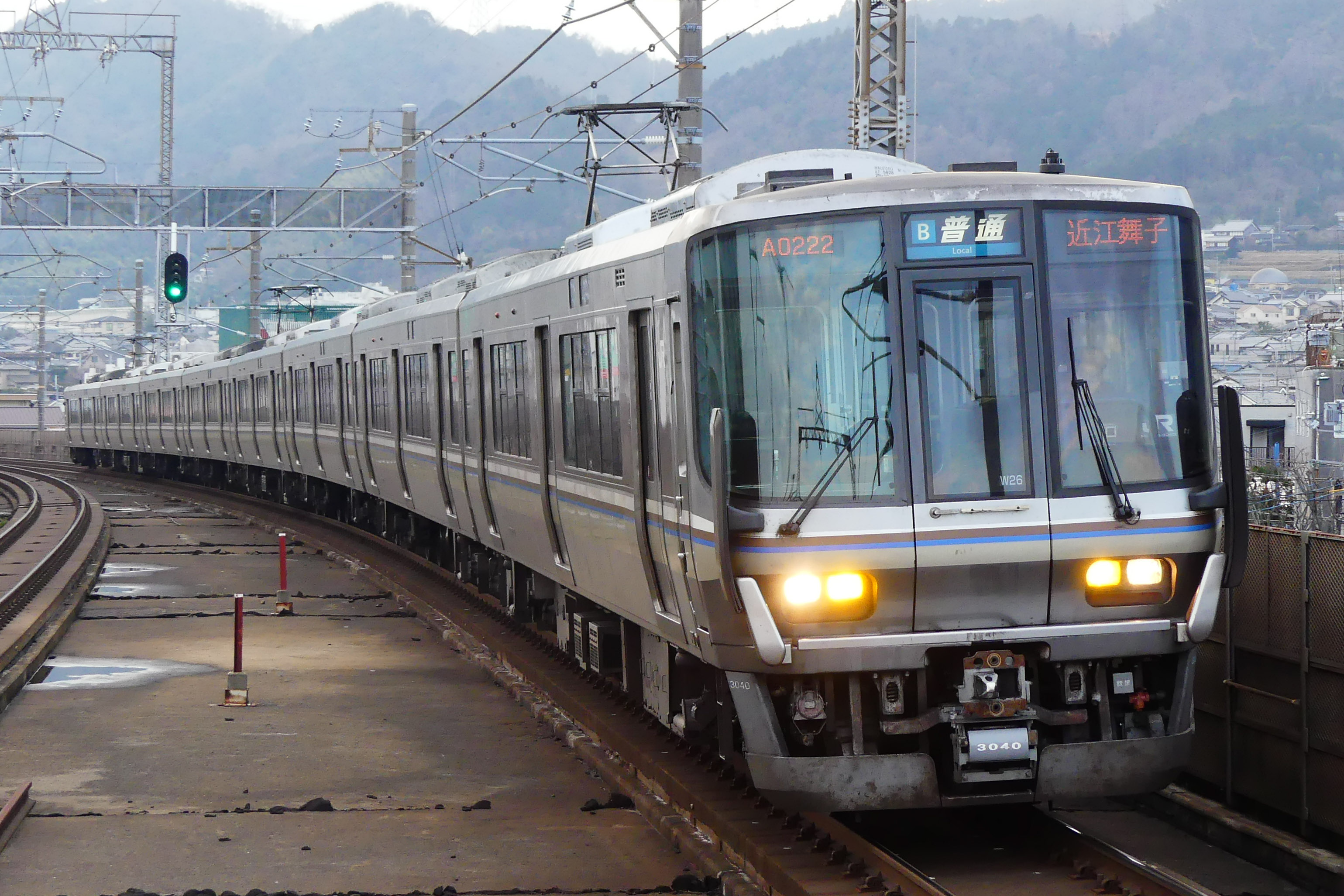
223系2000番台
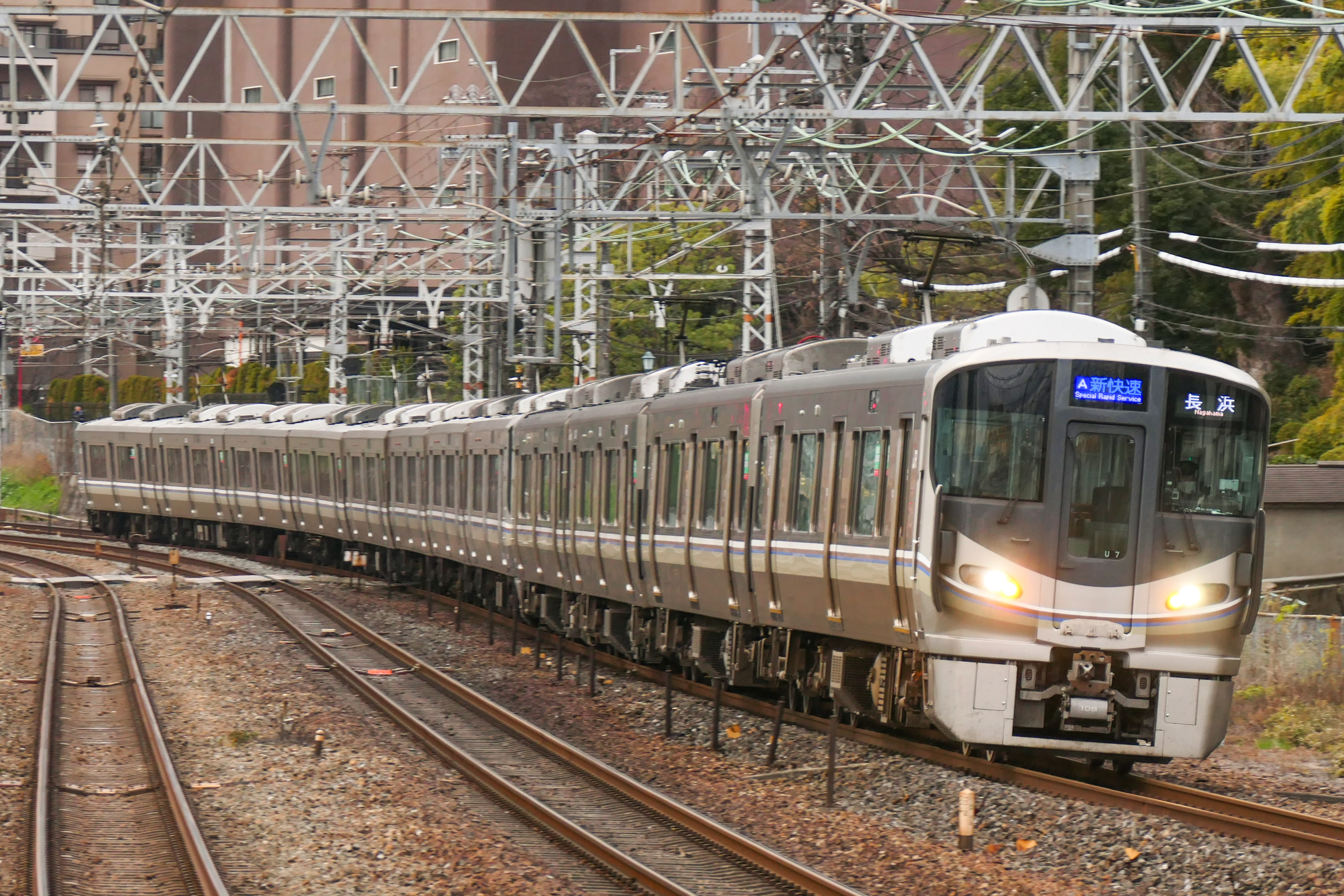
225系100番台
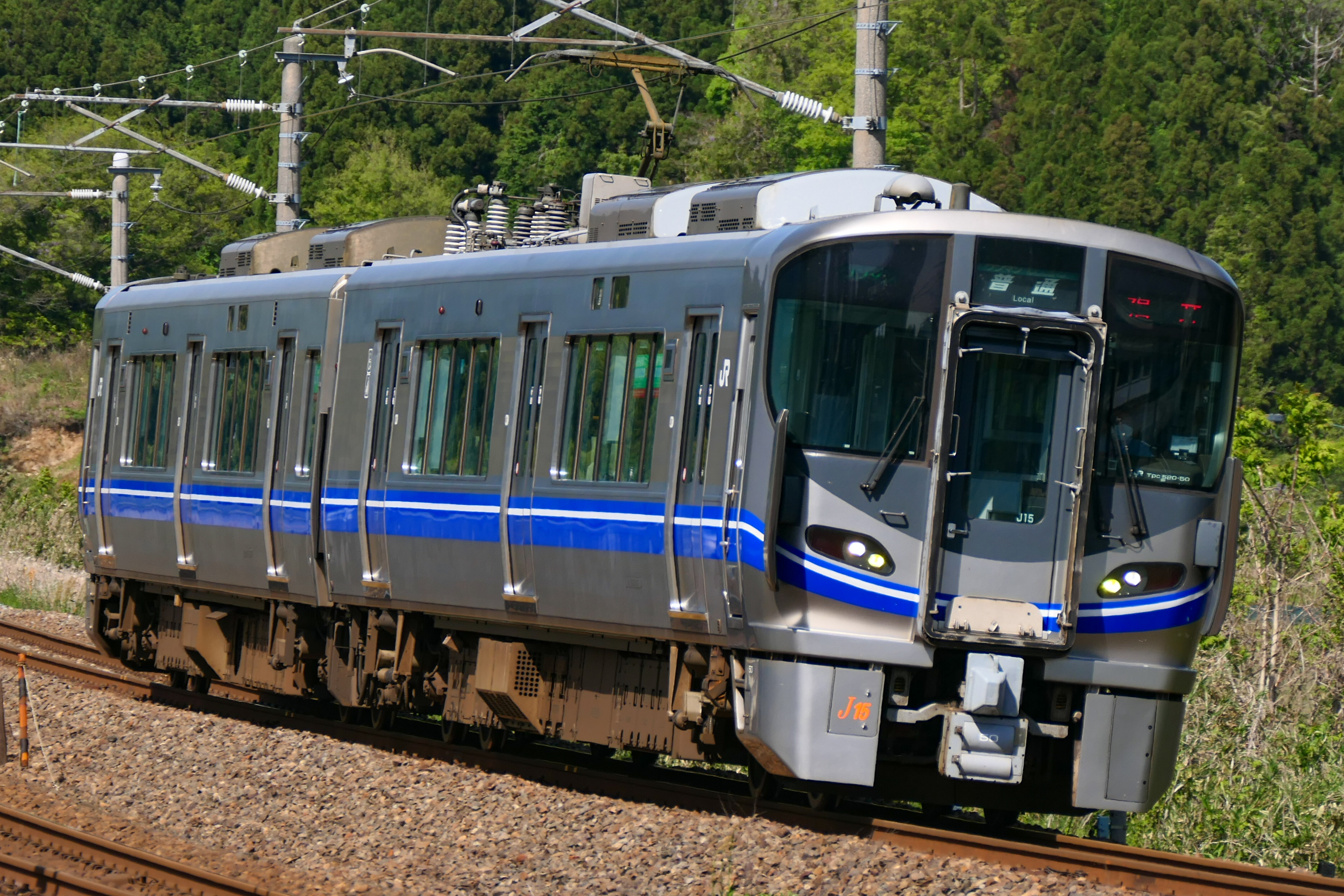
521系

### 過去の車両
- 蒸気機関車
  - D50形 - 晩年はE10の後継機として米原駅 - 田村駅間の交直中継用に充当。
  - D51形
  - E10形 - 米原駅 - 田村駅間の交直中継用。
  - C56 160 - JR西日本梅小路運転区所属（「SL北びわこ号」）- 2018年5月27日に本線運転を終了。
  - C57 1 - JR西日本梅小路運転区所属（「SL北びわこ号」）
  - D51 200 - JR西日本梅小路運転区所属（「SL北びわこ号」）
- ディーゼル機関車
  - DD50形 - DF50の配備後は米原駅 - 田村駅間の交直中継用に充当。
  - DF50形
  - DD13形
  - DD14形
  - DD15形
  - DE10形 - 米原駅 - 田村駅間の交直中継、金沢総合車両所の入換用。
  - DE11形
- 電気機関車
  - ED70形
  - ED74形 - 1962年（昭和37年）から1968年（昭和43年）まで。
  - EF70形
  - ED30形 (2代目) - 米原駅 - 田村駅間の交直中継用。
- 電車
  - 125系 - 普通列車（米原駅 - 敦賀駅間）
  - 221系 - 普通列車（米原駅 - 長浜駅間。2000年までは新快速でも運用。2022年3月改正時点では米原駅 - 長浜駅間の下り終電で使用されていたが2024年2月を以って運用を終了）
  - 413系 - 普通列車
  - 415系 - 急行「能登路」[204]、普通列車
  - 471・475・457系 - 急行「ゆのくに」「立山」「加賀」「つるぎ」「くずりゅう」[204] 「兼六」[205] など、普通列車
  - 419系 - 普通列車
  - 485系 - 特急「雷鳥」「スーパー雷鳥」「白鳥」「北越」「かがやき」「はくたか」「おはようエクスプレス」[204] 「しらさぎ」[205] 「加越」「きらめき」[204]
  - 489系 - 特急「白山」「雷鳥」「北越」「はくたか」（1969-1982年）[204] 「しらさぎ」[205]、急行「能登」[204]
  - 583系 - 特急「雷鳥」[204]、急行「立山」「きたぐに」[204]
  - 683系2000番台（元「しらさぎ」編成）[注釈 14] - 「しらさぎ」[205]
- 気動車
  - キハ120形 - 越美北線（九頭竜線）からの普通直通列車
  - キハ40・47形 - 普通列車
  - キハ58系 - 急行「ひだ」「のりくら」「こがね」「しろがね」「大社」[205] 「ゆのくに」「きたぐに」「奥能登」「越後」「能登路」「白馬」[204] など
  - キロ65形（ゆぅトピア） - 特急「ゆぅトピア和倉」[204]
  - キハ80系 - 特急「白鳥」「はくたか」（1965-1969年） [204]「ひだ」[205]
- 客車
  - 20系 - 寝台特急「北陸」「つるぎ」「日本海」[204]
  - 12系 - 急行「きたぐに」[204]「SL北びわこ号」
  - 14系 - 寝台特急「北陸」「日本海」[204]、急行「きたぐに」「能登」[204]
  - 24系 - 寝台特急「つるぎ」「日本海」「トワイライトエクスプレス」[204]
  - 一般形 - 急行、普通列車、夏季北海道向け貸出[注釈 15] など。
    - 32系
    - 35系
    - 43系
    - 10系
    - 60系など。

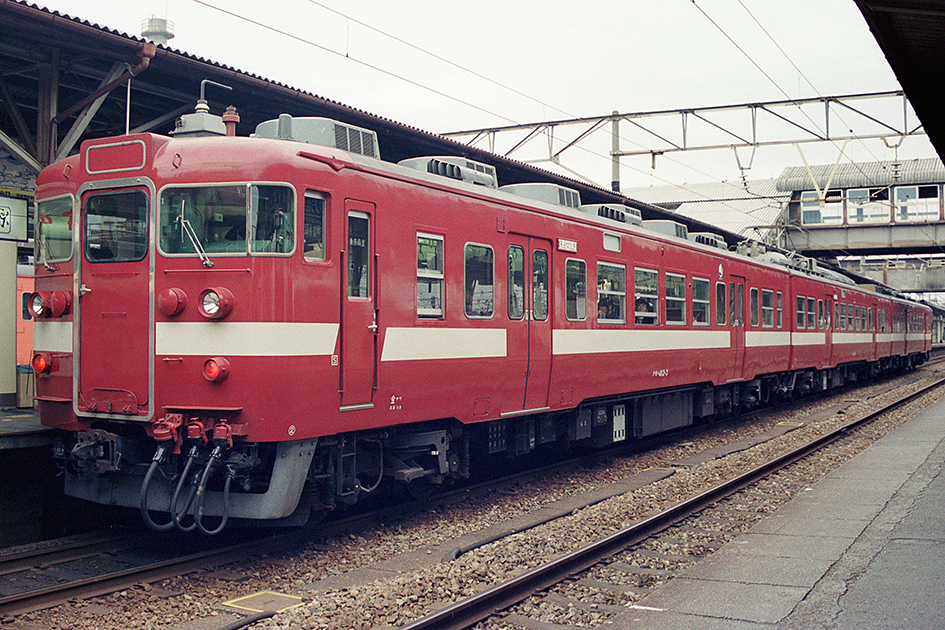
413系
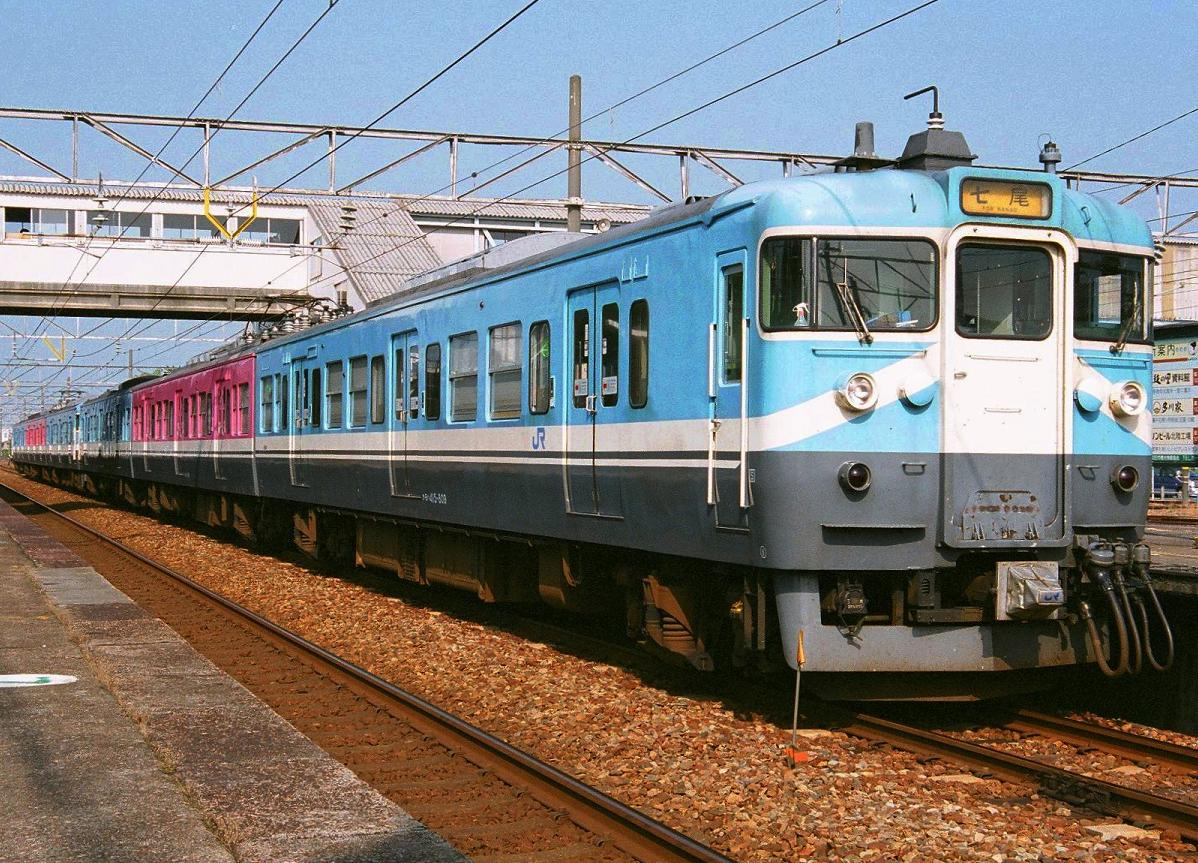
415系
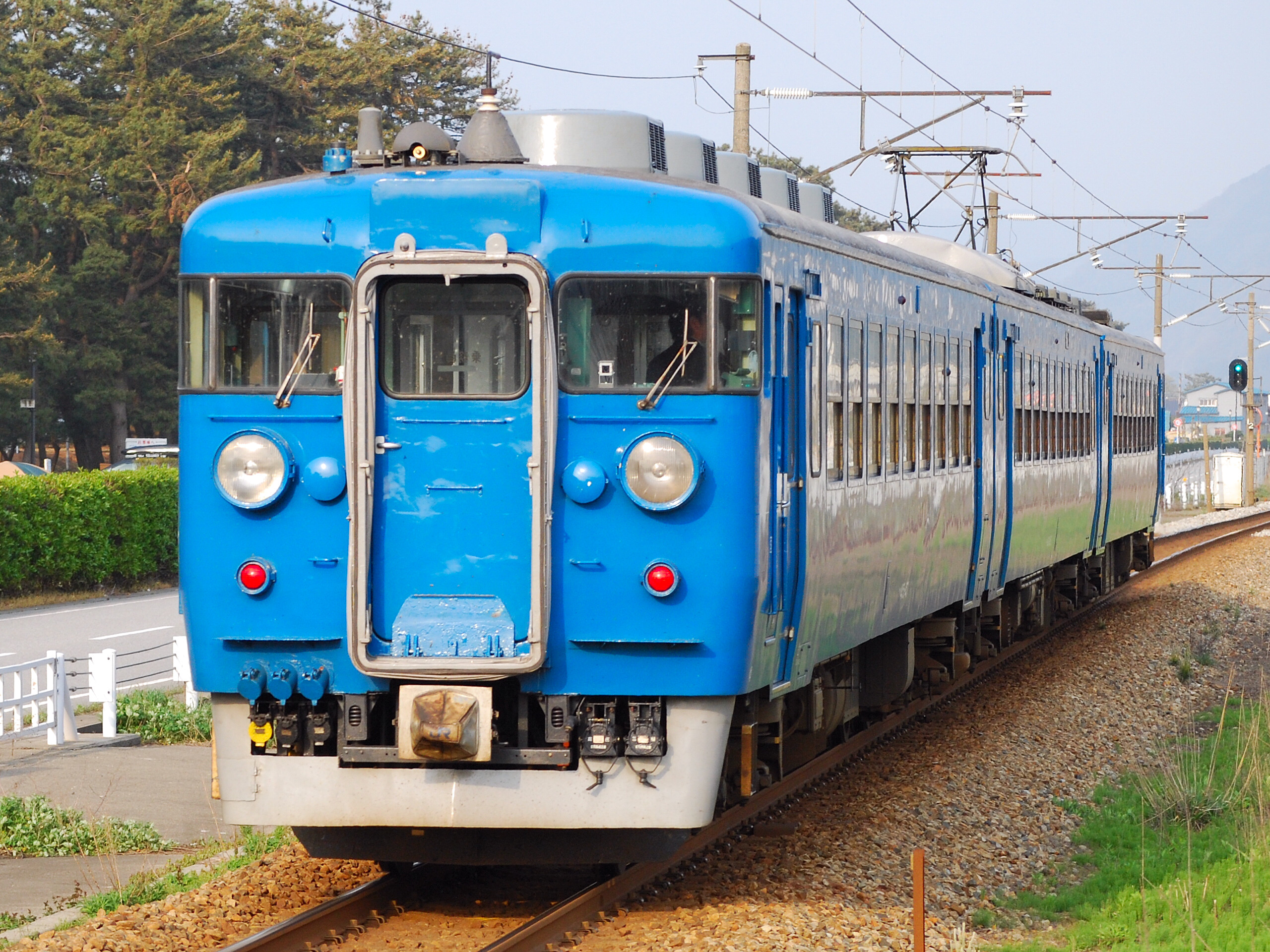
471・475・457系
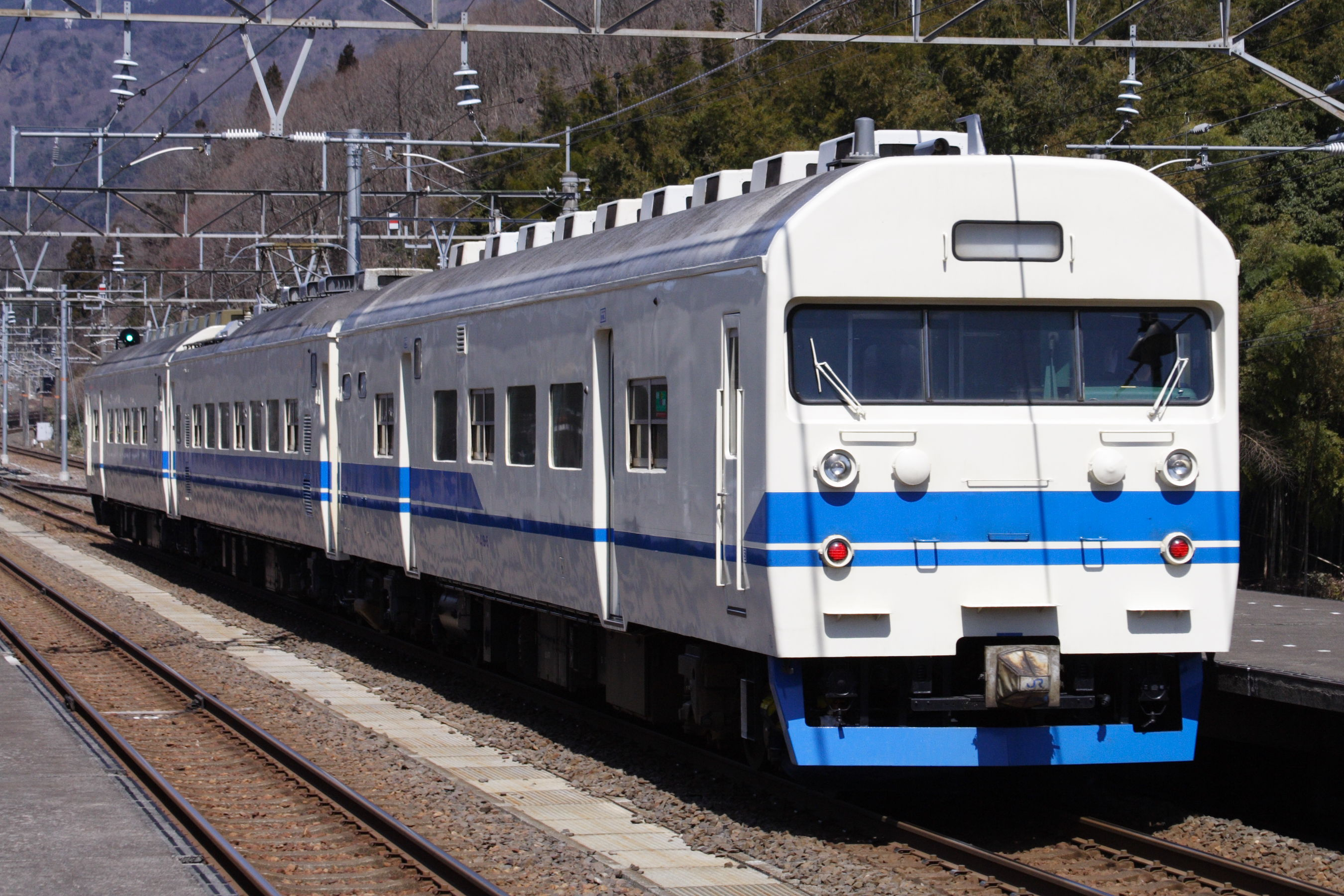
419系
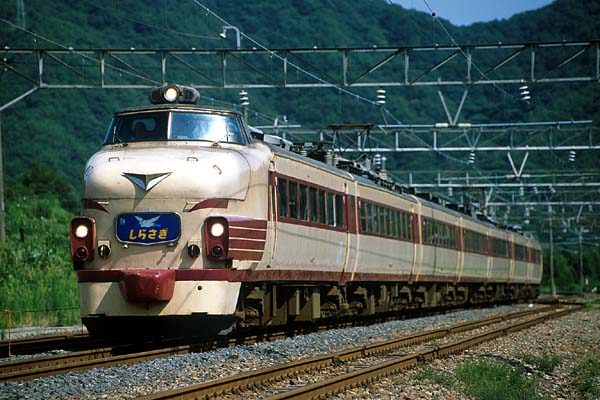
485系
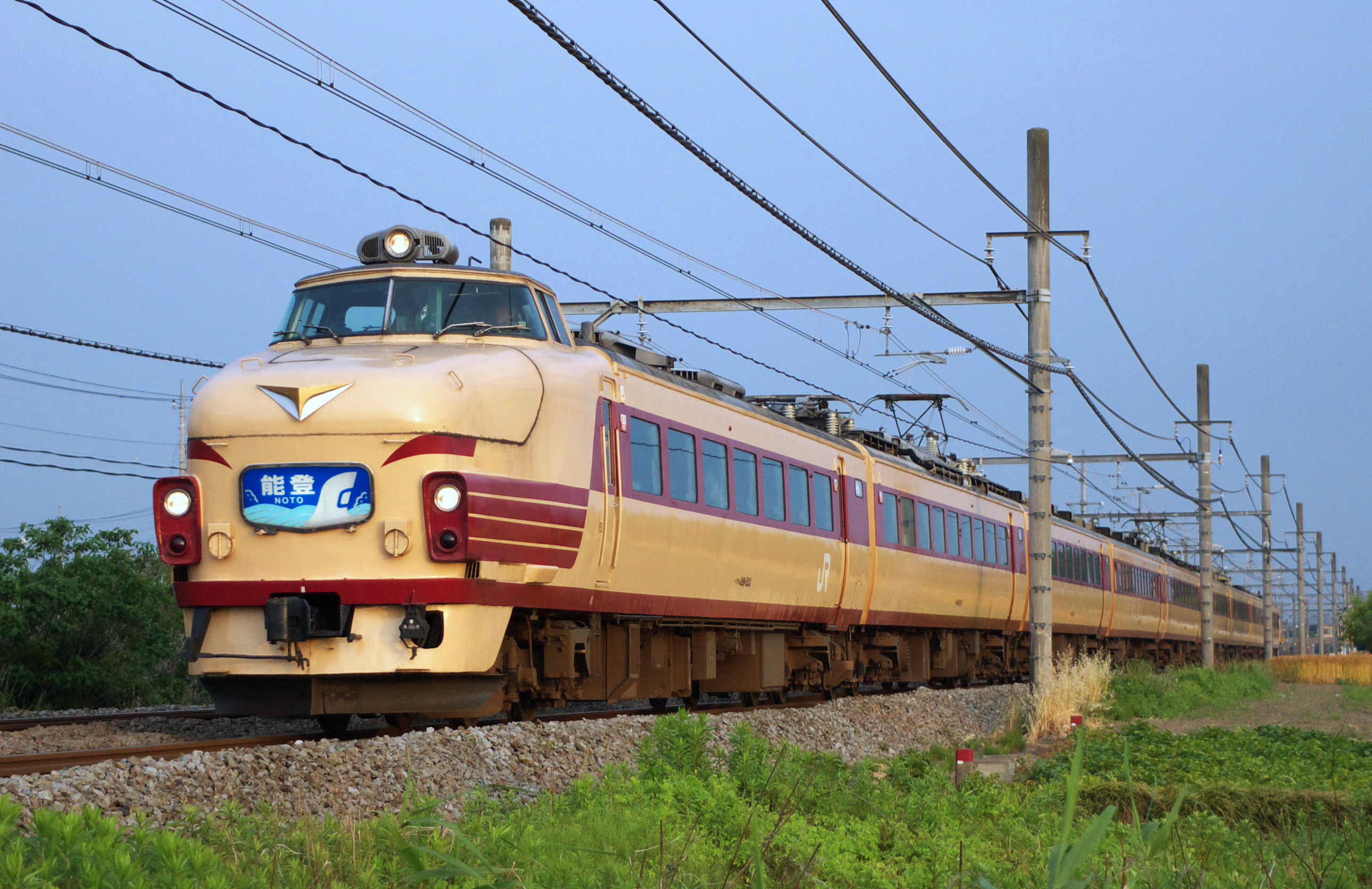
489系
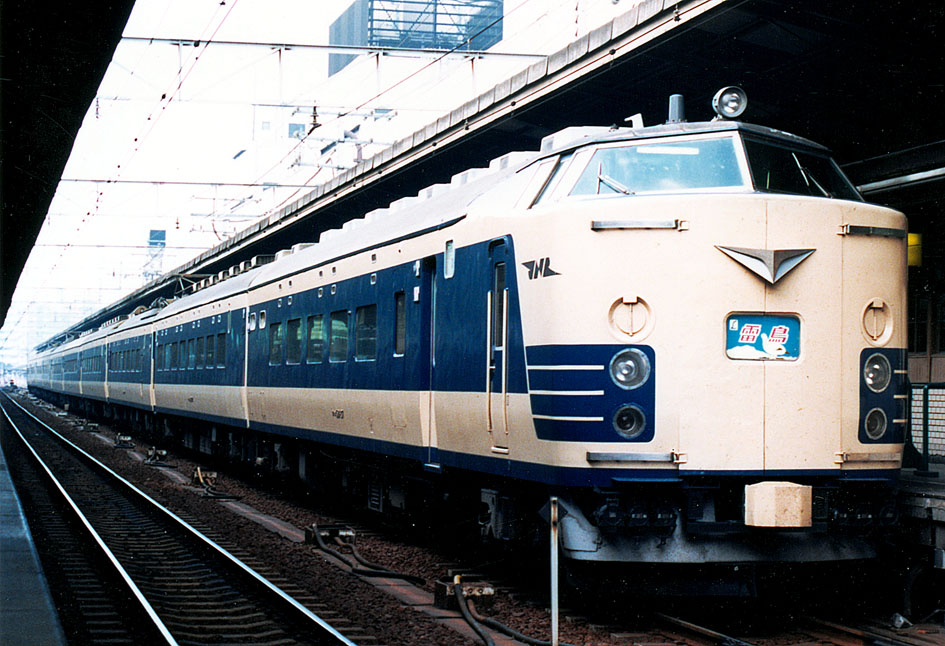
583系
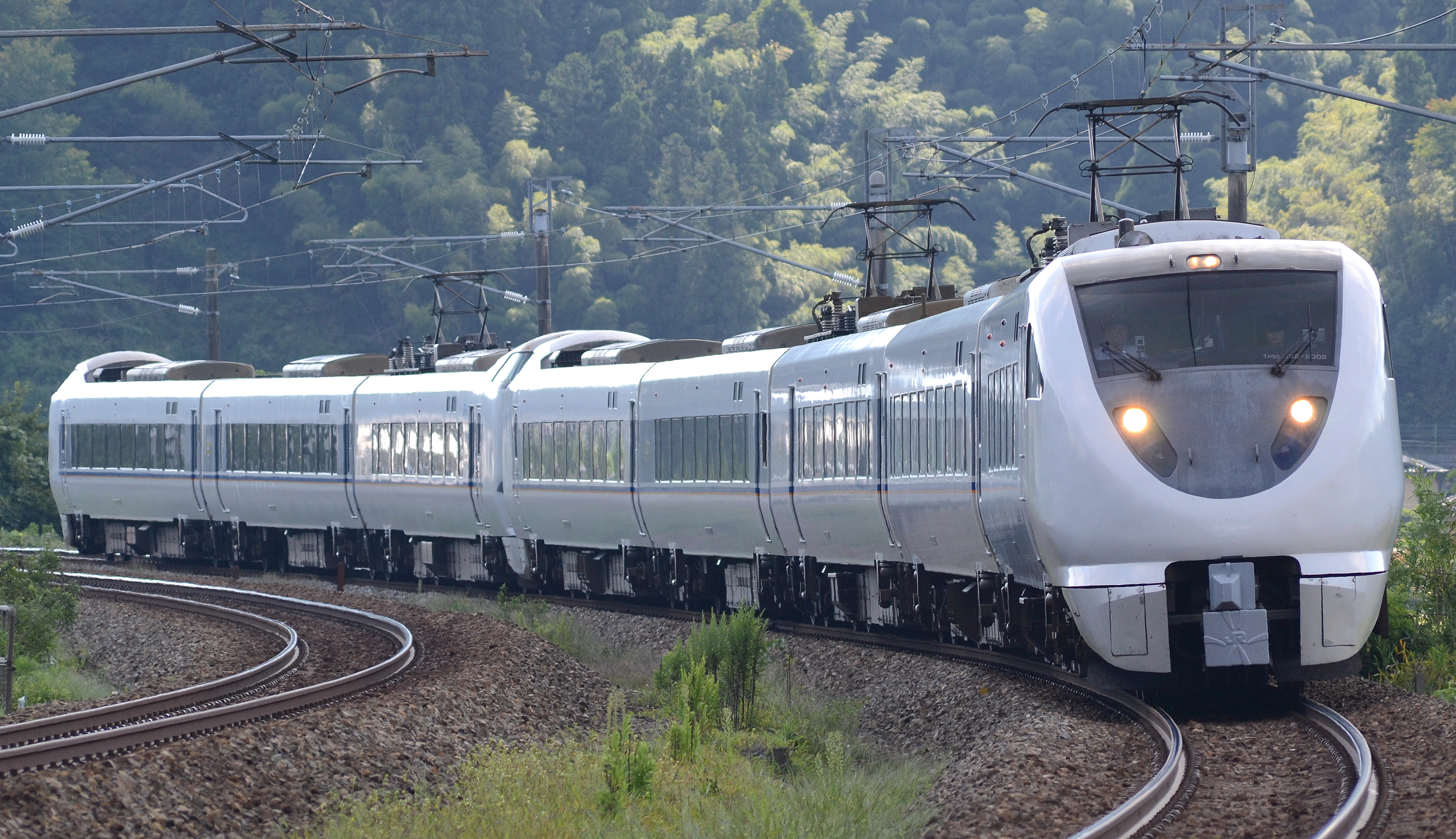
683系2000番台
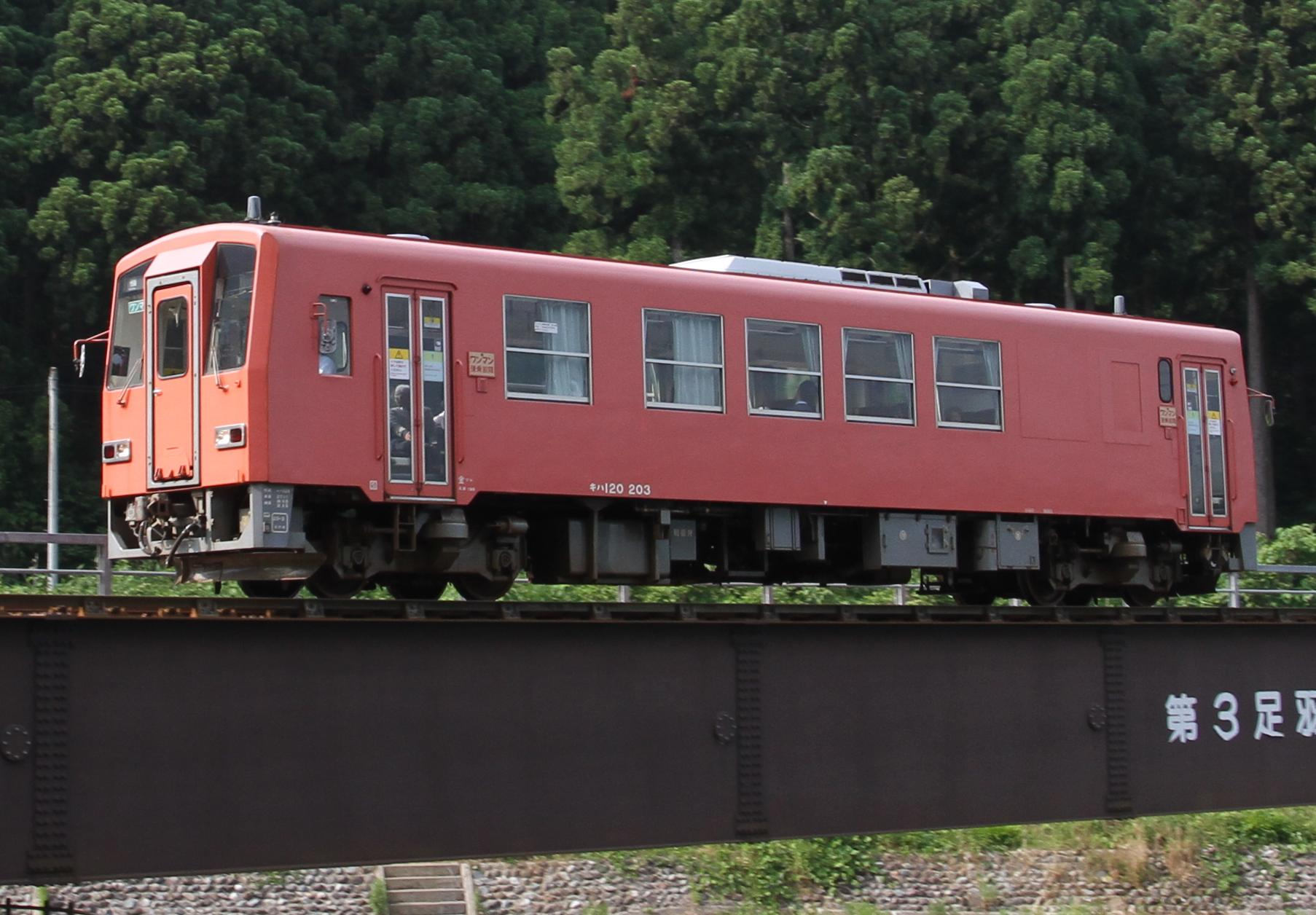
キハ120形
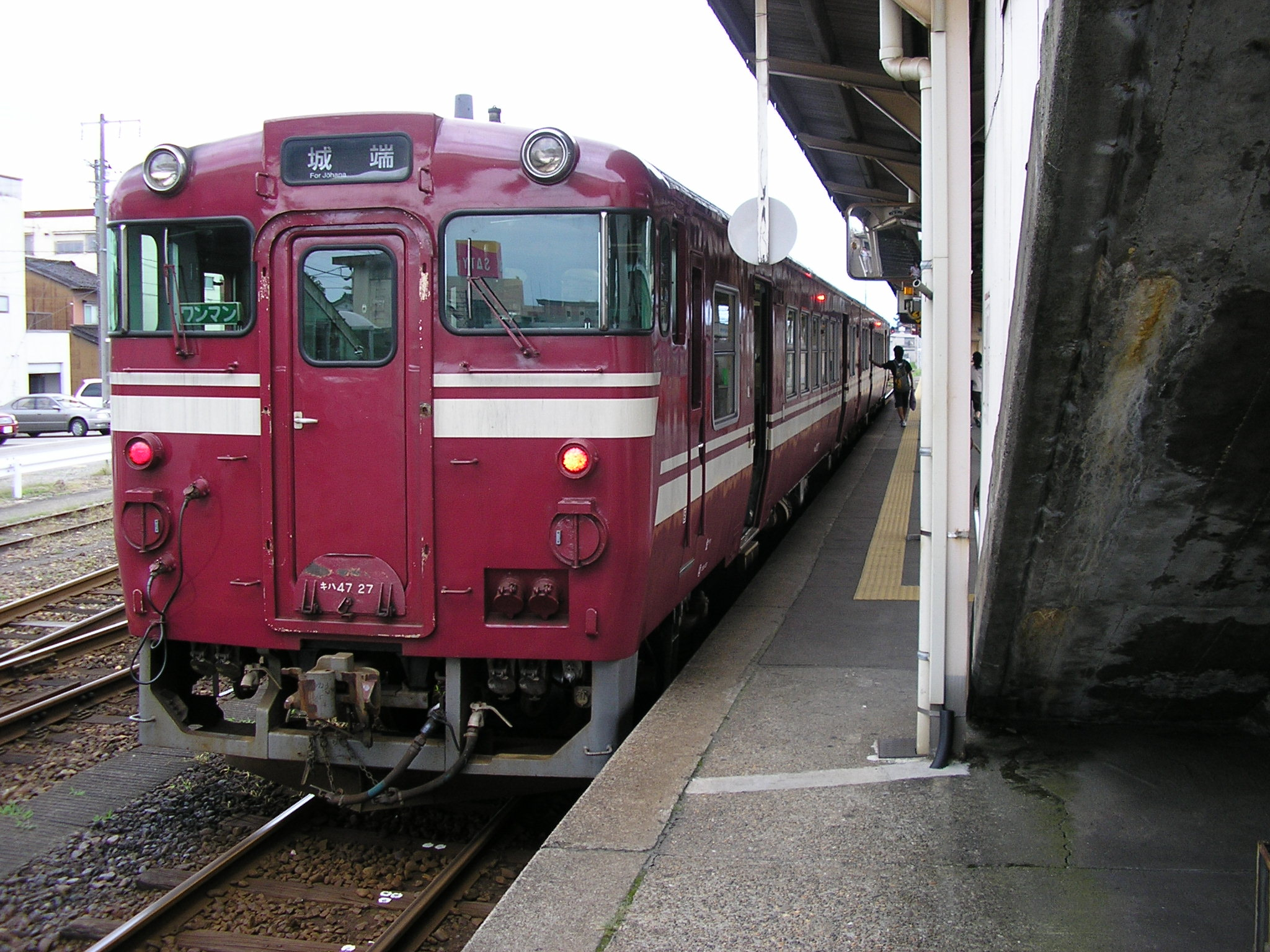
キハ40・47形
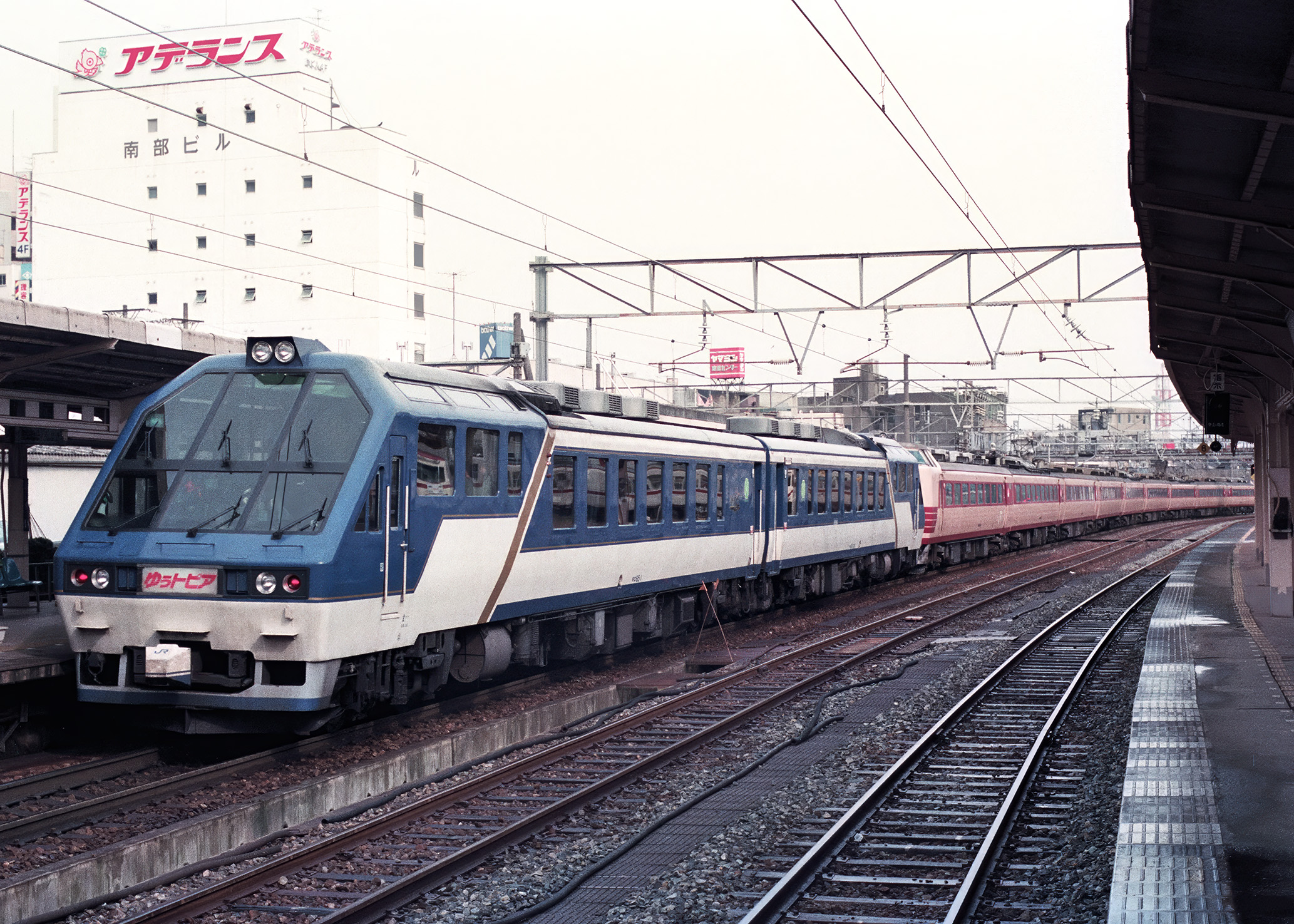
キロ65形
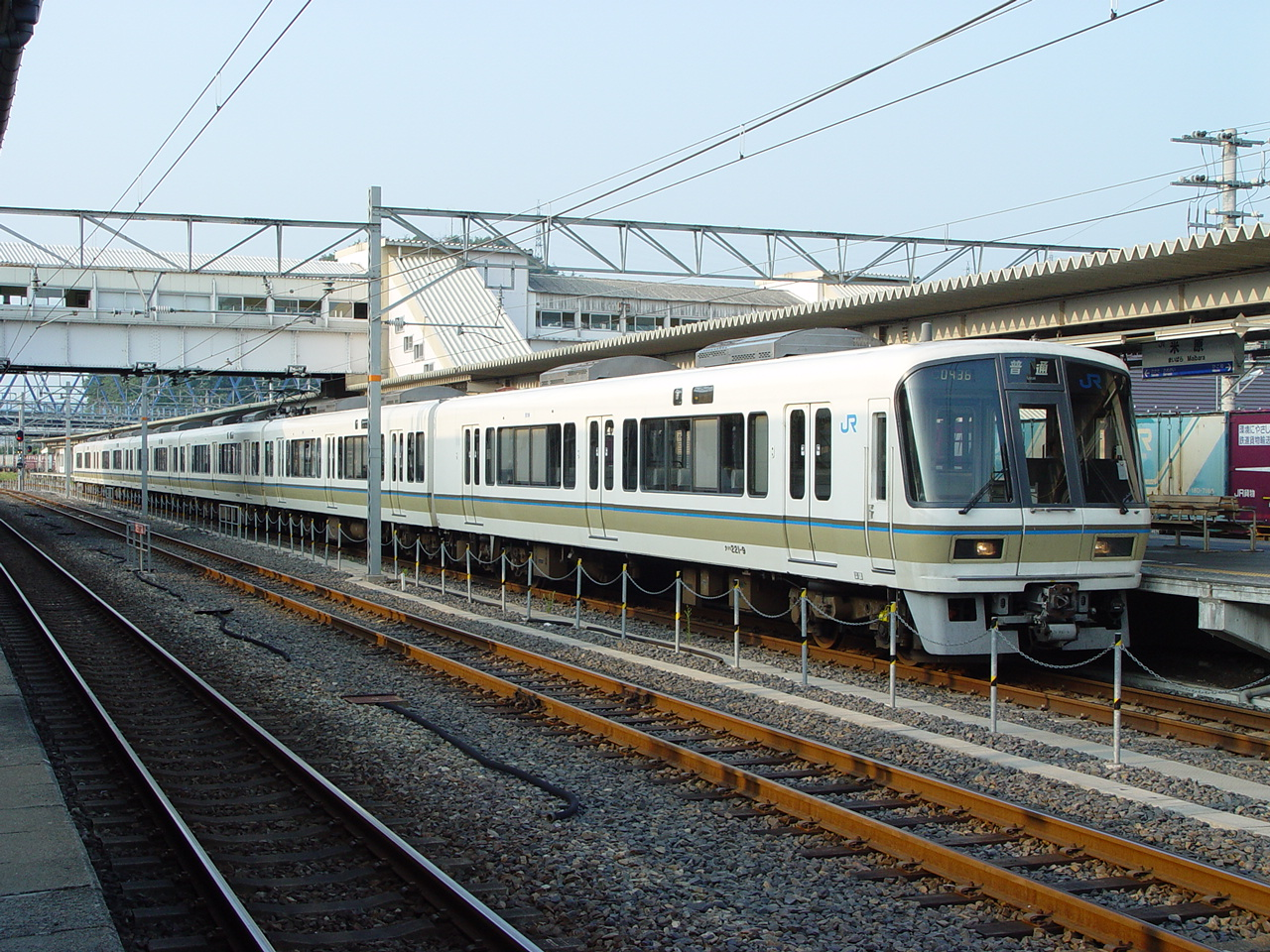
221系

## 駅一覧
- （貨）：貨物専用駅、◇・■：貨物取扱駅（貨物専用駅を除く。◇は定期貨物列車の発着なし、■はオフレールステーション）

- 停車駅
  - 新快速・快速・普通…すべての旅客駅に停車
  - 臨時快速…米原駅、敦賀駅のみ（表への記載省略）
  - 特急…優等列車に挙げられている各列車記事を参照
- 全区間直流電化
- 駅ナンバーは2018年3月より導入[206]

| 駅ナンバー | 駅名       | 営業キロ | 営業キロ | 接続路線 | 所在地        | 所在地        |
| 駅ナンバー | 駅名       | 駅間     | 累計     | 接続路線 | 所在地        | 所在地        |
| ---------- | ---------- | -------- | -------- | --- | ------------- | ------------- |
| JR-A12     | 米原駅     | -        | 0.0      | 西日本旅客鉄道： 東海道本線（琵琶湖線） 東海旅客鉄道： 東海道新幹線・CA 東海道本線 (CA83) 近江鉄道：本線 (OR01) | 滋賀県        | 米原市        |
| JR-A11     | 坂田駅     | 2.4      | 2.4      | | 滋賀県        | 米原市        |
| JR-A10     | 田村駅     | 2.3      | 4.7      | | 滋賀県        | 長浜市        |
| JR-A09     | 長浜駅     | 3.0      | 7.7      | | 滋賀県        | 長浜市        |
| JR-A08     | 虎姫駅     | 5.1      | 12.8     | | 滋賀県        | 長浜市        |
| JR-A07     | 河毛駅     | 2.8      | 15.6     | | 滋賀県        | 長浜市        |
| JR-A06     | 高月駅◇    | 2.6      | 18.2     | | 滋賀県        | 長浜市        |
| JR-A05     | 木ノ本駅   | 4.2      | 22.4     | | 滋賀県        | 長浜市        |
| JR-A04     | 余呉駅     | 4.1      | 26.5     | | 滋賀県        | 長浜市        |
| JR-A03     | 近江塩津駅 | 4.9      | 31.4     | 西日本旅客鉄道： 湖西線 (JR-B10)                                                                                | 滋賀県        | 長浜市        |
| JR-A02     | 新疋田駅   | 7.8      | 39.2     | | 福井県 敦賀市 | 福井県 敦賀市 |
| JR-A01     | 敦賀駅◇    | 6.7      | 45.9     | 西日本旅客鉄道： 北陸新幹線・■小浜線 ハピラインふくい：■ハピラインふくい線                                      | 福井県 敦賀市 | 福井県 敦賀市 |

### 駅の運営形態
- 直営駅（4駅）
  - 米原駅（新幹線除く）・長浜駅・木ノ本駅・敦賀駅
- 簡易委託駅（5駅）
  - 虎姫駅・河毛駅・高月駅・余呉駅・近江塩津駅
- 無人駅（3駅）
  - 坂田駅・田村駅・新疋田駅

### 廃止区間

#### 経営移管区間
- 北陸新幹線開業・延伸によって第三セクターに移管された区間。敦賀駅 - 大聖寺駅間はハピラインふくい、大聖寺駅 - 倶利伽羅駅間はIRいしかわ鉄道、倶利伽羅駅 - 市振駅間はあいの風とやま鉄道、市振駅 - 直江津駅間はえちごトキめき鉄道に移管された。( )内は米原駅からの営業キロ（主要駅と会社境界駅のみ記載）。
- 設置駅・駅名・営業キロは移管前日時点のもの。
- この区間の現状の詳細については「ハピラインふくい線」「IRいしかわ鉄道線」「あいの風とやま鉄道線」「えちごトキめき鉄道日本海ひすいライン」を参照

2024年（令和6年）移管区間
敦賀駅 (45.9 km) - 南今庄駅 - 今庄駅 - 湯尾駅 - 南条駅 - 王子保駅 - 武生駅 (81.0km) - 鯖江駅 (86.2km) - 北鯖江駅 - 大土呂駅 - 越前花堂駅 (97.3km) -（貨）南福井駅 - 福井駅 (99.9 km) - 森田駅 - 春江駅 - 丸岡駅 - 芦原温泉駅 (117.6km)◇ - 細呂木駅 - 牛ノ谷駅 - 大聖寺駅 (130.2 km) - 加賀温泉駅 (134.3km) - 動橋駅 - 粟津駅 - 小松駅 (148.2km) - 明峰駅 - 能美根上駅 - 小舞子駅 - 美川駅 - 加賀笠間駅 - 松任駅◇ - 野々市駅 - 西金沢駅 - 金沢駅 (176.6 km)
2015年（平成27年）移管区間
金沢駅 (176.6 km) -（貨）金沢貨物ターミナル駅 - 東金沢駅 - 森本駅 - 津幡駅 (188.1 km) - 倶利伽羅駅 (194.4 km) - 石動駅 - 福岡駅 - 西高岡駅 - 高岡駅 (217.2 km) - 越中大門駅 - 小杉駅 - 呉羽駅 - 富山駅 (236.0 km) -（貨）富山貨物駅 - 東富山駅 - 水橋駅 - 滑川駅 - 東滑川駅 - 魚津駅 (261.5 km) - 黒部駅 (267.8 km) - 生地駅 - 西入善駅 - 入善駅 - 泊駅 (285.1 km) - 越中宮崎駅 - 市振駅 (294.5 km) - 親不知駅 - 青海駅 - 糸魚川駅 (315.0 km) - 梶屋敷駅 - 浦本駅 - 能生駅 - 筒石駅 - 名立駅 - 有間川駅 - 谷浜駅 - 直江津駅 (353.8 km)

#### 新線付け替え区間
- 今庄駅 - 湯尾駅
- 牛ノ谷駅 - 熊坂信号場 - 大聖寺駅
- 倶利伽羅駅 - 安楽寺信号場 - 石動駅
- 市振駅 - 風波信号場 - 親不知駅 - 黒岩信号場 - 青海駅
- 浦本駅 - 木浦信号場 - 能生駅 - 百川信号場 - 筒石駅 - 西名立信号場 - 名立駅 - 有間川駅
- 有間川駅 - 谷浜駅
- 谷浜駅 - 郷津駅 - 直江津駅

#### その他廃止区間

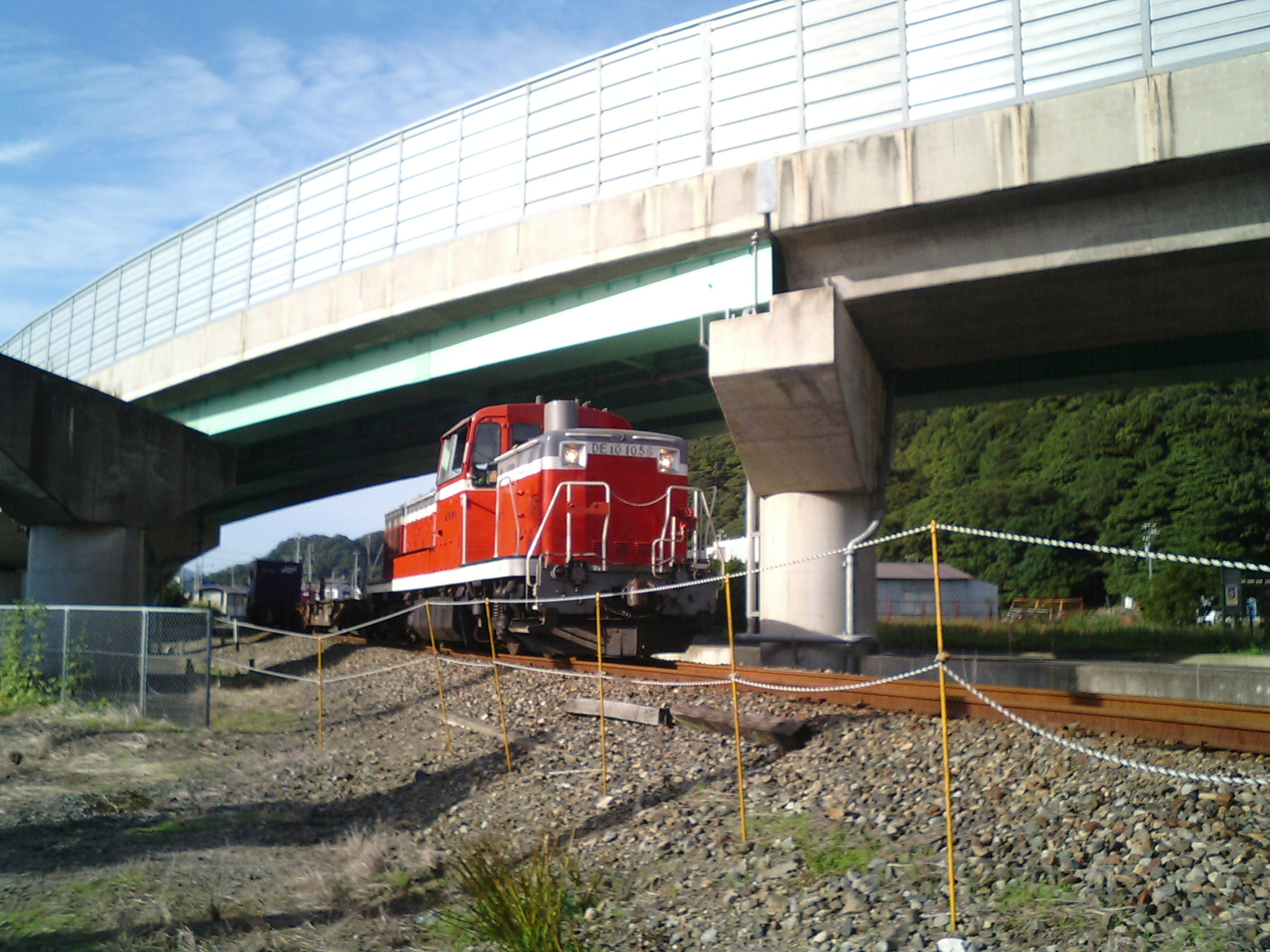
2019年に廃止された敦賀港線

名称（駅・信号場などの別含む）は廃止時点のもの。柳ヶ瀬線も参照。( )内は起点からの営業キロ。
敦賀駅 - 今庄駅間（1962年廃止、通称：杉津線もしくは山中線）
敦賀駅 (0.0 km) - 深山信号場 (2.3 km) - 新保駅 (5.9 km) - 葉原信号場 (9.3 km) - 杉津駅 (12.9 km) - 山中信号場 (17.8 km) - 大桐駅 (21.1 km) - 今庄駅 (26.4 km)
貨物支線（1943年廃止）
敦賀港駅 (0.0 km) - 敦賀新港駅 (1.2 km)
貨物支線（1986年廃止）
東富山駅 (0.0 km) - 富山操車場 (3.8 km) - 蓮町駅 (8.5 km)
※東富山 - 富山操車場間は本線との重複区間。
貨物支線（2019年廃止、通称：敦賀港線）
敦賀駅 (0.0 km) - （貨）敦賀港駅 (2.7 km)
※廃止時点では日本貨物鉄道の管轄。単線、非電化、タブレット閉塞式。両駅とも福井県敦賀市に所在した。2009年4月1日からは運行休止となり、踏切はアスファルトで埋め立てられたうえに、線路上には柵が設けられていた。運行休止に伴い敦賀港駅に併設された敦賀港新営業所（旧・敦賀港オフレールステーション）については、かつてのコンテナセンターに準じた扱いとして営業を続けたが、2025年3月にこれも閉鎖しすべての貨物取扱を終了した。路線の廃止からほどなくして敦賀駅から分岐直後の廃線跡に北陸新幹線の橋脚が着工された。線路跡地は、敦賀市がJR貨物より購入し、2025年7月1日に引き渡し予定である。

### 廃駅
#廃止区間にある駅を除く。括弧内は米原駅起点の営業キロ。
- 法性寺駅 ： 1940年廃止 (2.6 km)
- 田村駅（初代） ： 1940年廃止 (4.6 km)
- 大寺駅 ： 1886年廃止（約13.3 km）
- 河毛駅（初代） ： 1886年廃止（約15.8 km）
- 井ノ口駅 ： 1897年廃止・高月 - 木ノ本間（約19.7 km）

第三セクターへの経営移管区間
- 北福井仮乗降場 ： 1951年廃止・福井 - 森田間（約100.3 km）
- 越前下関駅 ： 1940年廃止・丸岡 - 芦原温泉間 (114.9 km) - 三国線直通ガソリンカー専用駅。1938年6月に開業[208]。
- 浜黒崎仮停車場 ： 1948年廃止・東富山 - 水橋間 (245.3 km)
- 郷津駅 ： 1969年廃止・谷浜 - 直江津間（谷浜から2.4 km、直江津まで4.5 km）

### 廃止信号場
#廃止区間にある信号場を除く。括弧内は米原駅起点の営業キロ。
- 沓掛信号場 ： 1966年廃止・近江塩津駅 - 新疋田駅間（約33.5 km）- 跡地は現在では近江塩津駅に吸収されている。
- 鳩原信号場 ： 1963年廃止・新疋田駅 - 敦賀駅間（約44.7 km）

第三セクターへの経営移管区間
- 九頭竜仮信号場 ： 1949年廃止・福井駅 - 森田駅間（約101.3 km）
- 熊坂信号場 ： 1963年廃止・牛ノ谷駅 - 大聖寺駅間 (127.2 km)
- 松梨信号場 ： 1963年廃止・明峰駅付近 (151.5 km)
- 花園信号場 ： 1938年廃止・森本駅 - 津幡駅間 (185.1 km)
- 安楽寺信号場 ： 1962年廃止・倶利伽羅駅 - 石動駅間（約199.1 km）
- 千保川信号場 ： 1965年廃止・西高岡駅 - 高岡駅間 (214.8 km)
- 田刈屋信号場 ： 1956年廃止・呉羽駅 - 富山駅間 （234.7 km、高山本線 西富山駅 - 富山駅間、岐阜起点224.4 km）
- 上市川信号場 ： 1966年廃止・水橋駅 - 滑川駅間 (250.6 km)
- 角川信号場 ： 1968年廃止・東滑川駅 - 魚津駅間 (258.9 km)
- 片貝信号場 ： 1969年廃止・魚津駅 - 黒部駅間（約276.0 km）
- 小川信号場 ： 1967年廃止・入善駅 - 泊駅間 (282.6 km)
- 風波信号場 ： 1966年廃止・市振駅 - 親不知駅間（市振駅から5.9 km、親不知駅まで2.5 km）
- 黒岩信号場 ： 1966年廃止・親不知駅 - 青海駅間（親不知駅から4.2 km、青海駅まで1.1 km）
- 姫川信号場 ： 1968年廃止・青海駅 - 糸魚川駅間（青海駅から3.2 km、糸魚川駅まで3.5 km）
- 木浦信号場 ： 1969年廃止・浦本駅 - 能生駅間（浦本駅から4.1 km、能生駅まで1.5 km）
- 百川信号場 ： 1969年廃止・能生駅 - 筒石駅間（能生駅から4.3 km、筒石駅まで2.1 km）
- 西名立信号場 ： 1969年廃止・筒石駅 - 名立駅間（筒石駅から4.1 km、名立駅まで2.5 km）

### 過去の接続路線
第三セクターへの経営移管区間
- 武生駅：福井鉄道南越線…社武生駅
- 鯖江駅：福井鉄道鯖浦線
- 丸岡駅：京福電気鉄道丸岡線
- 金津駅（現在の芦原温泉駅）：三国線・京福電気鉄道永平寺線
- 大聖寺駅：北陸鉄道山中線
- 動橋駅：
  - 北陸鉄道片山津線
  - 北陸鉄道山代線…新動橋駅
- 粟津駅：北陸鉄道粟津線…新粟津駅
- 小松駅：
  - 北陸鉄道小松線
  - 尾小屋鉄道…新小松駅
- 寺井駅（現在の能美根上駅）：北陸鉄道能美線…新寺井駅
- 松任駅：北陸鉄道松金線
- 金沢駅：
  - 北陸鉄道金沢市内線…金沢駅前停留場
  - 北陸鉄道金石線…中橋駅
- 東金沢駅：北陸鉄道金沢市内線…東金沢駅前停留場
- 石動駅：加越能鉄道加越線
- 富山駅：富山港線
- 黒部駅：富山地方鉄道黒部支線・富山電気鉄道石田線

## 利用状況

### プロモーション
JRでは沿線地域向けに、普通列車に関しては乗り放題タイプの特別企画乗車券「北陸おでかけパス」の発売や快速「ホリデーライナーかなざわ」の運行、特急列車に関しては往復タイプの特別企画乗車券「タウン特急往復きっぷ」・「金沢富山往復きっぷ」、定期券と併用する自由席回数特急券「トクらく」や特急用定期券「パスカル」の発売、途中停車駅の増加と停車間隔の均等化などが実施されている。このほかプリズム福井（現・くるふ福井駅）のオープンやマリエとやまの増改築、金沢百番街トレンド館を全面改装して「Rinto」としてリニューアルオープンさせる など、駅ビルおよび周辺を開発して買い物需要の発掘による鉄道利用の増加に努めている。
また遠方からの旅行需要を喚起するため、通年（一部商品は利用制限期間あり）で、JR東日本からは往復プラス乗り放題タイプの特別企画乗車券「北陸フリーきっぷ」が首都圏エリアの主な駅のみどりの窓口および主な旅行代理店で、往復タイプの特別企画乗車券「北陸往復きっぷ」 が新潟エリアの主な駅のみどりの窓口および主な旅行代理店で、JR東海からは往復タイプの特別企画乗車券「北陸往復割引きっぷ」と往復プラス乗り放題タイプの特別企画乗車券「北陸観光フリーきっぷ」が名古屋地区および周辺の主な駅の窓口および主な旅行代理店で発売されている。ほかにも半年および1年おきに見直しがあるものの、通年に近い状態で発売されている北陸方面への旅行者向け特別企画乗車券が多数存在する。
さらに2004年からJR東日本とJR西日本で、2006年からはJR東海も加わって、JR本州3社共同でキャンペーン「Japanese Beauty ホクリク」を実施している。その後キャンペーン名称が「JAPANESE BEAUTY 北陸キャンペーン」に変わり、2010年からは「Japanese Beauty Hokuriku キャンペーン」となっている。期間中、駅ポスターなどの交通広告を中心に3社共通の宣伝を展開したり、旅行商品ラインナップや期間限定の特別企画乗車券を充実させたり、鉄道利用者用の特典や体験メニューを用意したりして、各方面からの北陸地域の利用促進を図っている。

### 利用状況統計
集計当時の路線である米原駅 - 直江津駅間では、普通列車の輸送密度は主要駅ごとに区切ると、あいの風とやま鉄道とえちごトキめき鉄道へ移管された泊駅 - 糸魚川駅間が最も低く、特に富山県と新潟県の県境がある越中宮崎駅 - 市振駅間の利用者数は1列車あたり20人程度、1車両あたり7人程度である。
2007年11月13日における北陸本線石川県内区間の旅客流動は以下の通りである。ただし以下の数値には夜行列車の利用者が含まれていない。
| 輸送人員（人/日） | 全列車合計 | 普通列車 | 特急列車 |
| ----------------- | ---------- | -------- | -------- |
| 合計              | 61,415     | 41,276   | 20,139   |
| 県内相互          | 34,968     | 33,930   | 1,038    |
| 県内 - 富山県方面 | 9,337      | 5,321    | 4,016    |
| 県内 - 福井県方面 | 11,470     | 1,964    | 9,506    |
| 県内を通過        | 5,640      | 61       | 5,579    |

2005年11月15日における北陸本線富山県内区間の旅客流動は以下の通りである。ただし以下の数値には夜行列車の利用者が含まれていない。
| 輸送人員（人/日） | 全列車合計 | 普通列車 | 特急列車 |
| ----------------- | ---------- | -------- | -------- |
| 合計              | 49,576     | 36,721   | 12,855   |
| 県内相互          | 31,680     | 30,521   | 1,159    |
| 県内 - 石川県方面 | 12,127     | 5,693    | 6,434    |
| 県内 - 新潟県方面 | 2,881      | 483      | 2,398    |
| 県内を通過        | 2,888      | 24       | 2,864    |

2012年5月29日には鉄道利用調査が大聖寺駅 - 糸魚川駅間で石川県と富山県によって合同実施された。

#### 平均通過人員
各年度の平均通過人員（人/日）は以下のとおりである。

##### 2013年度・2014年度
| 年度                   | 平均通過人員（人/日） | 平均通過人員（人/日） | 平均通過人員（人/日） | 平均通過人員（人/日） | 平均通過人員（人/日） | 平均通過人員（人/日） | 平均通過人員（人/日） | 出典    |
| 年度                   | 全線                  | 米原 - 敦賀           | 敦賀 - 福井           | 福井 - 金沢           | 金沢 - 富山           | 富山 - 市振           | 市振 - 直江津         | 出典    |
| ---------------------- | --------------------- | --------------------- | --------------------- | --------------------- | --------------------- | --------------------- | --------------------- | ------- |
| 2013年度（平成25年度） | 19,452                | 17,298                | 27,376                | 23,991                | 23,013                | 14,085                | 9,762                 | [ 220 ] |
| 2014年度（平成26年度） | 19,270                | 17,751                | 28,426                | 24,800                | 21,058                | 12,966                | 9,382                 | [ 221 ] |

#### 2015年度 - 2019年度
| 年度                   | 平均通過人員（人/日） | 平均通過人員（人/日） | 平均通過人員（人/日） | 平均通過人員（人/日） | 出典    |
| 年度                   | 全線                  | 米原 - 敦賀           | 敦賀 - 福井           | 福井 - 金沢           | 出典    |
| ---------------------- | --------------------- | --------------------- | --------------------- | --------------------- | ------- |
| 2015年度（平成27年度） | 25,024                | 17,429                | 28,532                | 27,100                | [ 222 ] |
| 2016年度（平成28年度） | 25,354                | 17,747                | 29,264                | 27,153                | [ 223 ] |
| 2017年度（平成29年度） | 25,508                | 17,801                | 29,416                | 27,368                | [ 224 ] |
| 2018年度（平成30年度） | 25,825                | 17,931                | 29,896                | 27,682                | [ 225 ] |
| 2019年度（令和元年度） | 24,772                | 17,135                | 28,524                | 26,700                | [ 226 ] |

#### 2020年度以降
| 年度                   | 平均通過人員（人/日） | 平均通過人員（人/日） | 平均通過人員（人/日） | 平均通過人員（人/日） | 平均通過人員（人/日） | 出典    |
| 年度                   | 全線                  | 米原 - 近江塩津       | 近江塩津 - 敦賀       | 敦賀 - 福井           | 福井 - 金沢           | 出典    |
| ---------------------- | --------------------- | --------------------- | --------------------- | --------------------- | --------------------- | ------- |
| 2020年度（令和02年度） | 10,971                | 6,168                 | 9,255                 | 11,368                | 12,981                | [ 227 ] |
| 2021年度（令和03年度） | 12,754                | 7,213                 | 11,530                | 13,661                | 14,615                | [ 228 ] |
| 2022年度（令和04年度） | 19,165                | 9,688                 | 20,095                | 21,851                | 20,978                | [ 229 ] |
| 2023年度（令和05年度） | 非算出                | 11,048                | 24,572                | 25,581                | 23,829                | [ 230 ] |